# Sava Henția
Sava Henția (n. 1 februarie 1848, Sebeșel, Regatul Ungariei⁠(d), Țările Coroanei Sfântului Ștefan, Imperiul Austriac – d. 21 februarie 1904, Sebeșel, Regatul Ungariei⁠(d), Țările Coroanei Sfântului Ștefan, Austro-Ungaria) a fost un pictor realist, grafician, muralist și ilustrator de carte român. A făcut studiile la Școala de Belle Arte din București, unde i-a avut ca profesori pe Gheorghe Tattarescu și Theodor Aman. A urmat de asemenea cursurile de pictură ale École Nationale Supérieure des Beaux-Arts de la Paris, sub îndrumarea pictorului Alexandre Cabanel. 
Cele mai bune aspecte pe care le-au dat în cadrul picturii românești mișcările artistice de la sfârșitul secolului al XIX-lea pot fi întâlnite la o seamă de artiști care au îmbinat propriile calități profesionale, umane și de meșteșug cu concepțiile sănătoase despre rosturile artei. Un loc însemnat în rândurile lor îl ocupă Sava Henția, care, în mod similar pictorilor Mișu Popp sau Constantin Lecca a fost la origini ardelean și s-a format ca pictor la București, ca mai toți oamenii de cultură ai acelor timpuri. Deoarece s-a înscris în tendințele vremurilor în care s-au intensificat schimburile culturale dintre Ardeal și România, se poate spune că Sava Henția și-a adus contribuția la cristalizarea conștiinței naționale românești.
A năzuit în mod devotat să fie creator de mari compoziții și a realizat alegorii cu tematică mitologică, sub influența stilistică a lui Pierre Prud'hon, potrivit lui Mircea Popescu acestea caracterizându-se prin umbre catifelate din care se detașează scăldate într-o lumină argintie, nuduri adolescentine pline de senzualitate. A realizat la Paris alegoriile Psyche părăsită de Amor și Aurora, lucrări care au rămas în pictura românească drept documente de referință pentru îndrumarea celorlalți . Conform criticului și istoricului de artă Ion Frunzetti, modul lor de execuție, sensibilitatea, carnalitatea senzuală și împlinită mascată de o boare argintie a luminii lunii aflată în crepuscul, cu motive preluate de la marele magician francez de la sfârșitul secolului al XVIII-lea, nu au avut șansa de a se perpetua în opera vreunui alt artist român, așa cum nu au fost repetate nici măcar în opera lui Sava Henția, ulterior.
A participat la Războiul de Independență (1877-1878), timp în care a pictat numeroase scene de campanie, fiind considerat un adevărat reporter de război. Din acea perioadă au rămas desenele Soldat călare, Trecerea Dunării la Corabia, Lângă Lagărul din Calafat. Alte desene au devenit ulterior compoziții executate în acuarelă și ulei, între care se remarcă lucrările Întâlnirea și Transport de provizii pe front. Ca și ceilalți pictori participanți la campania din 1877, Nicolae Grigorescu, Carol Popp de Szathmári și G.D. Mirea, el a avut rolul de a documenta scene de luptă și scene din viața oștenilor, în vederea pictării de compoziții istorice ulterioare. Cea mai importantă compoziție de război a lui Sava Henția este cea intitulată Lagărul, cunoscută și sub numele de Bivuac. Lucrarea este una din cele mai însemnate compoziții de acest gen, care s-au făcut în România în secolul al XIX-lea. Alte lucrări importante care l-au definit ca reporter de război au fost: În tabără, Gara de mărfuri, Cai la conovăț, Turc cu narghilea și Vânzători de covoare.
Sava Henția a abordat pictura cu tematică istorică, cele mai reprezentative creații fiind Ostașii lui Mihai Viteazul izgonind pe turci la Giurgiu, portretul lui Tudor Vladimirescu, Intrarea triumfală a lui Traian în Sarmisegetuza, Legenda meșterului Manole, Moartea lui Ștefan cel Mare, Ștefan cel Mare după bătălia de la Codrii Cosminului și Sacrificiu roman.
Tematica socială, prezentă și ea în opera artistului, se remarcă în tablourile în care pictorul a înfățișat oameni ai străzii, cerșetori și copii săraci. În plus, Sava Henția a realizat picturi din care transpare pitorescul iarmaroacelor și al îngrămădirilor comerciale rurale. Reprezentative sunt acuarela Bâlciu în Brebu, care este o îmbinare dintre peisajul cu valoare documentară al epocii și pitorescul scenei de gen, Vedere din Câmpina, Mahala din Herăstrău, O mahala din București și Târgul Moșilor.
Portretele au fost pentru Sava Henția una din direcțiile definitorii pe care a mers, în desfășurarea stilului realist pe care l-a practicat. După perioada în care a fost pictor corespondent al Războiului din 1877, Henția a pictat cu preponderență portrete, până la sfârșitul vieții. Se știe că el a debutat ca un bun portretist de factură realistă în reprezentarea omului, deziderat pe care nu l-a părăsit în întreaga sa carieră. După întoarcerea din Franța a făcut o serie de portrete, cu precădere cele din perioada 1877 - 1884, anume Femeia cu scrisoarea, portretul doctorului Marcovici, al generalului Carol Davila și cel mai reușit, al soției acestuia. D-na Davila este înfățișată în costum național cu o maramă de borangic care pune în evidență grația și feminitatea. Aceste portrete subliniază resursele pe care artistul le avea la îndemână, pentru a înfățișa personajele atât ca fizionomii cât și ca imagini purtătoare de stări sufletești.
În pictura murală, Sava Henția s-a remarcat prin picturile pe care le-a făcut la Casa Vernescu, Casa Berceanu, prin picturile murale de la biserica din Brebu, Milcov, Răhău și Vințu de Jos, Săsciori, Mănăstirea Cernica și Biserica Adormirea Maicii Domnului din Sebeșul Săsesc.
A realizat peisaje și naturi moarte. Prin stilul său realist, Henția a fost pregătit pentru surprinderea realității tactile a lucrurilor, astfel că Natura moartă cu pești poate sta cu mare cinste alături de cele mai reușite creații ale lui Ion Andreescu. Genul naturilor moarte a rezultat în mod firesc, din pasiunea pe care artistul o avea pentru vânătoare și pescuit, sporturi care-i ofereau cu predilecție astfel de teme.
Datorită accentelor realiste ale operei sale, artistul a avut un succes relativ în timpul vieții. Pictura lui a fost considerată o reflexie a reproșului adus sistemului social de atunci, reproș care adesea avea caracter de satiră. Nu în ultimul rând, din cauza consumatorilor de artă care nu aveau un interes pentru forme diversificate în ce privește varietatea fără limită a artei, publicul nu a fost prea încântat de creațiile lui Sava Henția. Modelele uzitate de Nicolae Grigorescu au influențat puternic gustul în aprecierea lucrărilor unitare aflate în faza finală de execuție, ele fiind singurele care erau unanim acceptate. O pictură ca a lui Henția, mai puțin strălucită în retorica ei imediată, dar având calitatea de a fi mai adevărată și mai convingătoare, nu a fost înțeleasă. Ion Frunzetti a considerat că, posteritatea datorează artistului Sava Henția o repunere în valoare a creației sale, care a fost vitregită de către moda epocii în care a trăit, astfel că ea merită o așa zisă reabilitare. Posteritatea, în opinia biografului, trebuie să-i studieze opera și să i-o facă cunoscută prin simplul fapt că, realismul pictorului precum și marele interes pe care l-a manifestat Henția pentru înfățișarea oamenilor pot să-l definească drept un precursor.

## Vocația

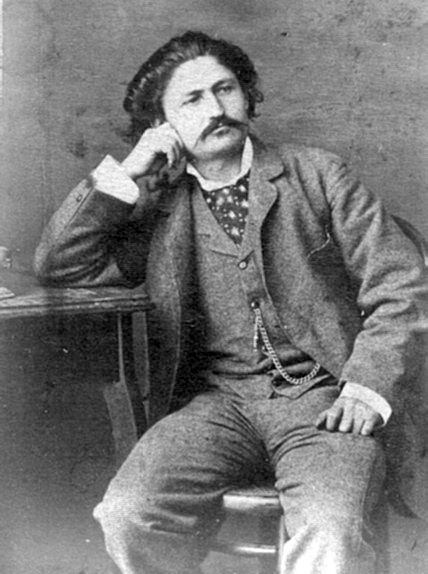
Sava Henția

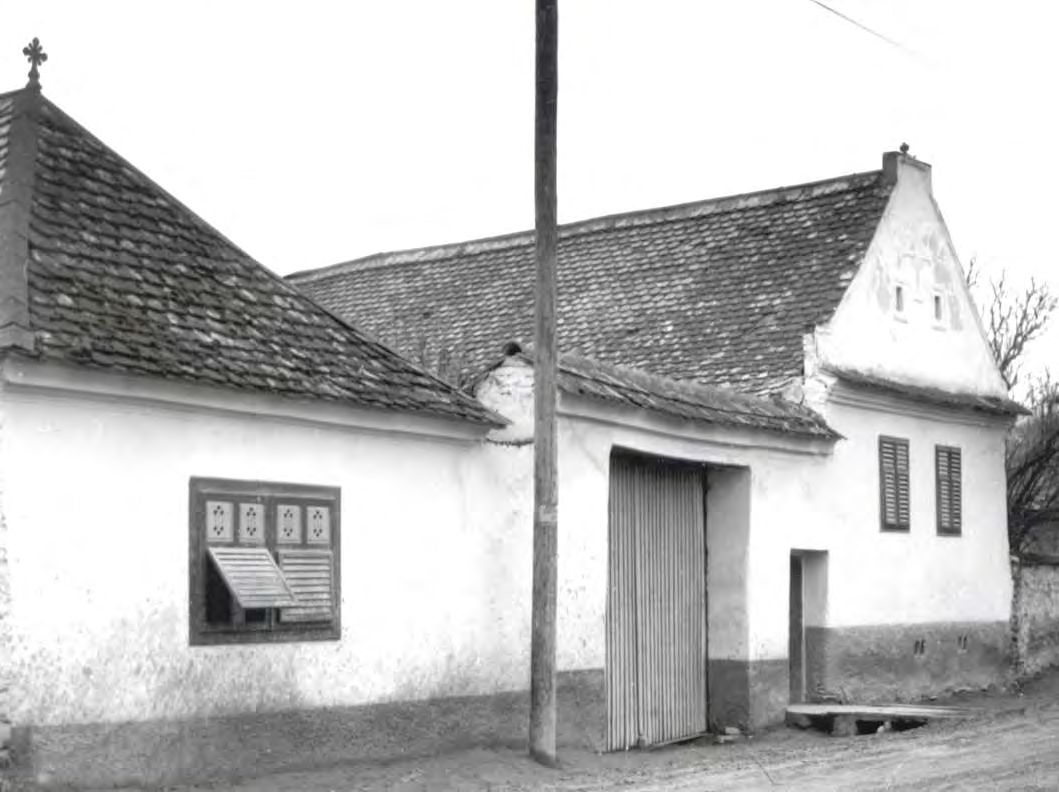
Casa lui Sava Henția din Sebeșel

Sava Henția a fost al 8-lea, din cei 14 copii care au supraviețuit din familia preotului Ilie Henția (vezi capitolul Controverse, incertitudini), căsătorit în 1896 cu Ana (n. Dăncilă) din Răchita, Alba. S-a născut la 1 februarie 1848 în comuna Sebeș, cătunul Sebeșel. Încă de pe băncile școlii comunale, Henția a manifestat o deosebită atracție pentru desen. După absolvirea școlii primare, în 1862 viitorul pictor s-a stabilit la București, adus fiind de unchiul său dinspre mamă, fotograful Zaharia Dănciulescu (sau după Ion Frunzetti - Dăciulescu). Dănciulescu avea un atelier și a intenționat să-l folosească pe Henția la retușurile care se făceau în acele timpuri, la producția de fotografie. Sava Henția și-a găsit o locuință cu chirie pe cursul Dâmboviței, pe locul unde în anul 1890 se afla Hanul Babic. Din cauză că apele râului nu erau canalizate, într-o noapte a anului 1863 s-a produs o viitură care a inundat casele și curțile de pe mal. Henția s-a salvat înotând spre Dealul Schitu Măgureanu, dar s-a îmbolnăvit de febră tifoidă și ca urmare a rămas surd pe întreaga sa viață. Din acest motiv, la școală, tânărul artist a fost scutit de alte materii („ocupațiuni”) în afara celor de specialitate,[A] găsind înțelegerea necesară la conducerea școlii, ca dovadă a talentului său. Din cauza acestui handicap se explică lipsa de sociabilitate a lui Henția, în relația cu camarazii lui, lipsă pe care a manifestat-o când era adult. De asemenea, din această cauză s-a afișat cu o atitudine solitară și cu o înclinație pentru sporturile singuratice, cum erau pescuitul și vânătoarea. Din cauza surzeniei i-a lipsit și apetența pentru petreceri zgomotoase și de aici provine înverșunarea pentru găsirea unei satisfacții în studiu, muncă și perfecționare artistică.

## Studiile și cariera
În anul 1865, Sava Henția s-a înscris la cursurile Școlii de Belle Arte, cursuri pe care le-a urmat până în anul 1870, la absolvire. Cum Zaharia Dănciulescu a trecut în neființă în anul 1865, Henția s-a văzut lipsit de singurul sprijin financiar pe care-l avea. Ca urmare, cu ajutorul bursei mai mult decât modeste și cu veniturile pe care le-a obținut prin vânzarea micilor lucrări pe care le realiza, a reușit să se susțină singur pe timpul celor cinci ani de studiu.
La Școala de Belle Arte din București i-a avut ca profesori pe Gheorghe Tattarescu și pe Theodor Aman, de la care și-a însușit o serioasă pregătire profesională. Pe băncile școlii s-a făcut remarcat împreună cu colegii săi Mihail Dan, Mihail Ștefănescu și Dumitru Marinescu. În anul 1869 a participat la concursul de bursă pentru studii, dar nu a obținut decât o mențiune pentru o compoziție intitulată Găsirea cadavrului lui Abel, bursa câștigând-o Ștefănescu. În 1870 a primit diverse premii acordate de către Secția de Pictură și Sculptură a Școlii de Belle Arte: medalia a II-a pentru anatomie, medalia a II-a pentru studii după natură și medalia I-a pentru un Cap de expresie. La absolvire, în anul 1870, a participat cu compoziția Orfeu și Euridice la concursul care se organiza anual, în vederea selectării studenților care urmau să aibă burse de studii în străinătate. Concurenții cei mai competenți i-au fost Mihail Dan, care a pierdut chiar dacă vârsta îl recomanda, și pictorul I. Constantinescu, care poate fi Iacovache Constantinescu, un muscelean stabilit mai târziu în București. Tot în anul 1870, Henția a participat la Expoziția artiștilor în viață cu două portrete: Portretul D. Grant și Portretul D. Caligari. A primit împreună cu Mihail Dan și Iacovache Constantinescu Medalia de clasa a II-a.

Pictorii care au avut rol în educația artistică a lui Sava Henția
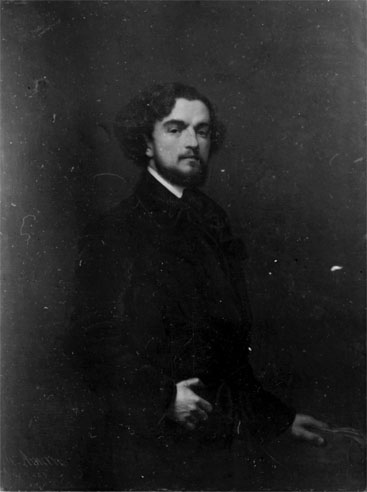
Theodor Aman - autoportret (?)
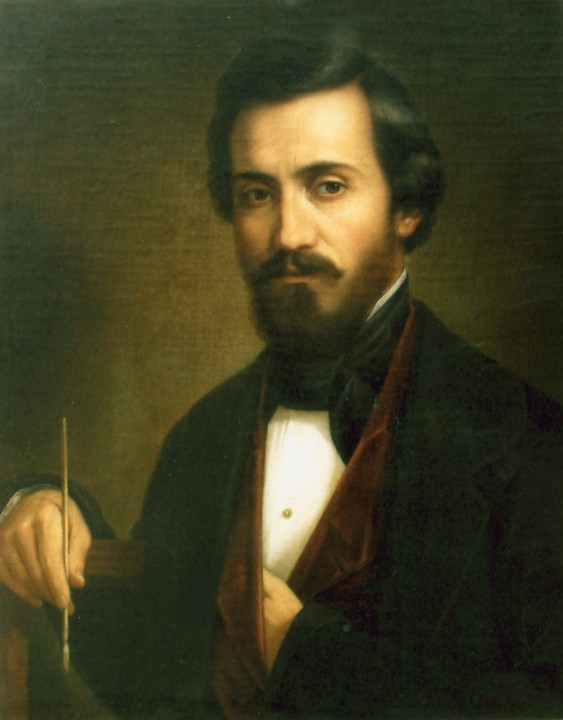
Gheorghe Tattarescu - autoportret (1849)
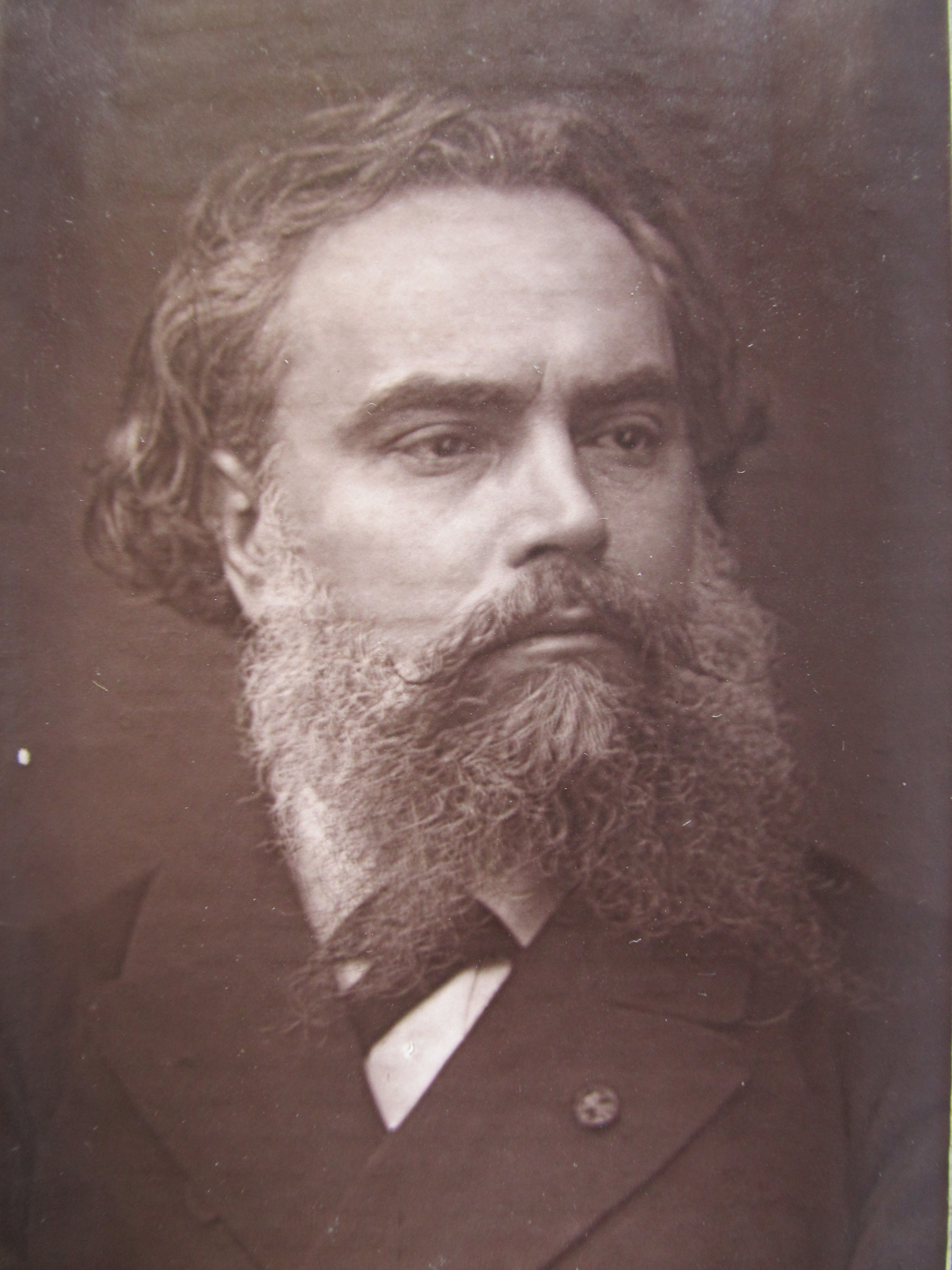
Alexandre Cabanel - fotografie (1878)
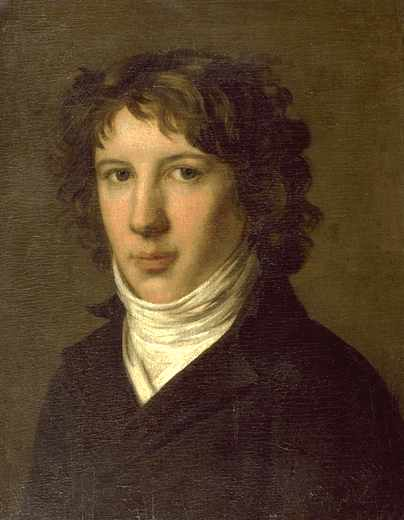
Pierre Prud'hon - autoportret (1793)

Astfel, Sava Henția a câștigat concursul și a plecat în anul 1871 la Paris. Chiar dacă a rămas împreună cu Ștefănescu în primăvara anului 1871 în București, cel din urmă neprimind încă bursa câștigată, a avut oportunitatea să trimită la Expoziția Artiștilor în Viață (ediția a treia) două portrete intitulate Domnul Grant și Domnul Caligari, lucrări care au fost menționate în Catalogul din 1870 cu numerele 42 - 43. A obținut cu această ocazie medalia a II-a pentru portret. Dacă lucrarea Orfeu și Euridice cu care a concurat pentru obținerea bursei este astăzi pierdută din cauza incendiului din anul 1885, de la Școala de Belle Arte, au rămas picturi din perioada studenției sale și mai ales o schiță de compoziție religioasă executată în anul 1870. Despre acestea se poate spune că, prin ele transpare un artist stăpân pe mijloacele tehnice pe care un pictor ar trebui să le aibă și care, sunt indispensabile redării trăsăturilor esențiale într-un portret și mai ales necesare construirii unui grup după legile compoziției. Mărturii ale talentului său din această perioadă stau schița pentru compoziția cu tematică religioasă intitulată Fecioara cu pruncul[D], secondată de Sfântul Ioan și de un înger într-un peisaj, precum și Portretul de bărbat, care s-a aflat la Muzeul Toma Stelian[E].

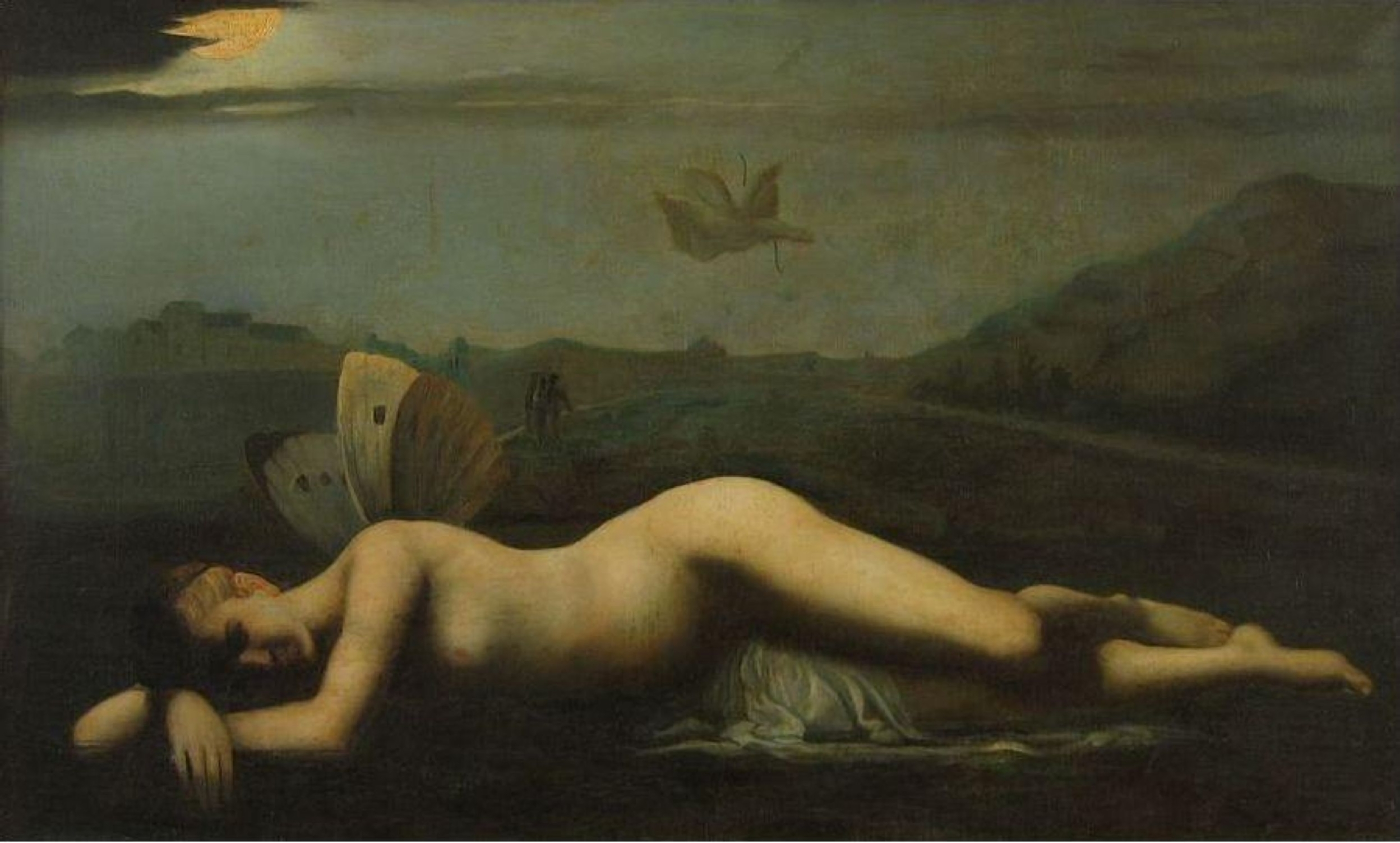
Psyche părăsită de Amor (1873)

Sava Henția și-a continuat studiile între anii 1871 - 1874, mai întâi vizitând muzeele din Italia și mai apoi la École Nationale Supérieure des Beaux-Arts de la Paris, unde l-a avut profesor pe Alexandre Cabanel. A avut și în această perioadă mari probleme financiare, dovadă stând faptul că ministrul Christian Tell i-a tăiat bursa acordată prin concursul de la Școala de Belle Arte în anul 1872. Ca susținere, a avut norocul de ajutorul colegilor români de la Paris, care au făcut chetă pentru a-i acoperi cheltuielile de întreținere pentru studii. Se știe, din spusele lui Iuliu Roșca, faptul că principalii susținători de la Paris au fost juriștii Alexandru Vlădescu și P. Obedenaru, precum și studentul în științe M. Mironescu. Este de menționat faptul că Henția, aflându-se la Paris, nu a uitat de România și și-a impus ca anual să trimită câte o lucrare în țară. Exemplu este chiar primul tablou trimis în anul 1872, care a fost expus la Expoziția Artiștilor în Viață de la București din acel an. Pictura are o compoziție preluată dintr-un sat transilvănean din Mărginimea Sibiului și prezintă o scenă dintr-o nuntă țărănească. Similar artistului au procedat și alți pictori, așa cum a fost Constantin Stahi, care aflat la München în aceeași perioadă, a trimis acasă tot o scenă din viața rurală care avea caracteristici occidentale - caii reprezentați fiind vizibil de origine nemțească.

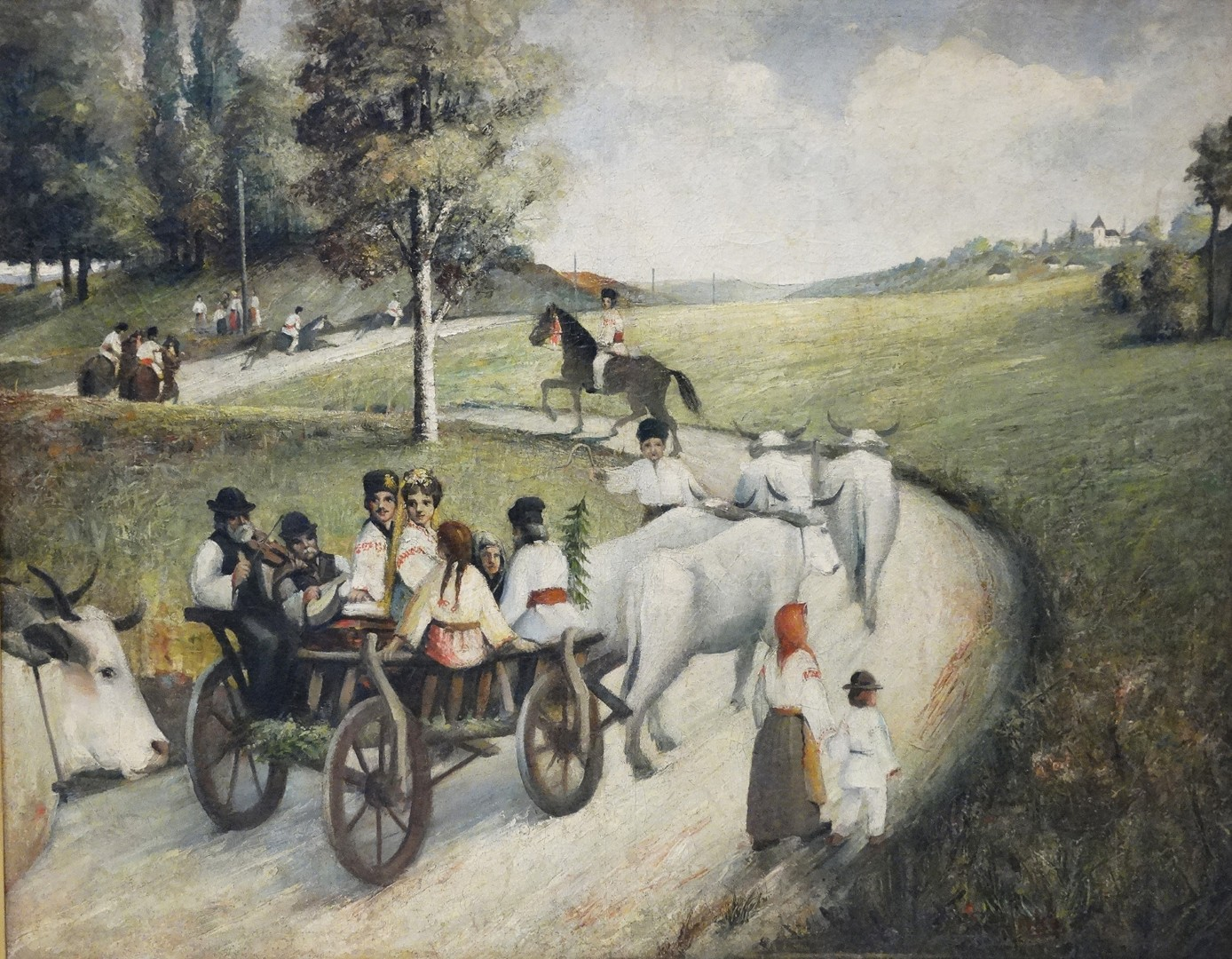
Nuntă țărănească - 1875

Bursa mult disputată i-a fost redată începând din anul 1872 la insistențele lui Theodor Aman, care a fost motivat de succesul pe care Henția l-a avut cu tabloul Psyche părăsită de Amor din anul 1873. [B] Noul ministru al Ministerului Cultelor și Instrucțiunii Publice, Vasile Boerescu, care i-a urmat lui Tell, a considerat oportun să achiziționeze lucrarea Psyche pentru Pinacoteca din București. Cu bursa lunară, foarte modestă de altfel, în valoare de 120 de lei și cu cei 800 de lei pe care i-a încasat pe lucrare, Henția a reușit să se susțină financiar până la sfârșitul anului 1873 în capitala Franței.[C] Mai mult, pictorul a mai realizat o pictură intitulată Aurora, care, împreună cu Psyche a participat în anul 1874 la o expoziție la București, unde a primit elogiile publicului, precum și o medalie pentru compoziția mitologică. Psyche părăsită de Amor fiind achiziționată de stat, a fost pentru început expusă public în Loja Domnitorului de la Teatru Național din București. Aceasta reprezintă împreună cu Aurora, două nuduri care au cu siguranță caracter de document de îndrumări, în ce privește pictura românească. Conform criticului și istoricului de artă Ion Frunzetti, caracteristicile acestora, cum sunt modul de execuție, sensibilitatea, carnalitatea senzuală și împlinită mascată de o boare argintie a luminii lunii aflată în crepuscul, cu motive preluate de la marele magician francez de la sfârșitul de secolului al XVIII-lea, nu au avut șanse de a se perpetua în opera unui alt artist român, așa cum nu s-au mai regăsit ulterior, nici măcar în opera lui Sava Henția.
Aspirant devotat al ideii de a se apropia de marile compoziții, Henția a executat ambele lucrări sub influența stilistică a lui Pierre Prud'hon (pictor francez al sfârșitului de secol al XVIII-lea), potrivit lui Mircea Popescu acestea caracterizându-se prin umbre catifelate din care se detașează scăldate într-o lumină argintie, nuduri adolescentine pline de senzualitate. În astfel de lucrări, se poate vedea înclinația spre sentimentalism și lirismul ușor romantic al lui Henția. Astfel de aplecări au existat pe întreaga perioadă de creație a artistului și ele s-au constituit într-o dominantă de interes către o realitate vie, din care lipsesc afectările manieriste sau orice alte rețete.

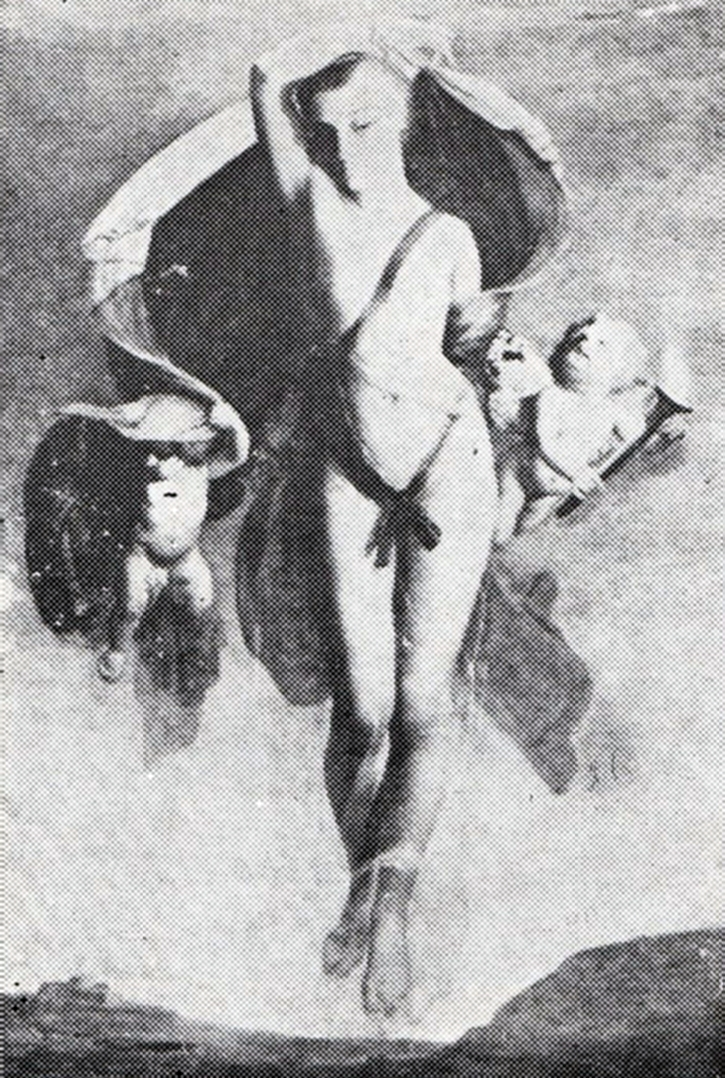
Aurora - (1871 - 1873) - foto a/n

La întoarcerea în România, Sava Henția s-a angajat în anul 1875 ca profesor suplinitor la Azilul „Elena Doamna” și din acest moment, s-a îndepărtat de tematicile de influență pariziană, apropiindu-se din ce în ce mai mult de pictura tradițională. Păstrându-și serviciul de suplinitor, el a câștigat în anul 1876 concursul pentru postul de profesor de desen și caligrafie la Externatul Secundar de Fete din București. Munca pe care a prestat-o aici era lipsită de strălucire, din cauză că o astfel de materie era considerată pe atunci „dexteritate”. Artistul, din cauza handicapului pe care-l avea, a întâmpinat mari dificultăți în comunicarea cu elevii, cu care se înțelegea prin scris. Cel care cu ceva vreme în urmă picta portrete strălucitoare, ca cel în care a înfățișat în anul 1872 la Paris o Italiancă în costum popular (portet astăzi aflat la Galeria Muzeului de Artă al României) sau studiile de academie din 1873, dintre care se remarcă cu prisosință Nud bărbătesc, a început să picteze fără tragere de inimă, portrete în stilul tradițional.
La recomadarea doctorului Carol Davila, în august 1877 a fost „atașat la Ambulanța Marelui Quartier General pe tot timpul resbelului” în calitate de corespondent, autoritățile fiind rugate „a da adjutorul de care va avea trebuință pentru îndeplinirea misiunei de artist”, atrăgându-se atenția „tutulor persoanelor cari vor fi în relațiune cu Domnu Hintzea că D-lui suferă de surditate aproape completă”, care „pune ore care greutate în relațiunile sale”. Sava Henția se cunoscuse cu Carol Davila la Azilul „Elena Doamna” și a fost chemat la Statul Major al Armatei împreună cu Carol Popp de Szathmári, G.D. Mirea, Nicolae Grigorescu și probabil și cu Henric Trenk, pentru a face parte din echipa atașată Cartierului General pe întreaga durată de desfășurare a războiului.
A participat astfel la Războiul de Independență (1877-1878), timp în care a pictat numeroase scene de campanie, fiind considerat un adevărat reporter de război. Din acea perioadă au rămas desenele Soldat călare, Trecerea Dunării la Corabia, Lângă Lagărul din Calafat. Alte desene au devenit ulterior compoziții executate în acuarelă și ulei, între care se disting lucrările Întâlnirea și Transport de provizii pe front. Ca și ceilalți pictori participanți la campania din 1877, el a avut rolul de a documenta scene de luptă precum și din viața oștenilor, în vederea pictării de compoziții istorice ulterioare.
După revenirea sa din campania de război și-a continuat activitatea didactică și a realizat portrete, decorațiuni interioare, picturi murale la Casa Vernescu și platforma Teatrului Național din București și chiar ilustrație de carte. A călătorit prin țară începând din anul 1880 pe valea Teleajenului, valea Prahovei, la Câmpina și în zona Câmpulungului Muscel. A vizitat de asemenea mănăstirile Suzana (în 1882), Pasărea (în 1892) și Comana (în 1898). Și-a cumpărat o casă la Brebu și decorat biserica din această localitate, precum și cea de la Milcov.  Între anii 1901-1902, Sava Henția a luat parte la lucrările de restaurare de la Mănăstirea de la Brebu, participând la refacerea picturii tâmplei și altarului.

Autoportrete
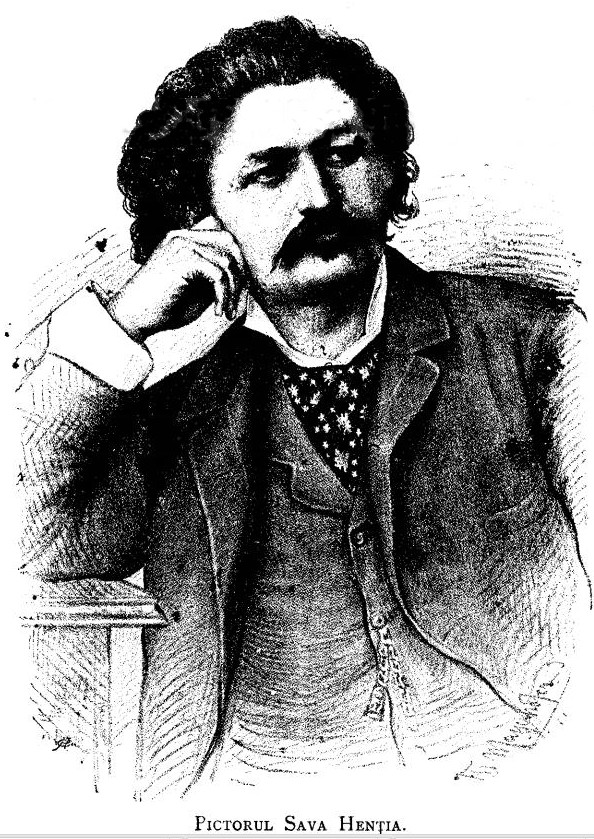
Autoportret - gravură
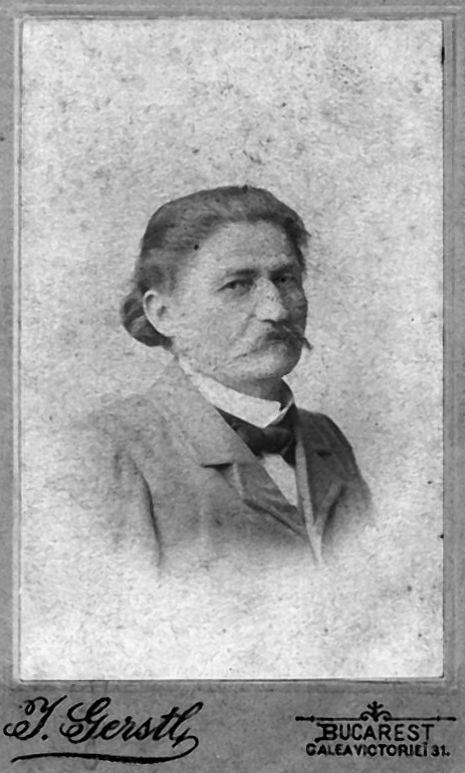
Sava Henția (foto. 1903)
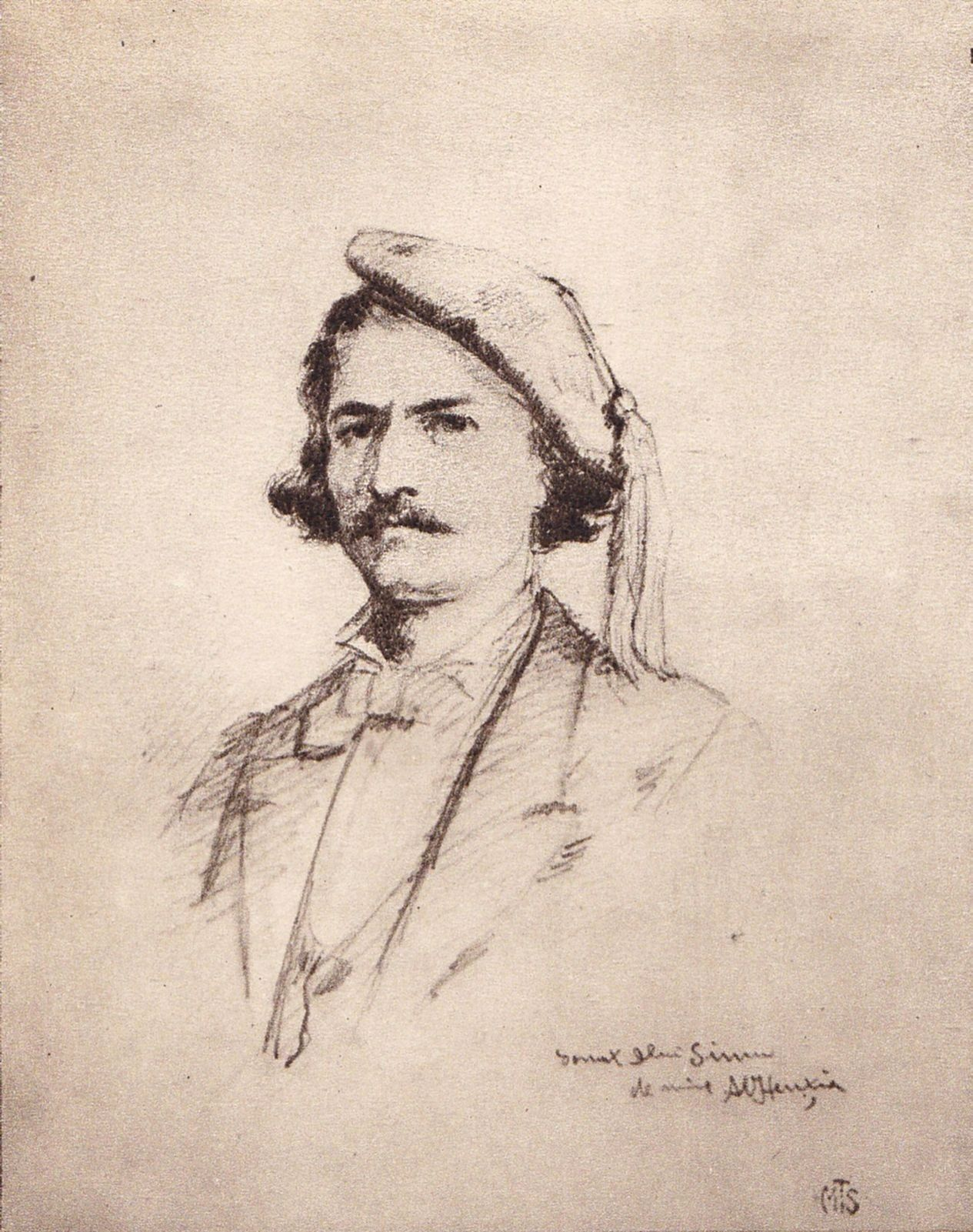
Autoportret

În ultimii ani de viață a pictat iconostasele de la Răhău (1894 - 1899) și Vințu de Jos (1899) și a realizat pictură murală în biserica ortodoxă de la Sebeș, județul Alba și în cea de la Săsciori. De asemenea, în interiorul bisericii ortodoxe de zid a cimitirului (sec. XVIII) din municipiul Sebeș există lucrări ale lui Sava Henția. La Mănăstirea Cernica, în biserica principală a mănăstirii, cu hramul Sfântul Gheorghe, în pronaos se găsesc portretele ctitorilor acestei biserici, operă a pictorului Sava Henția.
A fost primul profesor al pictoriței Ottilia Michail Oteteleșanu (între 1899 și 1903), înainte ca aceasta să fie descoperită de Nicolae Grigorescu, în anturajul casei regale.
A fost căsătorit cu Irina Tranko, rezultatul acestei uniuni fiind conform lui Mircea Popescu, o familie numeroasă. Unul din copii săi, Alexandru Henția, a fost și pictor muralist specializat în pictura de biserici și profesor de pictură religioasă. El a fost denumit în epoca în care a trăit „renumitul pictor din București”, fără ca el să performeze în domeniul picturii asemenea tatălui său, care i-a fost și profesor. Împreună cu fiul său, Sava Henția a realizat  pictura murală a bisericii din Alexandria.
Henția a trecut în neființă în data de 21 februarie 1904.

Imagini ale familie Henția
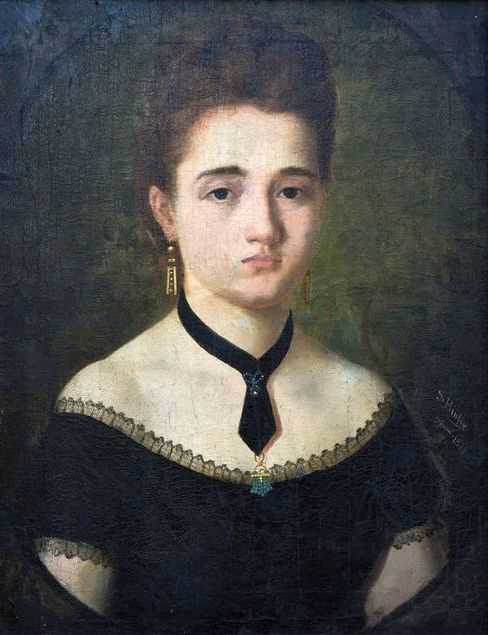
Irina Tranko
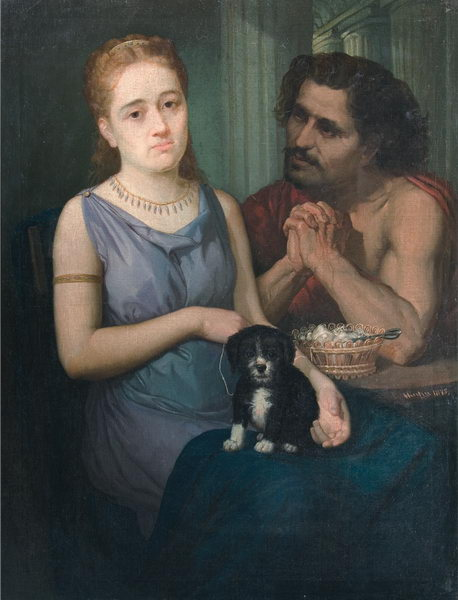
Autoportret cu logodnica
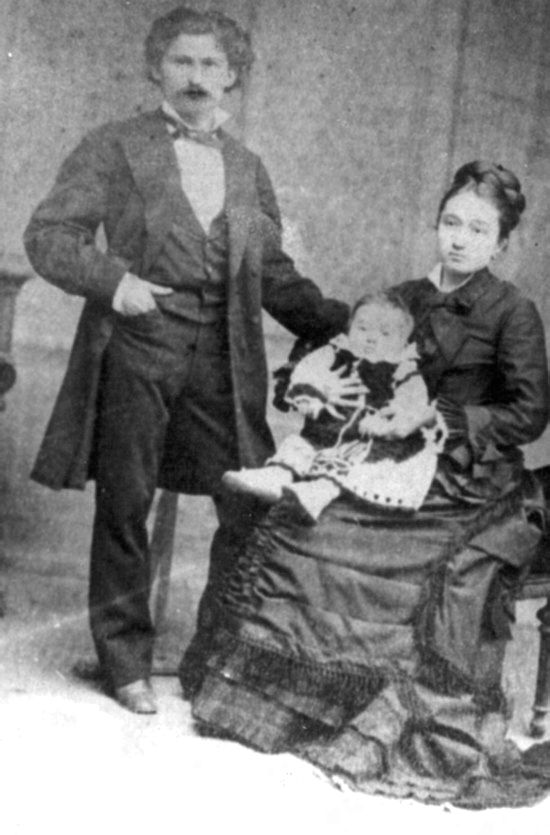
Henția cu soția și un copil
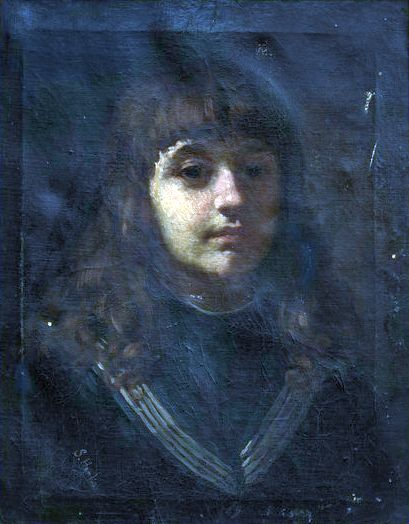
Fiul său Virgil
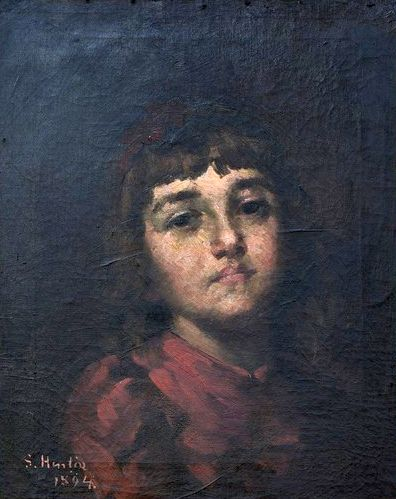
Fiica sa Aurelia
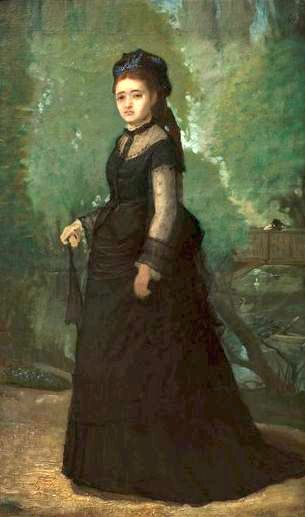
Irina Tranko
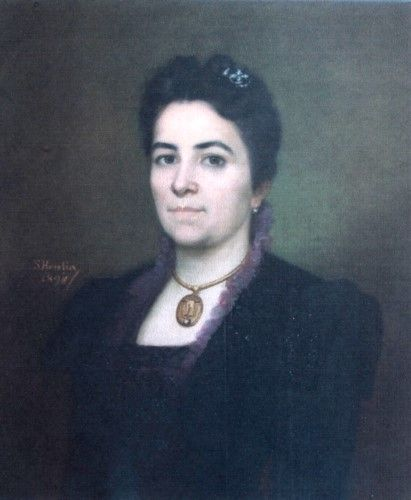
Irina Tranko - soția lui Henția

## Opera
O dată cu înființarea Școlii de Belle Arte din București și a Pinacotecii pe vremea lui Alexandru Ioan Cuza, s-a constatat o creștere calitativă în organizarea expozițiilor colective ale artiștilor români, precum și o creștere calitativă generală în domeniul creației în artele plastice de pe teritoriul României. Aceste tendințe au dus în final, la răspândirea interesului către frumos. Generația de artiști care s-au manifestat în ultima treime a secolului al XIX-lea a avut de înfruntat cosmopolitismul, lipsa de interes al oficialităților pentru artă și nu în ultimul rând, disprețul față de aceasta a unei clase sociale care, în loc să coaguleze adevăratele valori naționale a urmat un curs divergent față de năzuințele populare. Arta românească a consemnat în această epocă primele victorii, desprinzându-se de sfera preocupărilor și intereselor burgheziei, ea reușind să devină mai prezentă de actualitatea de atunci, prin apropierea tematicilor abordate de sectorul rural. Argumente de necontestat sunt operele pe care le-au lăsat în urmă Ion Andreescu, Theodor Aman, Ion Mincu, Nicolae Grigorescu sau Ion Georgescu.

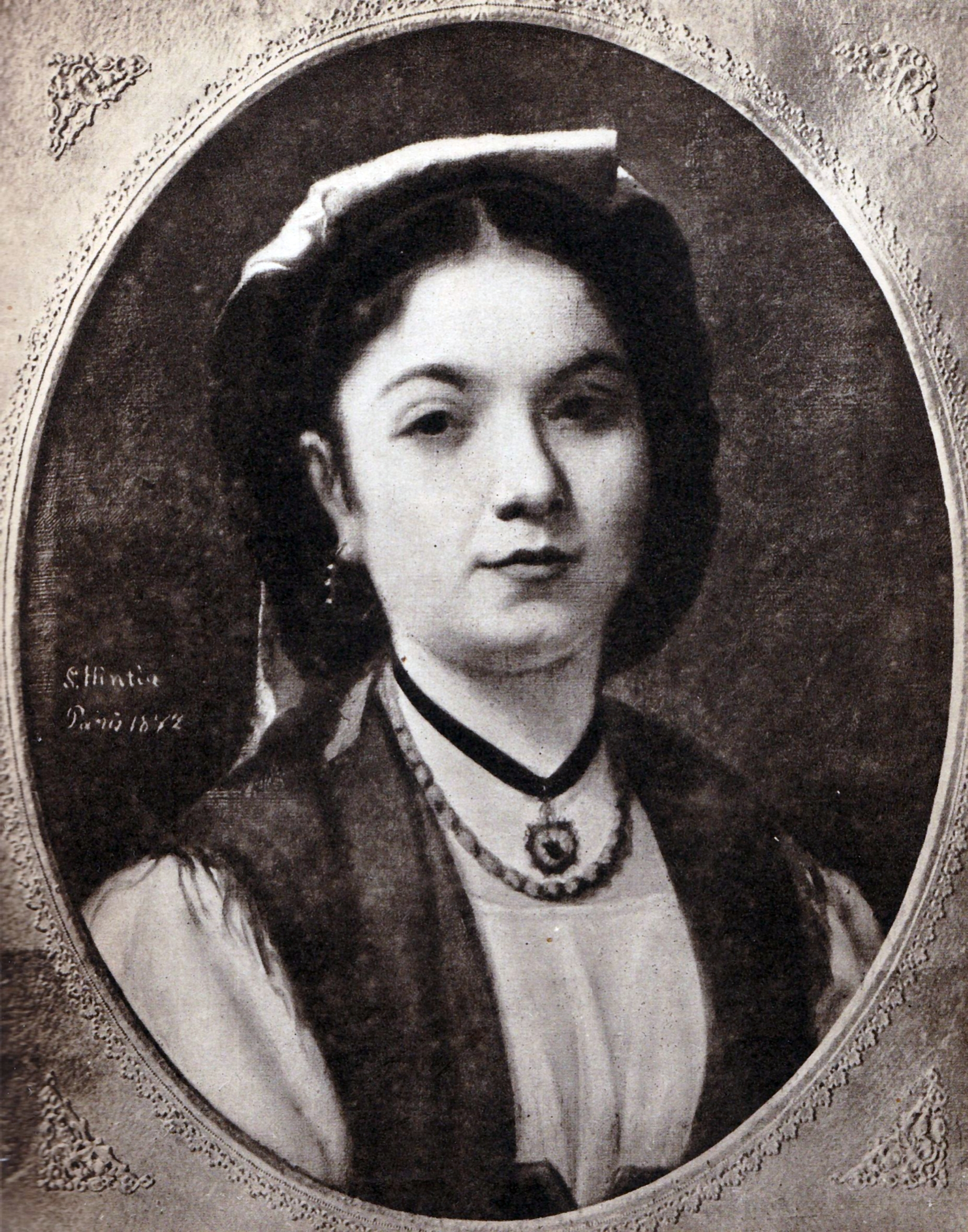
Italiancă în costum popular

Cele mai bune aspecte pe care le-au dat mișcările artistice de la sfârșitul secolului al XIX-lea pot fi întâlnite la o seamă de artiști care, au îmbinat propriile calități profesionale, umane și de meșteșug cu concepțiile sănătoase despre rosturile artei. Un loc însemnat în rândurile lor îl ocupă Sava Henția, care în mod similar pictorilor Mișu Popp sau Constantin Lecca, a fost la origini ardelean și s-a format ca pictor la București, ca mai toți oamenii de cultură ai acelor timpuri. Înscriindu-se în tendințele vremurilor în care s-au intensificat schimburile culturale dintre Ardeal și România, se poate spune că Sava Henția și-a adus aportul la cristalizarea conștiinței naționale românești.
Cunoașterea temeinică a proporțiilor corpului uman, a anatomiei, a științei compoziției în portret, modul de exprimare plastică cu ajutorul mijloacelor folosite cu sobrietate precum și sinceritatea emoțiilor care reies din pictarea grațioasă a unui chip de femeie, se regăsesc în opera lui Sava Henția cu precădere în creația sa izvorâtă din principiile realismului, mai mult decât în compozițiile cu tematică religioasă sau mitologică. Stau mărturie în acest sens portretele de italience, pline de frăgezime și de adevăr profund uman. O lucrare de excepție pentru acele vremuri este studiul de Nud bărbătesc din anul 1873, care pe atunci se constituia, înainte de studiile lui Ștefan Luchian pe același gen, într-unul dintre cele frumoase tablouri din pictura românească. Orientarea sa spre temele preluate din viața cotidiană se poate vedea și în pictura de atelier, realizată la Paris pe timpul studenției, care înfățișa o nuntă românească dintr-un sat transilvănean.

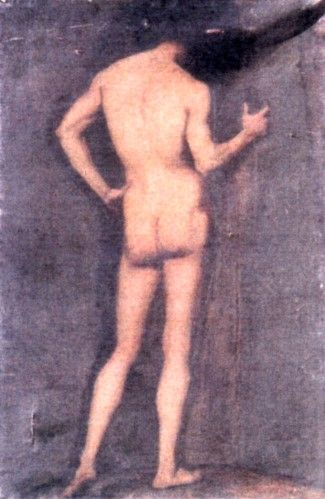
Nud bărbătesc (1873)

Comenzile de portrete din partea burghezimii și a oficialităților l-au abătut pe Henția de pe calea artistică pe care și-a dorit-o. Cu rare excepții ele l-au făcut să cedeze în detrimentul artei și astfel, nu a ajuns la înțelegerea profundă a realității, înțelegere care să-l ajute în transpunerea ei în forme artistice. Renunțând să-și perfecționeze tehnica artistică a coborât nivelul calitativ al operelor mai ales în cele din a doua parte a vieții sale, astfel că pictorul a dus lipsă de un aport susținut al mijloacelor de exprimare, în conținut și în idei. Acest fenomen nu era unul singular nici în trecut și nici în prezentul lui Henția, mărturie stând în acest sens și comentariul critic al unui contemporan al artistului:
„... ne plângem că artiștii noștri nu-și cearcă puterile în creațiuni mari, nu se măsoară cu opere care să formeze epocă, ci-și pierd timpul și-și uzează forțele pe schițe care nu cer multă încordare în muncă și cheltuială de imaginație și cu portrete banale ale unor mutre și mai banale. Cum vreți însă ca artiștii să iasă din banalitate și să se aventureze în compoziții mari, cînd, în genere săraci, sunt siguri că nu-și vor vedea rambursate nici cel puțin cheltuielile materialului brut? Exemplul lui Henția va fi cel mai descurajator pentru toți care voi să-și ia zborul spre înaltele regiuni ale artei!”—Iuliu Roșca: Scriitori și artiști, amintiri personale, ediție nouă, Bucuresci, 1890, pag. 59 - 66
Deși a avut parte de condiții neprielnice de lucru și în ciuda stagnării pe care și-a autoimpus-o din cauza problemelor financiare pe care le-a avut mai tot timpul vieții, Sava Henția a fost un artist care, și-a săvârșit opera și și-a îndeplinit menirea, chiar dacă nu a dat posterității acele realizări pe care era, de altfel, îndrituit a le face datorită talentului cu care a fost înzestrat de natură. În întreaga sa activitate, Henția a desfășurat o activitate multilaterală și a abordat variate genuri artistice, care s-au întins de la ilustrația de carte până la decorația murală. Picturile lui se regăsesc în multe muzee din România, altele sunt pierdute și multe apar în casele de licitații de artă. Toate lucrările lui Sava Henția întregesc imaginea unui artist care a trudit pentru arta sa și care s-a dedat cu devotament și pasiune în realizarea operei pe care a lăsat-o moștenire. Deși opera lui prezintă inegalități, rămâne semnificativ faptul că, cele mai neizbutite lucrări și care-l reprezintă în cea mai mică măsură sunt acelea la care, pastișa a înlocuit observația necesară reprezentării veridice a vieții și a oamenilor în mijlocul cărora a trăit. În opoziție cu acestea, au rămas de la Henția lucrări în care se poate observa o tenacitate în pătrunderea esenței subiectului reprezentat. Astfel, el a făcut opere convingătoare și pline de adevăr.

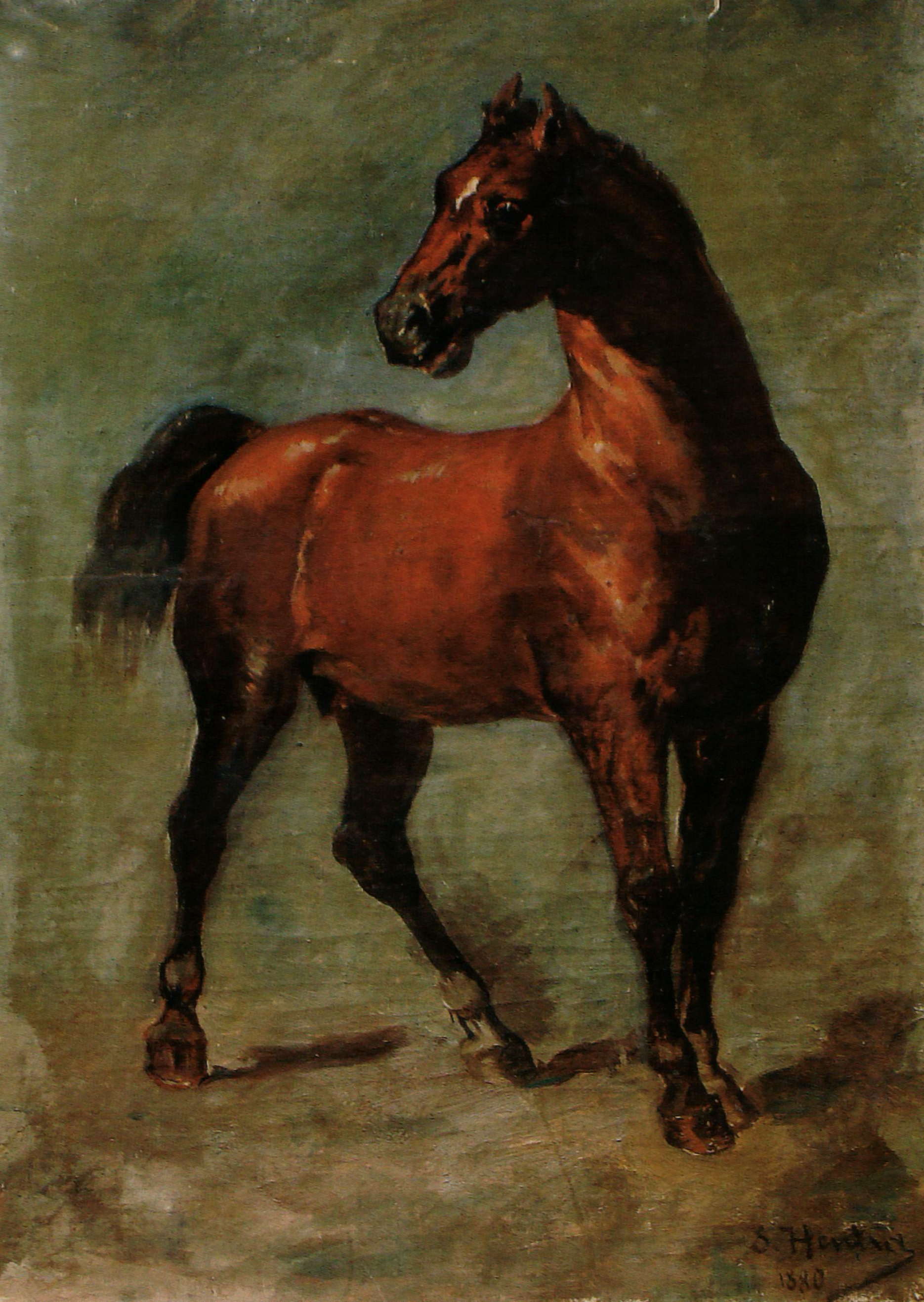
Cal (1880)

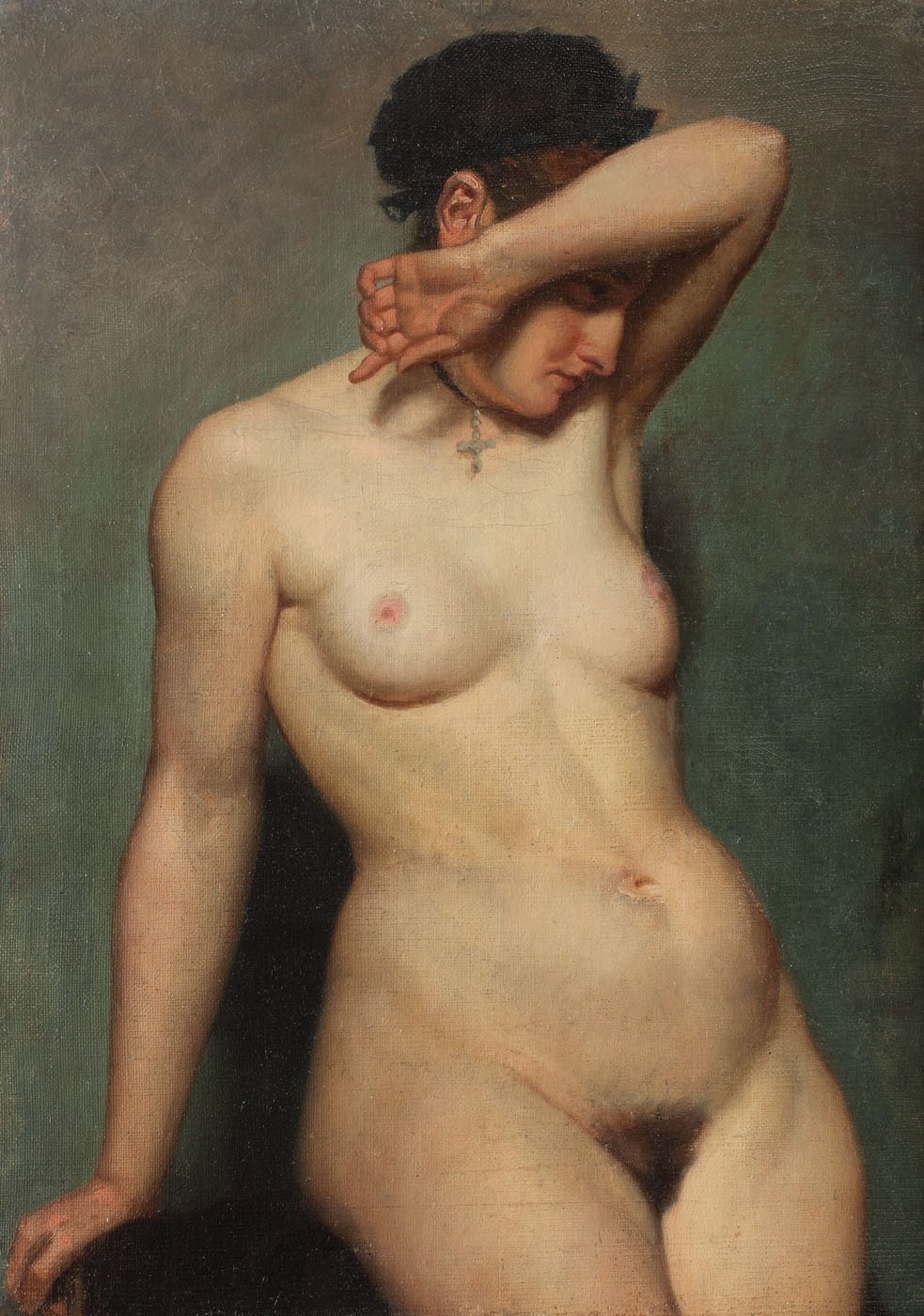
Intimitate

Dacă se face o comparație între Sava Henția și Nicolae Grigorescu, de care prin prisma tematicii îl apropie dragostea pentru oameni și natură, Henția este un colorist și un desenator mai putin strălucit. Punctele sale forte sunt tehnica sigură și robustețea realismului afișat. El a adus în opera sa un timbru personal și apăsat, rostit cu luciditate, drept și cinstit, așa cum i-a fost întreaga viață. Născute din cunoașterea judicioasă a realității, picturile sale cele mai reușite s-au integrat în cele mai importante realizări ale picturii din România secolului al XIX-lea.
Sava Henția a fost depășit de avântul pe care l-au avut contemporanii săi, care au fost adaptabili și mai norocoși în asimilarea operei lui Nicolae Grigorescu, într-un alt mod decât doar prin sugestiile tematice pe care acesta din urmă le-a făcut. Henția a fost până la sfârșitul vieții un bun pictor, dar după părerea criticului de artă Ion Frunzetti el nu a ajuns niciodată, un mare pictor. A avut calități de necontestat în reprezentarea unei figuri umane, sau în ce privește figurarea numeroaselor personaje într-un peisaj. A avut un dar de observare a naturii, dublat de o tehnică de tip realist în artă și o de o cromatică romantică specifică lui. Împrejurările neprielnice și defavorabile în care și-a desfășurat activitatea, nefiind un răsfățat al burghezimii bogate ale timpului său, l-au împiedicat să devină ceea ce talentul său îl îndrituia să fie.
Datorită accentelor realiste ale operei sale, artistul a avut un succes relativ în timpul vieții. Pictura lui a fost considerată o reflexie a reproșului adus sistemului social de atunci și care adesea un avea caracter de satiră. Nu în ultimul rând, din cauza consumatorilor de artă, care nu aveau un interes pentru forme diversificate în varietatea fără limită a artei, publicul nu a fost prea încântat de creațiile lui Sava Henția. Modelele uzitate de Nicolae Grigorescu au influențat puternic gustul în aprecierea lucrărilor unitare, aflate în faza finală de execuție și care erau unanim acceptate. O pictură ca a lui Henția, mai puțin strălucită în retorica ei imediată, dar având calitatea de a fi mai adevărată și mai convingătoare, nu a fost înțeleasă. Ion Frunzetti a considerat că posteritatea datorează artistului Sava Henția o repunere în valoare a creației, care a fost vitregită de către moda epocii în care a trăit, astfel că ea merită o așa zisă realibilitare. Posteritatea, în opinia biografului, trebuie să-i studieze opera și s-o facă cunoscută, datorită simplului fapt că realismul pictorului precum și marele interes pe care l-a manifestat pentru om pot să-l definească, drept un precursor.
Moștenirea sa artistică cuprinde peste 500 lucrări, atât compoziții mitologic - alegorizante, opere de inspirație mitologică și istorică, portrete, cât și „instantanee” ca reporter de război în perioada 1877-1878, sau ca spectator al târgurilor și bâlciurilor. A realizat și numeroase scene de vânătoare, naturi statice cu flori, precum și pictură murală ori decorativă.
Lucrările sale sunt expuse în multe muzee, între care: Muzeul Colecțiilor de Artă din București, Muzeul orășenesc „Ioan Raica” din Sebeș, Muzeul de Artă „Casa Simian” din Râmnicu Vâlcea, Muzeul de Artă din Constanța, Muzeul „Teohari Antonescu” din Giurgiu, Muzeul de Artă din Brașov, Muzeul de artă județean Prahova „Ion Ionescu-Quintus” din Ploiești.

### Corespondent de război
Grafica pe care Sava Henția a realizat-o în timpul campaniei Războiului de Independență al României suferă de lipsă de spontaneitate, prin comparație cu cele executate de către Nicolae Grigorescu. Ea are mai mult o valoare documentară pentru pregătirea unor viitoare lucrări de atelier, pe care Henția a intenționat să le facă. Desenul este neelegant, greoi, lipsit de voiciune, cu reveniri și adeseori cu adăugiri penibile, cu o lipsă de exactități neverosimile sau cu insistențe care, nu au ținut cont de spațiile imense pe care s-au desfășurat scenele surprinse.
Din această evidență se deduce caracterul secundar, aproape de mnemotehnică, de desene ajutătoare care indică rezervarea artistului pentru compozițiile care ar decurge din ele. Majoritatea desenelor au fost făcute în creion sau cărbune, destul de rar înviorate de accente de cretă. A înfățișat scene care s-au derulat în fața ochilor în mișcare sau repaus, precum: grupuri de soldați, un sanitar cu doi răniți, trupe românești care treceau Dunărea la Corabia, soldați jucând hora în momente de răgaz, sau o trăsură de campanie de origine rusească.

Lucrări realizate de Sava Henția cu tematica războiului
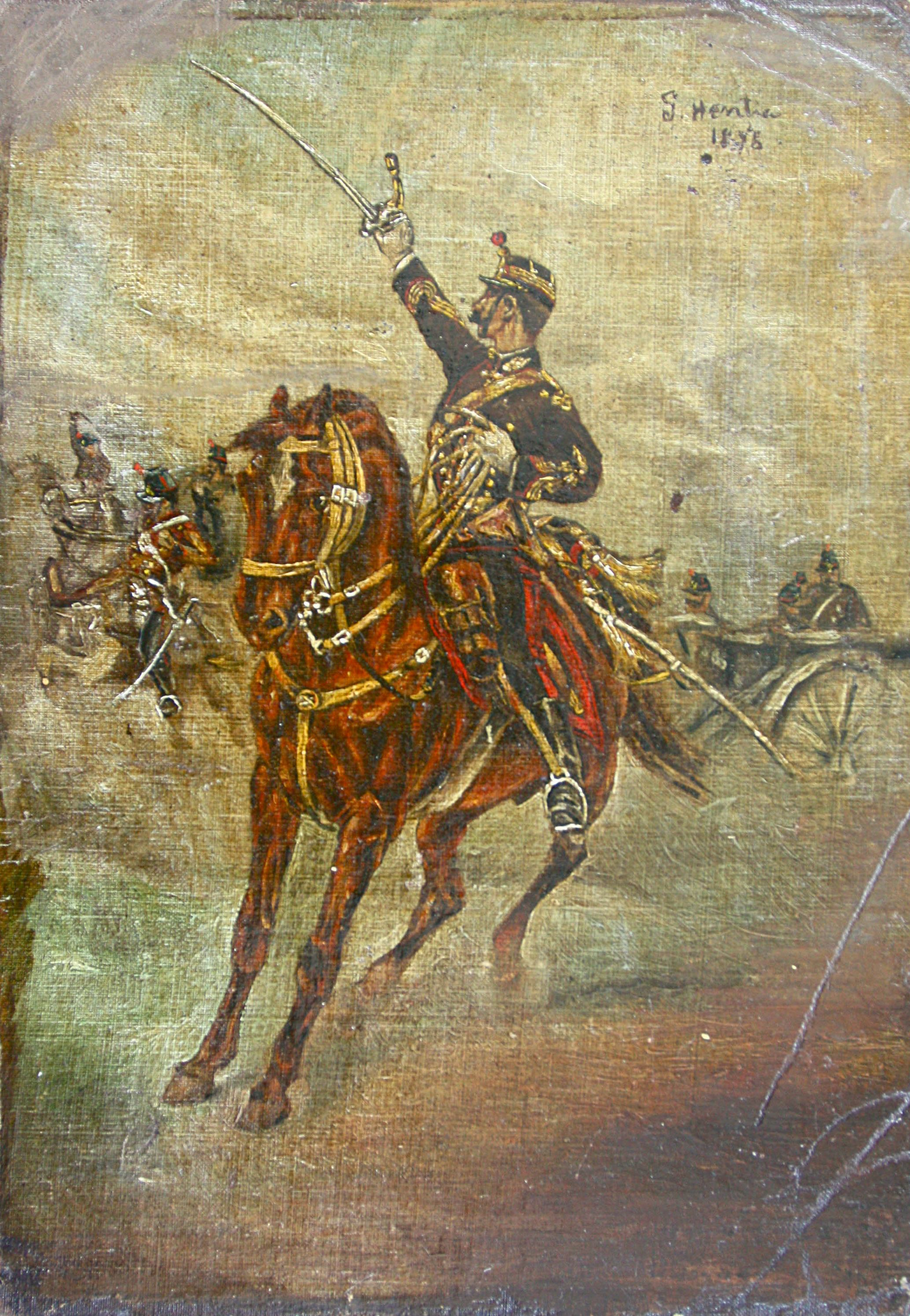
Independența
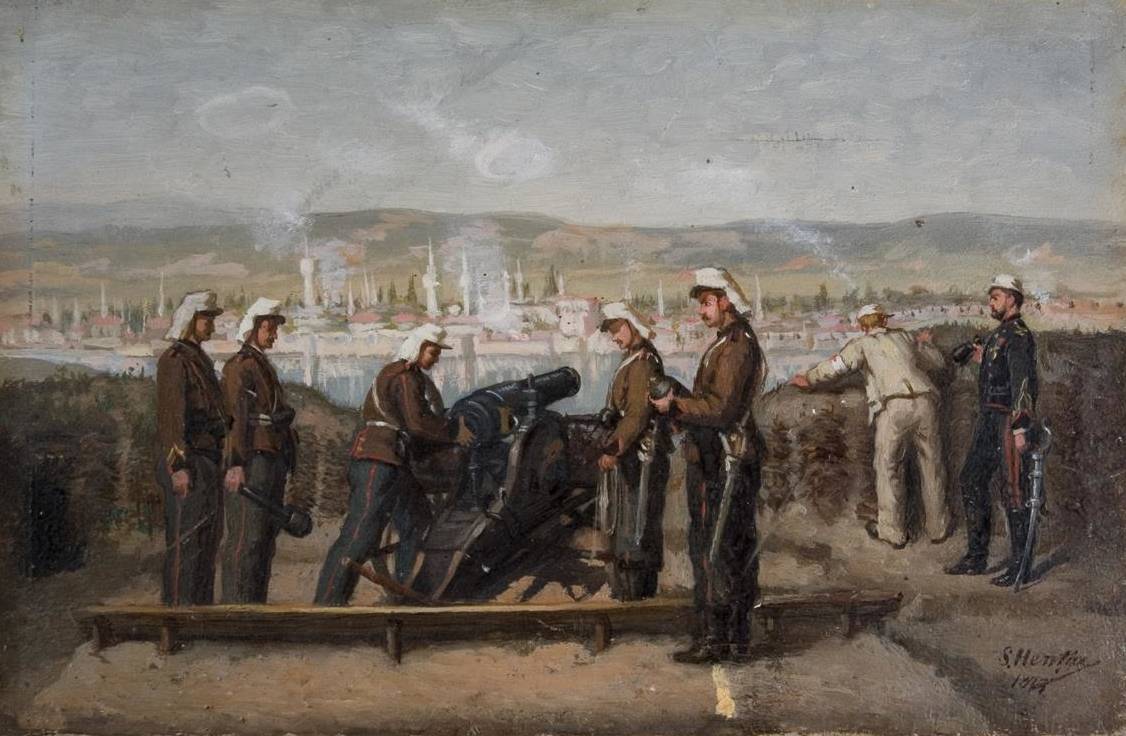
Baterie de artilerie la Calafat
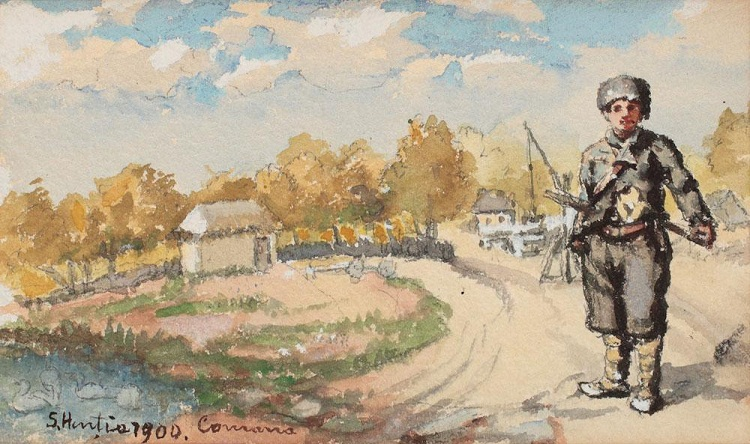
Dorobanț pe drumul spre casă - (acuarelă)
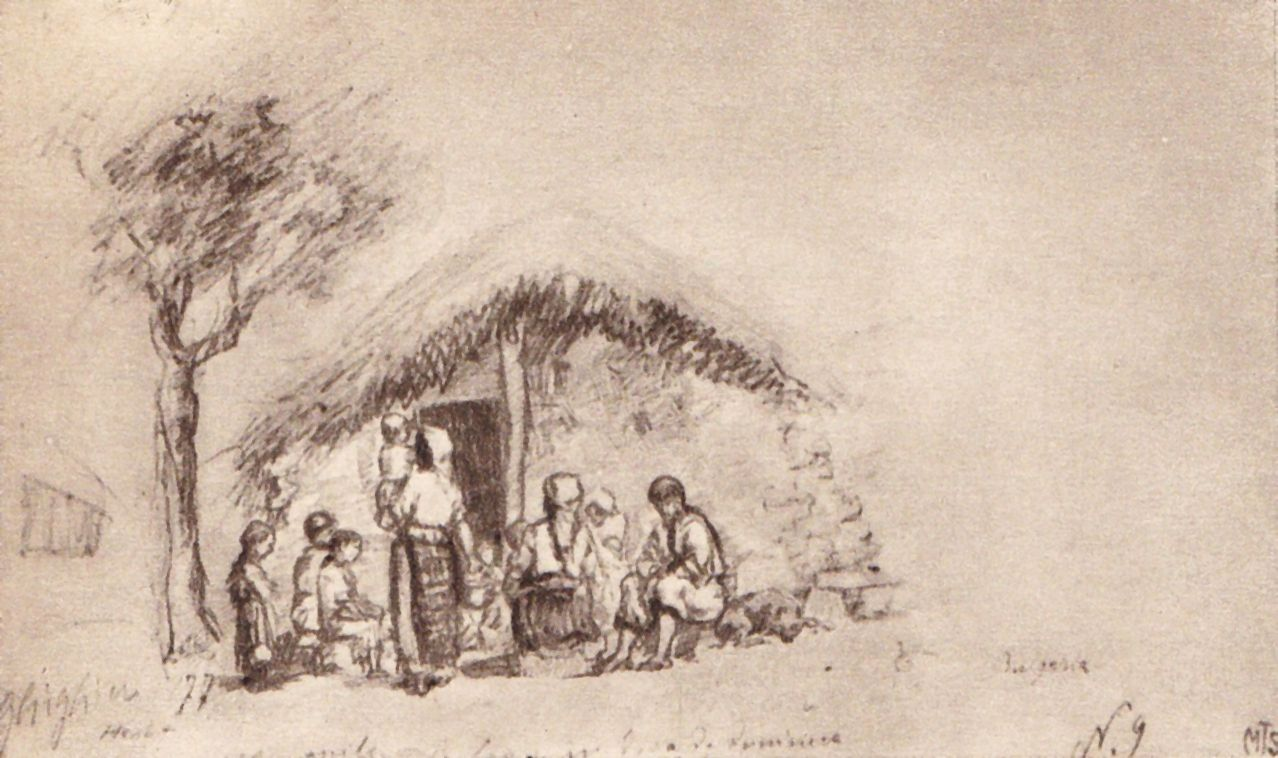
O familie bulgară în fața casei - (desen)
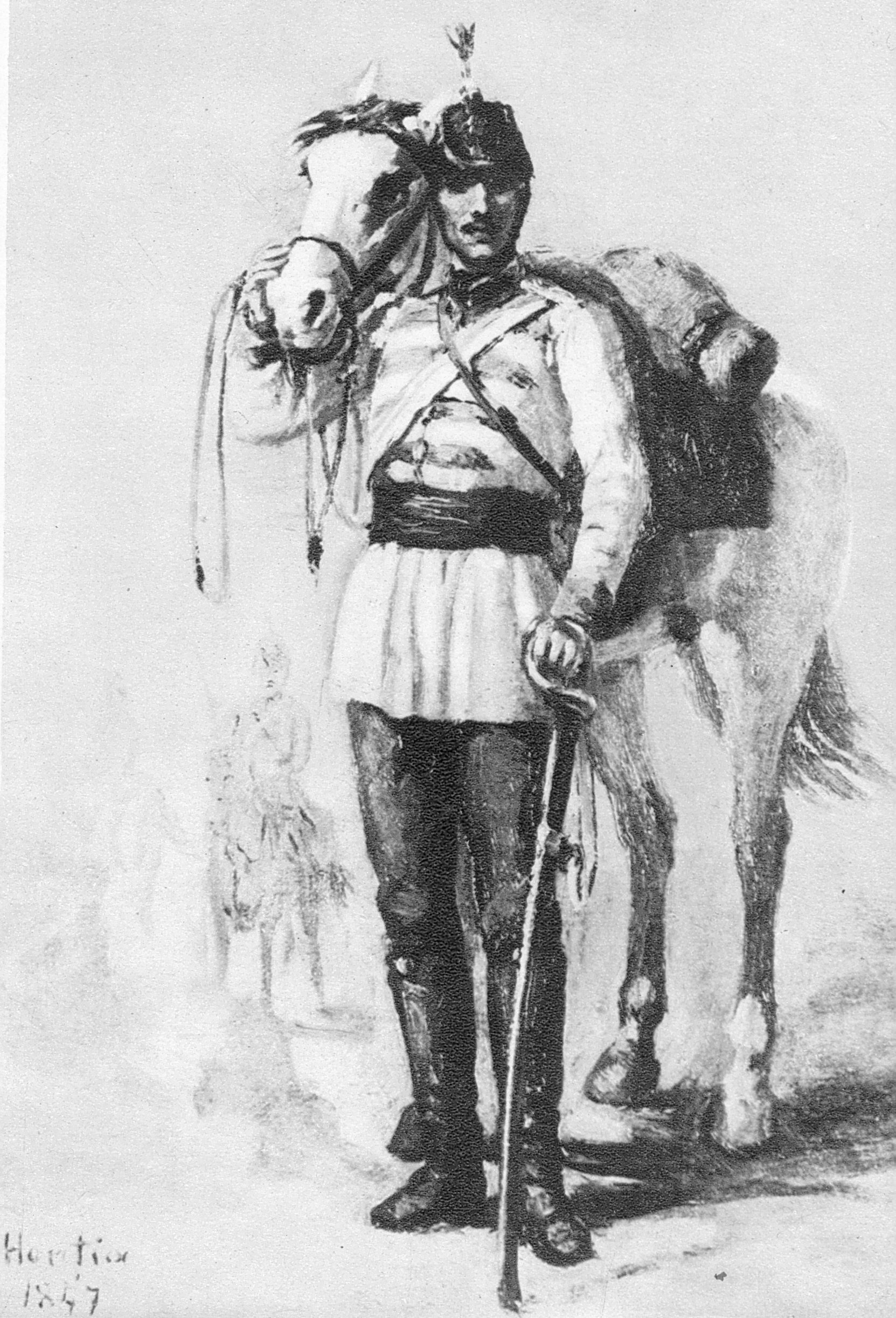
Călăraș

- Întâlnirea
- Cai la conovăț
- Ruine la Nicopole - desen
- Turc fumând narghilea

Un caracter mai liber în opera lui Henția este dovedit de lucrările în acuarelă, cea mai reușită dintre ele fiind cea intitulată Întâlnirea. În aceasta se poate remarca caramederia de arme ruso-română, care în imaginea realizată este simbolizată de strângerea de mână dintre cei doi combatanți ecveștri, în fața ostașilor.
În momentul în care pictorul a ajuns să-și definească viziunea, prin trecerea la pictura în ulei pe pânze relativ reduse ca dimensiune, se vede un pictor stăpân pe mijloacele sale de expresie, prin fixarea plină de avânt și de mișcare a unei compoziții istorice echilibrate. Impresiile sale sunt departe de a fi considerate elemente de exprimare directă, ele trebund să fie triate, selecționate, elaborate, concepute trecute prin filtrul propriilor simțiri înainte de a fi închegate, construite și coerente. În acest sens, Henția nu a fost un artist de primă țâșnire, precum Nicolae Grigorescu.
Adevărata dimensiune a calităților lui Sava Henția, în ce privește realizarea de mari compoziții cu multe personaje integrate în cadrul unui peisaj, este relevată de mulțimea lucrărilor pe care le-a făcut în ulei din tematica războiului. Pe lângă scenele din război, Sava Henția a pictat și aspecte din viața țăranilor bulgari, scene exotice din Nicopole cu peisaje care reflectă pustiirea războiului, sau picturi de gen ca Turc cu narghilea și Vânzători de covoare.

Lucrări realizate de Sava Henția cu tematica războiului
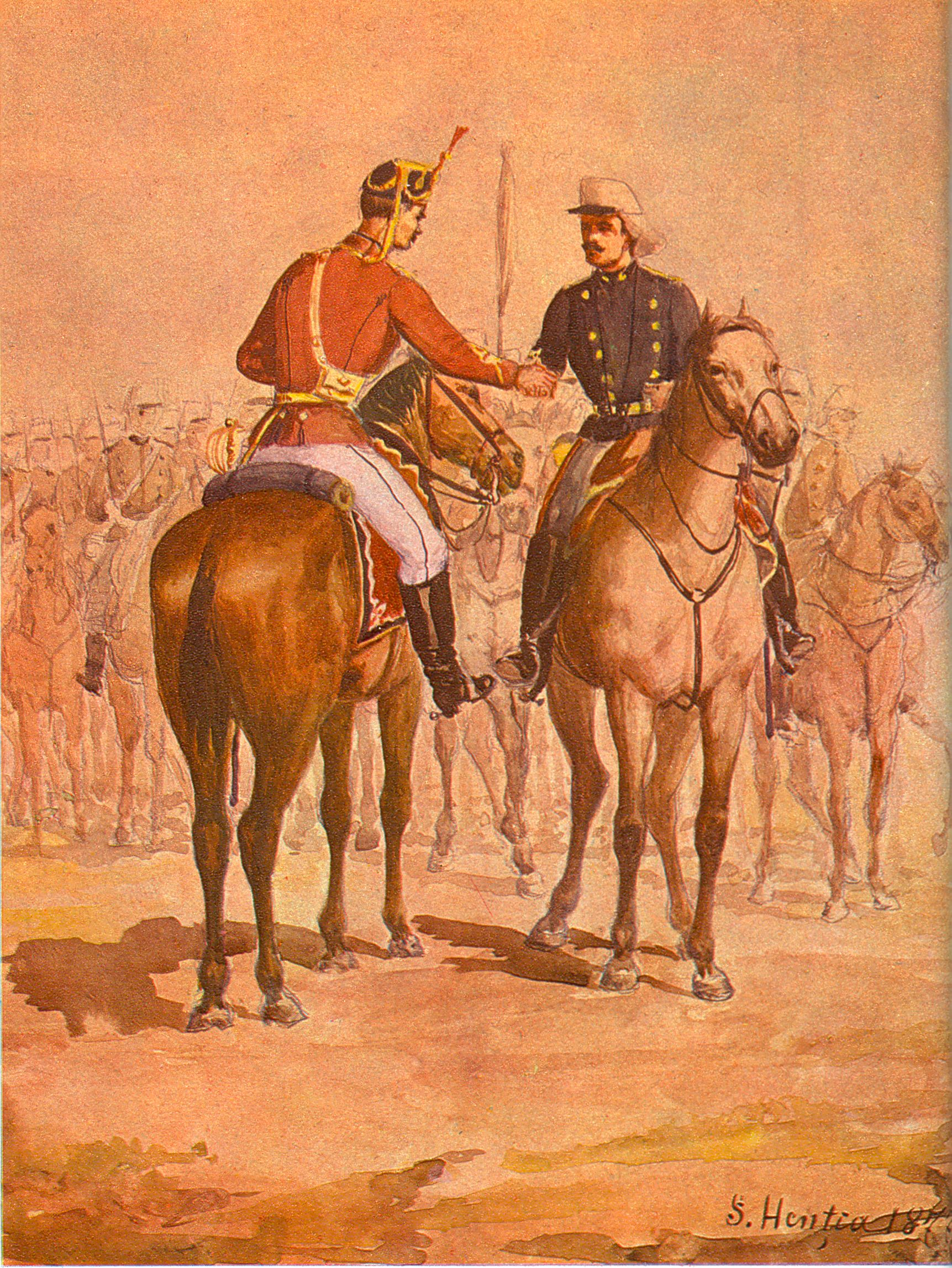
Întâlnirea
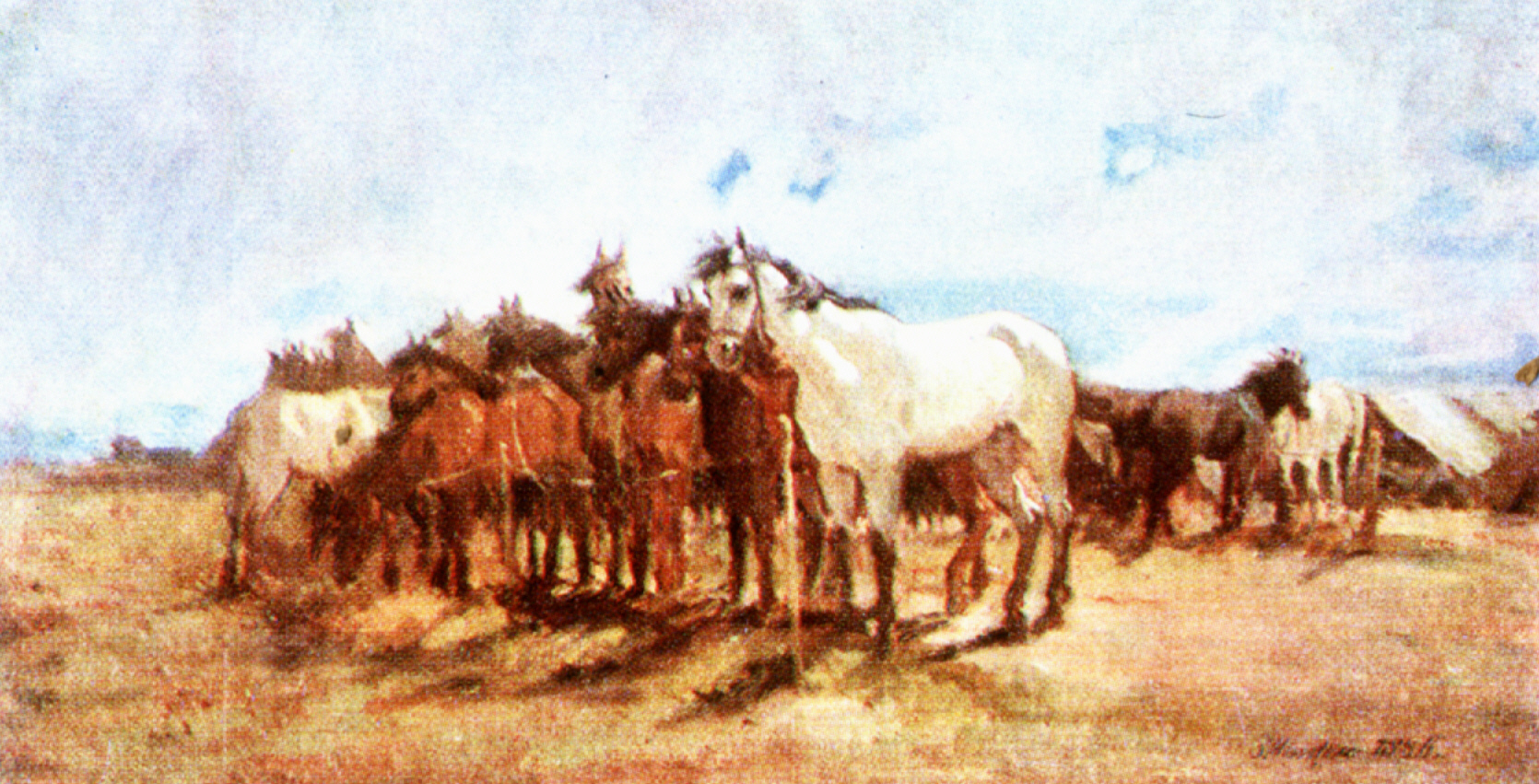
Cai la conovăț
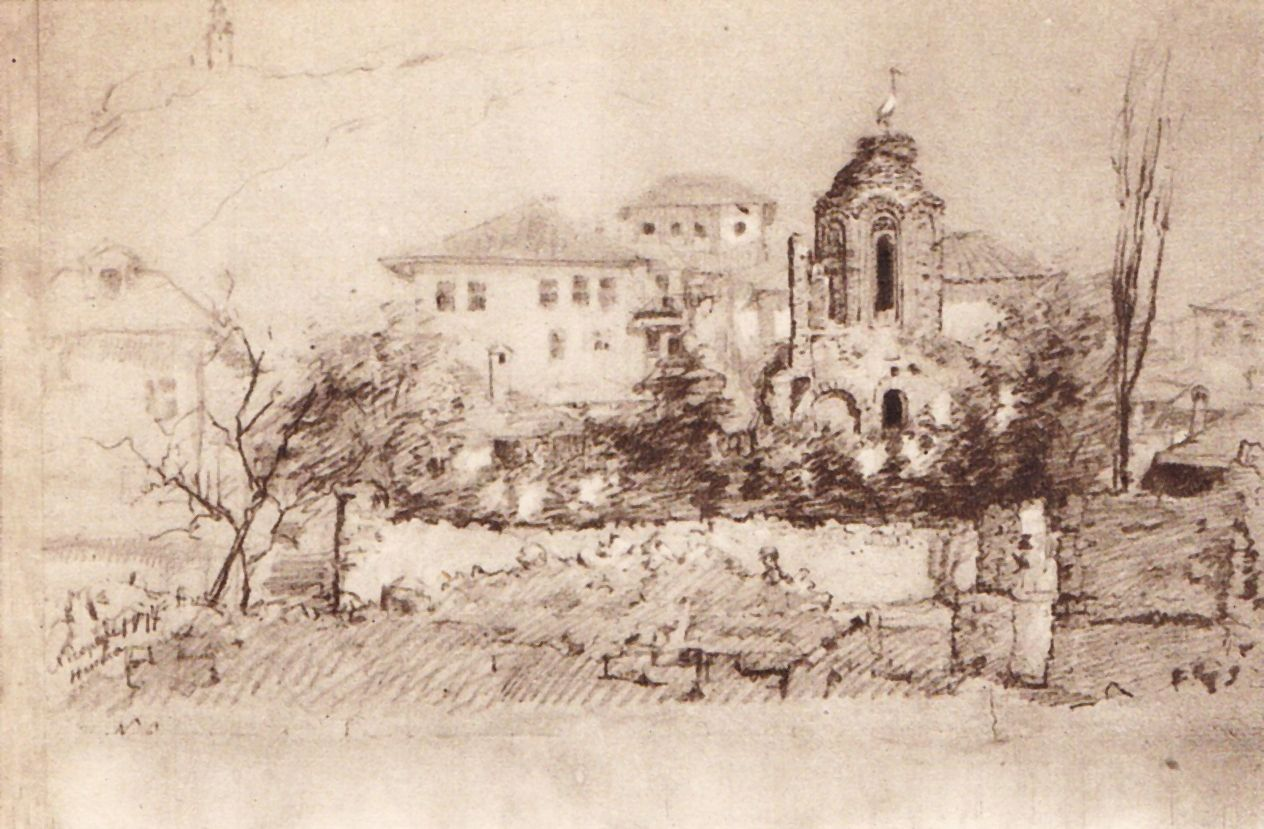
Ruine la Nicopole - desen
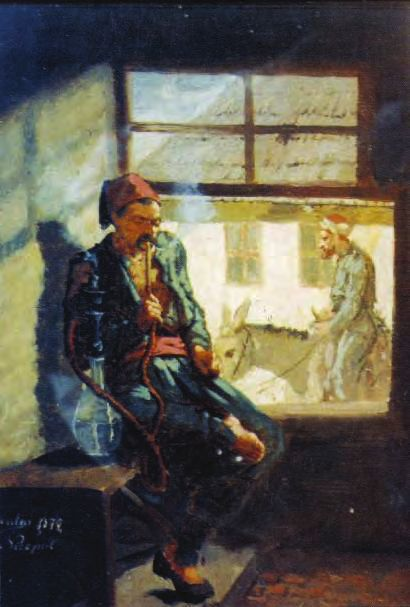
Turc fumând narghilea

- Independența
- Baterie de artilerie la Calafat
- Dorobanț pe drumul spre casă - (acuarelă)
- O familie bulgară în fața casei - (desen)
- Călăraș

Cele mai bune realizări din această perioadă sunt Lagărul, cunoscut și sub numele de Bivuac, În tabără, Aprovizionarea dorobanților români în Bulgaria, Gara de mărfuri, Cai la conovăț și acuarela Întâlnirea. Pictura Cai la conovăț a fost realizată în anul 1886, după nouă ani de la război. În ea se văd remarcabilele calități pe care Henția le avea în redarea anatomiei cabaline. Reluarea tematicii de război, după terminarea acestuia a reprezentat pentru artist o caracteristică care, nu poate fi afirmată pe deplin în cazul lui G.D. Mirea sau Nicolae Grigorescu. Se poate spune despre Sava Henția că a fost mai înclinat către tematica de război, către pictura istorică, către compoziția cu mulți oameni și cai în mișcare, tocmai datorită unei tehnici viguroase care aparține realismului în artă.
Pentru compozițiile pe care Henția le-a făcut în timpul campaniei din 1877, el a fost decorat de către oficialitățile statului român cu Medalia Bene-Merenti clasa a II-a.

#### Compozițiile -LagărulșiÎn tabără
Cea mai importantă compoziție de război a lui Sava Henția este cea intitulată Lagărul, cunoscută și sub numele de Bivuac. Ea se afla în anul 1991 la Pinacoteca Statului din Iași. Lucrarea este una din cele mai însemnate compoziții de acest gen care s-au făcut în România, în secolul al XIX-lea. Scena înfățișează un bivuac al trupei, care este dispusă pe un dâmb. În planul secundar, se pot vedea aliniate corturile de campanie precum și grupurile de oșteni din jurul acestora, care sunt așezați fie pe lângă cazanele de bucătărie îngropate într-un mal, fie pe lângă ciuberele cu apă potabilă.

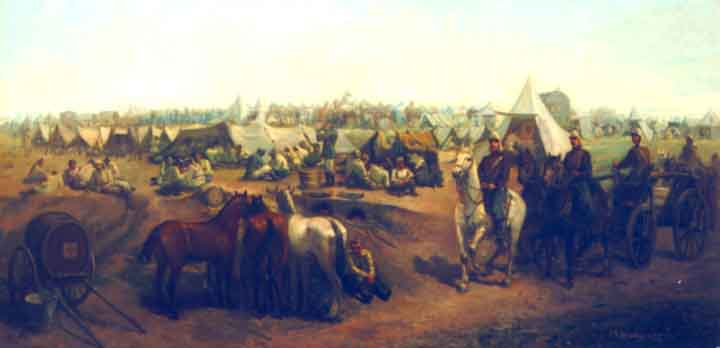
Lagărul -- (Bivuac) (1877)

În primul plan se află o saca dejugată cu cruce roșie, lângă care se găsește un grup de cai văzuți din spate. Unul din ei tocmai ce este potcovit de un soldat. Din partea dreaptă sosește un convoi de furgoane, care este precedat de către un ofițer care călărește un cal alb. Sub streașina ridicată a unui cort conic situat în fața unei mese cu hărți, este figurat un grup de ofițeri.
Compoziția, în ansamblul ei, este compusă perfect cu toate elementele sale picturale, ca un episod dramatic surprins pe neașteptate. Peisajul, împresurat de ciupercile stranii ale corturilor, pare a fi animat de forfota care apare în acalmia războiului.
Animația arată cu certitudine, o tabără de campanie care nu a ajuns încă în prima linie a bătăliei. Totul a fost compus cu deosebită minuțiozitate, astfel încât oricare personaj pe care l-ai privi, în orice plan al compoziției, pare a fi studiat pentru a-și ocupa cu plenitudine locul în ansamblu, cu toate elementele sale specifice și gestuale. Întregul scenei înfățișate privitorului dă o imagine vizuală de o veridicitate sporită, accentuată de notația exactă a luminii, care indică momentul zilei în care se desfășoară activitățile personajelor pictate.

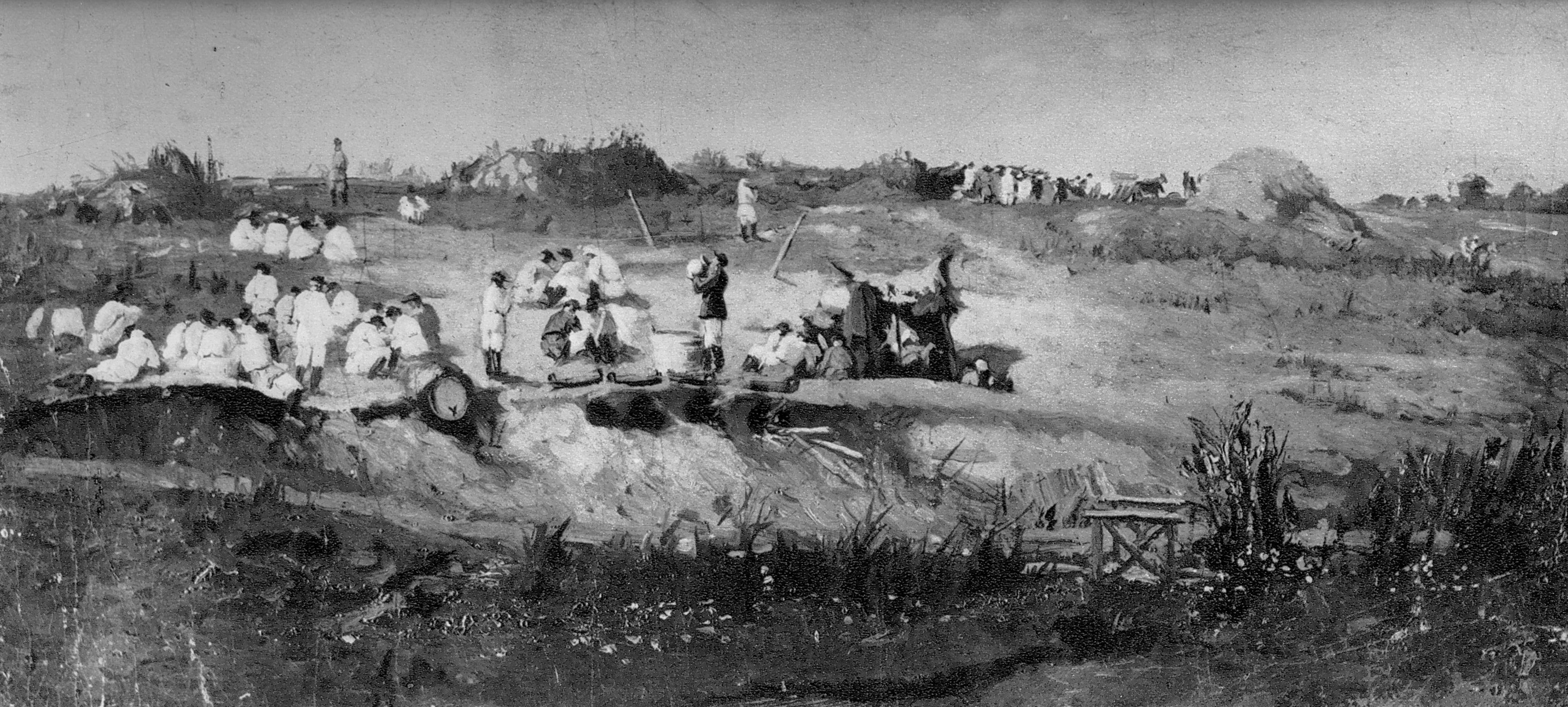
În tabără (1877) (foto. a/n)

Detaliile descrise plastic în lucrarea Lagărul sunt atât de evocatoare și de caracteristice și atmosfera este atât de unitară prin diversitatea acțiunilor, a elementelor de decor, de peisaj și a grupurilor, încât deși asupra organizării compoziționale pot exista obiecții, imaginea pe care a realizat-o pictorul dă privitorului o senzație puternică de viață autentică. Henția a revenit cu acestă tematică și într-un alt tablou intitulat În tabără, cu aceleași reușite de reprezentare plastică, cu însușiri valoroase ale observației de tip realist. Dacă în prima lucrare, echilibrul este admirabil realizat între peisaj și personajele care-l populează, în a doua situația este diametral opusă, peisajul fiind cel care primează, în detrimentul personajelor. În acest fel, a doua lucrare are ca motor principal al compoziției peisajul, cu toate elementele sale compoziționale însușite și asupra cărora artistul a pus accentul.
Pictura În tabără figurează grupuri de soldați, împrăștiate printre bordeie de pământ aflate pe o colină. Insistența cu care artistul a reprezentat vegetația, panta dealului și elementele terenului accidentat pe care se desfășoară scena (peste două treimi din suprafața pânzei), dă lucrării un caracter de peisaj cu figuri și nu unul de compoziție în peisaj. Tabloul se află astăzi la Muzeul Național de Artă al României.

#### Compoziția -Transport de provizii pe front

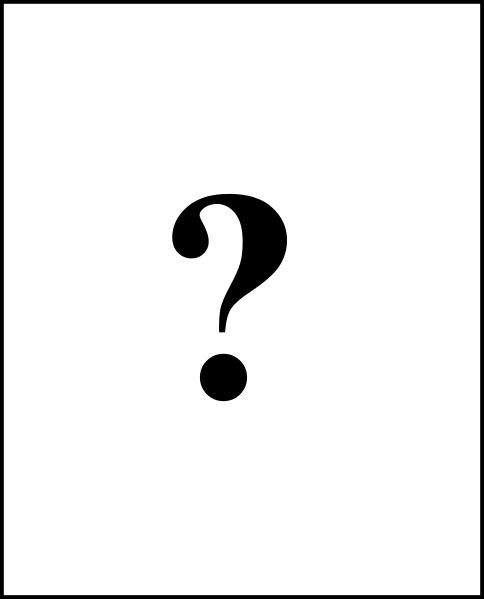
Transport de provizii pe front (1877) - (ajutați Wikipedia și găsiți imaginea)

În compoziția Aprovizionarea dorobanților români în Bulgaria, cunoscută și ca Transport de provizii pe front, scena este de un realism care trece peste limitele unei observații cât de cât obiective. Ea are figurate elemente pline de haz care nu sunt mai puțin interesante sub aspect documentar. Scena se desfășoară la poalele unui deal de pe care coboară trupele de dorobanți călare și niște catâri, la confluența trecerii drumului peste un podeț pricăjit și deteriorat. Soldații se străduiesc să-și determine animalele îndărătnice să treacă peste spărtura podului.
Aproape de centrul compoziției, în prim plan, apare un măgar proptit cu picioarele din față în bârnele podețului. El opune o rezistență vizibil încăpățânată, tipică „curcanului” cu pene care-l trage viguros de căpăstru și de urechi. În spatele animalului îndârjit, se află un alt ostaș care-și închipuie că dacă-l împinge de la spate, mijlocește deplasarea. Acest măgar este centrul de interes al lucrării prin simplul fapt că față de confrații lui care au trecut deja podul sau urmează să ajungă la el încărcați cu verze, știuleți, dovlecei uriași și funii de ceapă, el are o ciudată încărcătură de păsări legate de picioare. Pe o altă colină se văd focurile trupei.
Această pictură a fost realizată cu un haz deosebit, ea fiind și un document incontestabil de război. Printr-o astfel de abordare s-a constatat că, Sava Henția nu s-a conformat întotdeauna rigorilor oficiale necesare unui reporter, aflat în serviciul autorității militare. El nu s-a manifestat cu rigurozitate în selecționarea judicioasă și părtinitoare a temelor, ca în cazul tabloului intitulat Sfatul Major al Domnitorului. Astfel, se poate vedea că artistul a realizat și schițe ale unor scene din campanie mai puțin eroice, pline însă de veridicitate și umanitate și care s-au derulat în spatele frontului.

#### Compoziția -Gara de mărfuri

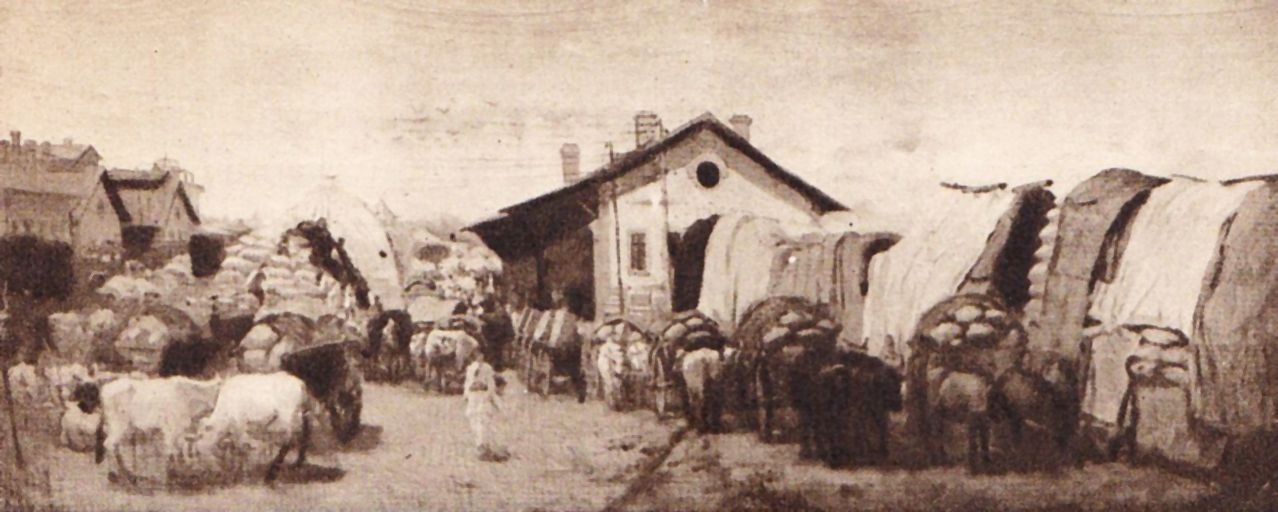
Gara de mărfuri (1877) (foto. a/n)

Pe Henția l-a preocupat și aspectul economic al războiului. Necesitatea de a-și nota această tematică nu s-a redus numai la o satirizare a grotescului rechiziționării imediate de la cetățenii bulgari. Pe pictor l-a interesat să surprindă cu exactitate aspectul unei gări - Gara de mărfuri, observată dinspre magaziile cu cereale, de acolo de unde se îmbulzeau carele și căruțele folosite pentru transportul sacilor cu grâne, pentru front. Descărcate necontenit, ele sunt figurate alături de stive înalte acoperite cu pelerine multicolore contra ploii. Se pot vedea și peticele kaki ale pelerinelor. Compoziția este curioasă, prin faptul că îmbină peisajul de periferie urbană și rusticul ce transpare din prezența carelor cu boi mânate de căruțașii cu ițari și cu cămăși albe de in, ce aduc în plus o notă idilică, cu scena de muncă asiduă și febrilă de descărcare a sacilor în piramidă. Un accent suplimentar a fost adus de Henția, prin figurarea sârmelor de telegraf care fragmentează cerul alburiu al compoziției, dominând imaginea cu oamenii care sunt cuprinși în ea.

### Tematica istorică

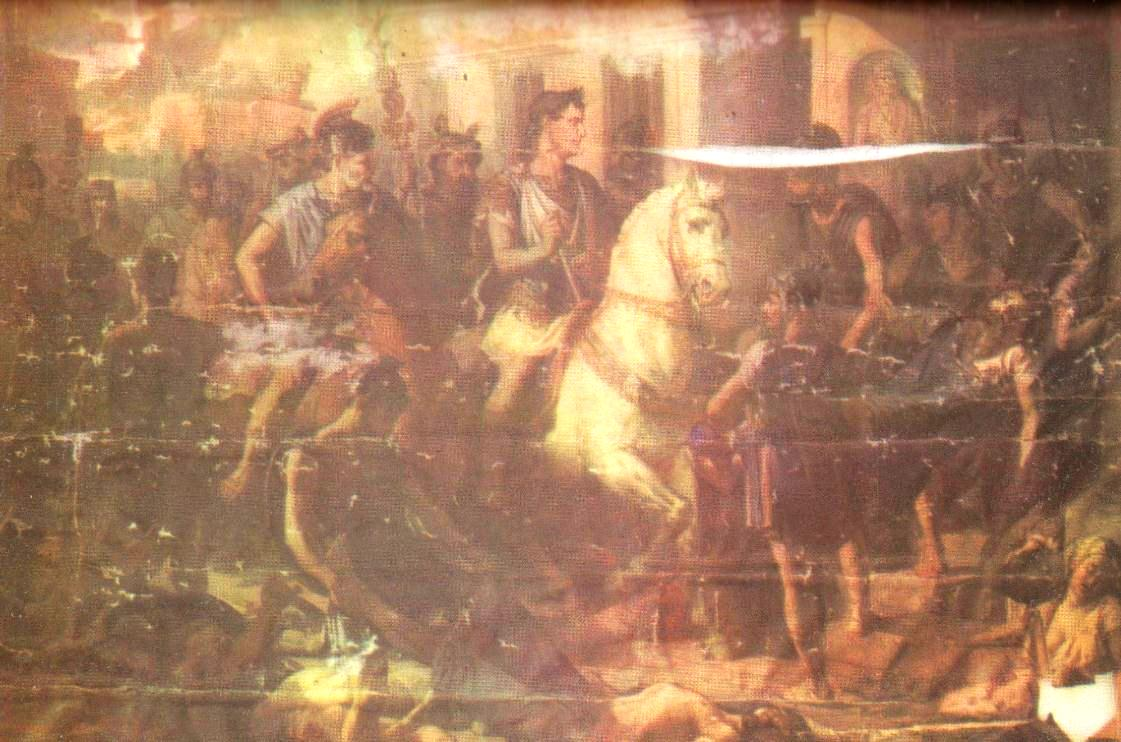
Intrarea triumfală a lui Traian în Sarmisegetuza - de la Mănăstirea Căldărușani

Pictura cu tematică istorică l-a preocupat pe Henția încă de la începuturile sale în pictură. Sub influența profesorului său de la Școala de Belle Arte din București, Theodor Aman, Henția a pictat în anul 1870 tabloul intitulat Ostașii lui Mihai Viteazul izgonind pe turci la Giurgiu, precum și pânza de mici dimensiuni, mai nereușită, care-l reprezintă pe Mihai Viteazul intrând la Alba Iulia, urmat de oșteni purtători de drapele. În anul 1876 a pictat portretul în picioare a lui Tudor Vladimirescu, inspirat din lucrarea similară a lui Aman, dar mai puțin reușit decât aceasta. Tablourile cu subiecte istorice au rămas ca preocupare, și după campania din 1877 l-a care a luat parte, până la sfârșitul vieții.
În anul 1881 a participat la Expoziția de Arte Frumoase de la București și la Expoziția Română de la Sibiu, cu o compoziție de mari dimensiuni intitulată Intrarea triumfală a lui Traian în Sarmisegetuza. Lucrarea a primit aplauzele criticii de artă și ale publicului. Pictura sa având o dimensiune foartea mare, Henția s-a văzut silit să o lase în sala de la biserica Stavropoleos.  Considerată inițial, inclusiv de către literatura de specialitate că nu ar fi supraviețuit timpului, fiind pierdută, lucrarea de 3,6 x 2,7 m a fost regăsită la mijlocul secolului XX la Mănăstirea Căldărușani, între operele de artă ale muzeului acesteia. Pânza nu are o soartă prea bună nici în prezent, fiind nerestaurată. Conform unor autori precum N. I. Idieru sau Livia Drăgoi, această lucrarea ar fi fost motivul pentru care pictorul a primit Medalia Bene-Merenti clasa a II-a. Conform lui Cristian Ioan Popa (2018), este posibil să mai fie existat o pânză pictată, cu același subiect, pe care Henția ar fi scos-o la loterie.
În 1880 a pictat compoziția Legenda Meșterului Manole, care prezintă scena vizitei lui Neagoe Basarab împreună cu Doamna Despina la șantierul Mănăstirii de la Curtea de Argeș. Mircea Popescu a considerat acest tablou un studiu făcut în vederea realizării unei compoziții de mari dimensiuni, deoarece un desen din anul 1900 folosește o altă ipostază a studiului, închipuind momentul de sfințire a bisericii aceleiași mânăstiri.

Lucrări realizate de Sava Henția cu tematică istorică
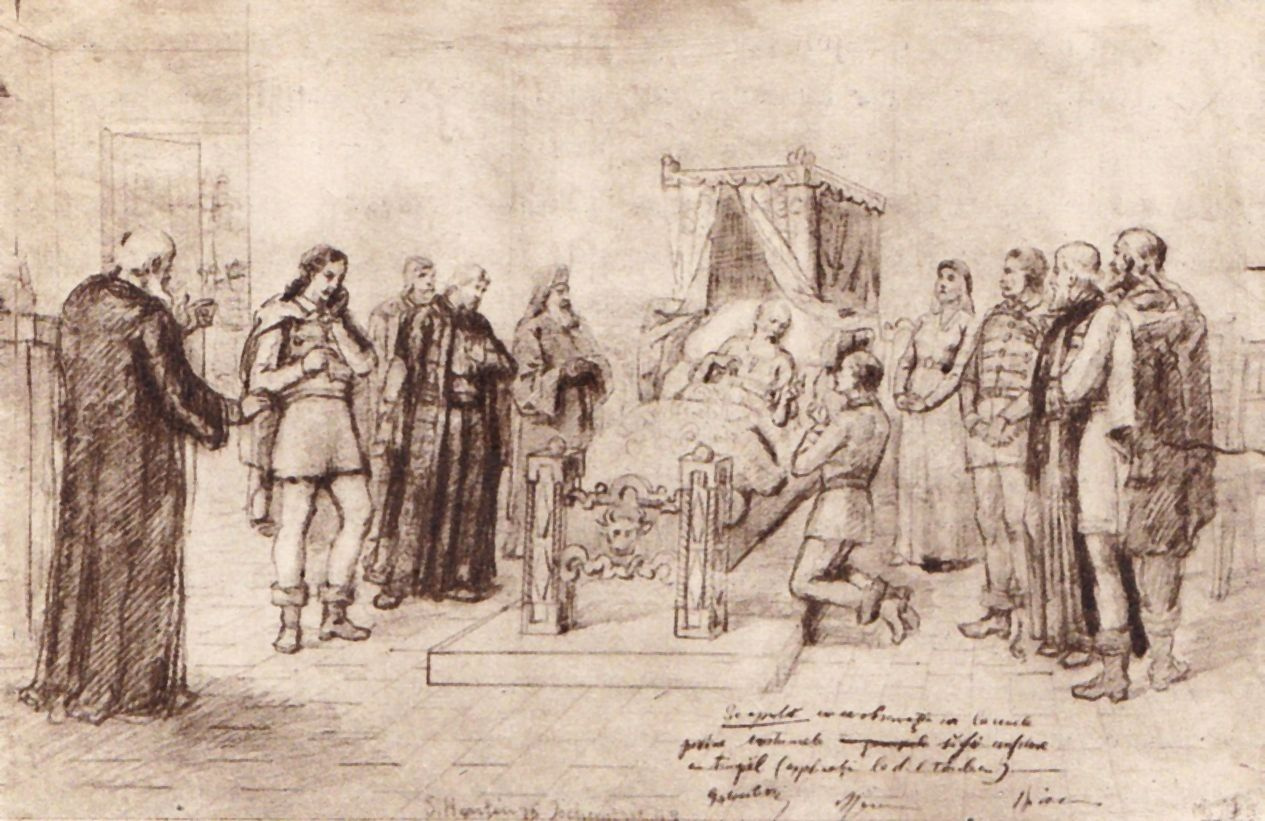
Moartea lui Ștefan cel Mare
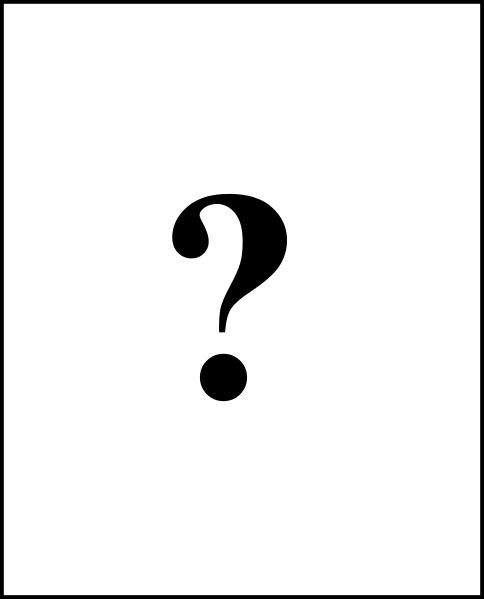
Ștefan cel Mare după bătălia de la Codrii Cosminului - (ajutați Wikipedia și găsiți imaginea)
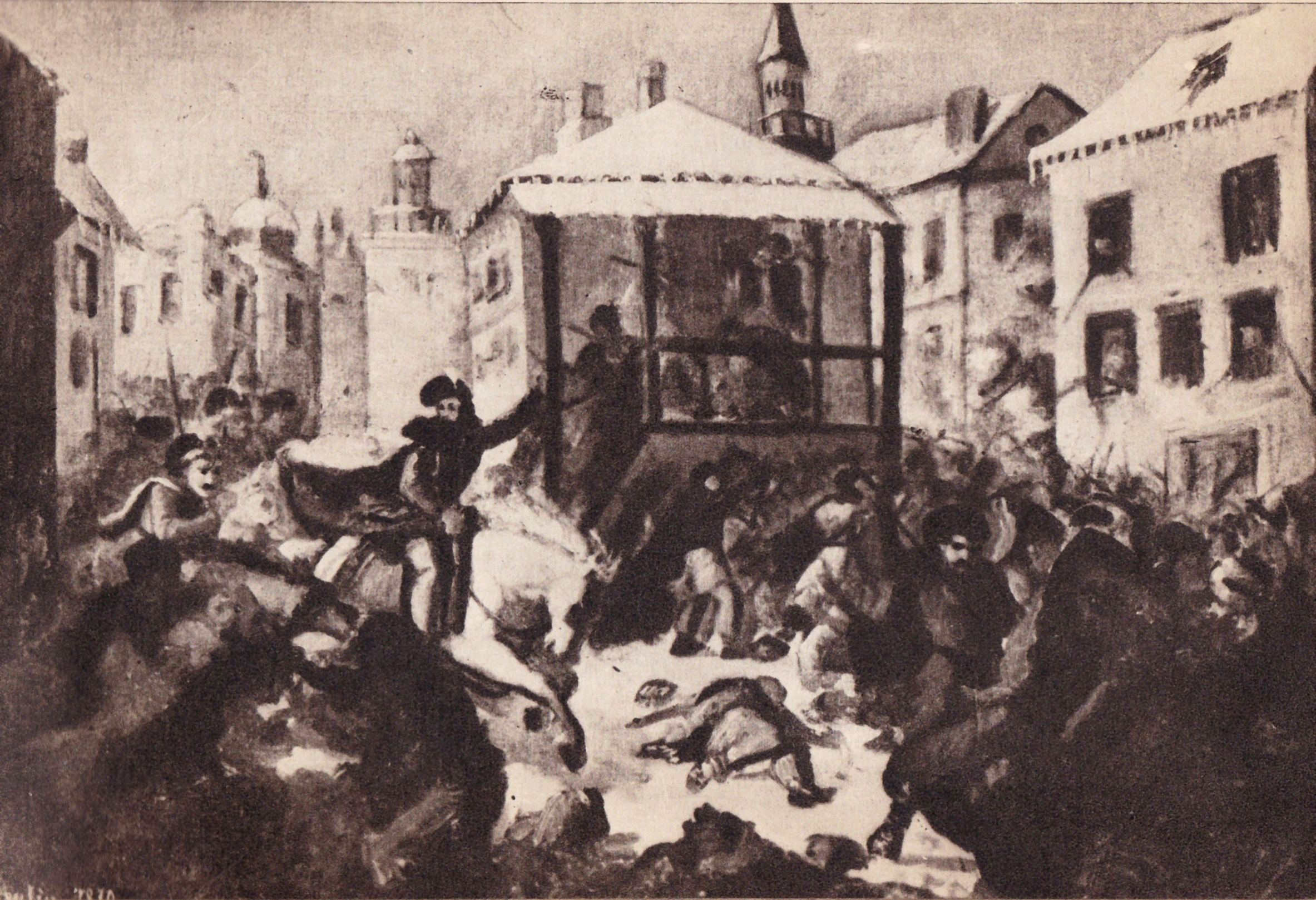
Ostașii lui Mihai Viteazul izgonind pe turci la Giurgiu

În perioada 1897 - 1902, Sava Henția a înfățișat Moartea lui Ștefan cel Mare, Ștefan cel Mare după bătălia de la Codrii Cosminului, Sacrificiu roman și a reluat portretele de voievozi pe care le desenase cu ani în urmă (în 1883). Aceste portrete au făcut parte dintr-un proiect pentru un mare panou decorativ. Prin faptul că artistul a perseverat în crearea unor compoziții istorice pe baza unei concepții convenționale despre istoria poporul român, acest fel de lucrări au devenit la sfârșitul secolului al XIX-lea artificiale și pline de retorism.

#### Compoziția -Legenda Meșterului Manole
La Pinacoteca orașului Ploiești există un tablou care, pare să fie un studiu executat de către Sava Henția în anul 1886 cu privire la legenda construirii Mânăstirii Curtea de Argeș. Compoziția, realizată în tehnica uleiului pe carton (0/5 x 1.01 metri), surprinde un moment în care cuplul voievodal format din Neagoe Basarab și Doamna Despina vizitează lucrările de construire ale mânăstirii. Pictura are ca fundal culmile munților înzăpeziți cu creste albe și în planul al doilea se vede o pajiște verde compusă pe orizontală. Aceasta este tăiată de primul plan, care este format de un zid înălțat la înălțimea unui om dintr-o parte în alta a lucrării. Pe acesta sunt profilați lucrători care poartă varnițe, precum și calfe cu șorțuri brune care cioplesc pietre, pe care alții le așează cu mistria pe zid. Alții toarnă apă în gropile în care se prepară mortarul.
Henția aplică aceeași tehnică realistă în crearea șantierului aglomerat de grămezi de pietre, sau de bârne aflate în prim plan. Așa a văzut artistul ceremonia vizitei voievodului, fiind în același timp sensibil la regulile impuse de ritualul care, se constituie de fapt ca temă narativă a tabloului.

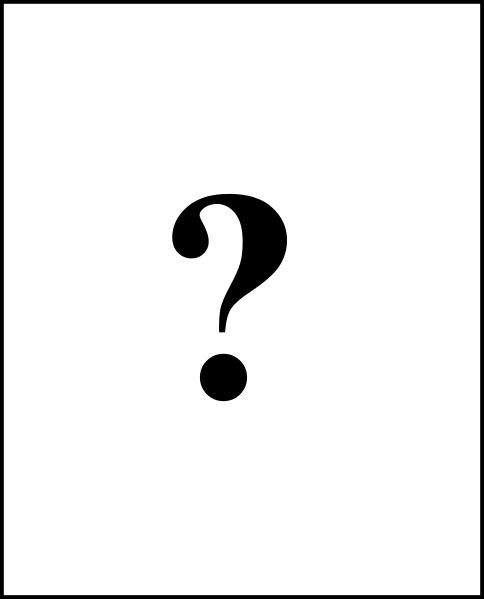
Legenda Meșterului Manole (1880) - (ajutați Wikipedia și găsiți imaginea)

Meșterul Manole, cu mâna dreaptă pe piept și cu un șorț pe el, primește darul format dintr-o grămăjoară de giuvaeruri. așezate pe o masă aflată între el și cuplul domnesc. Dacă se face o analiză comparativă între modului de construcție a scenei istorice cu alți pictori contemporani lui, cum ar fi Constantin Lecca, acesta din urmă ar fi reprezentat protagoniștii principali ai momentului, celelalte detalii rămânând să servească compoziției doar ca un cadru. În studiul lui Henția, intitulat Legenda Meșterului Manole, totul se sprijină pe personajele anonime pictate în compoziție, astfel că grupul personajelor domnești și chiar însuși Meșterul Manole nu mai au un rol important și suprafața pe care o ocupă este una redusă, aceste personaje ocupând doar centrul tabloului. Privind imaginea, este evident că persoanele grupului central nu sunt vedetele compoziției, nici prin dimensiunea lor, nici prin proiectarea lor în ansamblu și nici prin situarea lor în prim plan. Ele apar subordonate compoziției și nu ele coordonează elementele descriptive ale motivului.
Prin modul de construcție a compoziției și prin plasarea și dimensionarea personajelor pare că, acestă lucrare ar defini o concepție a lui Sava Henția asupra tematicii istorice. Această concepție este lipsită de grandilocvență, este realistă și firească. Această particularitate este întărită și de faptul că unghiul din care se vede perspectiva scenei este unul aflat deasupra înălțimii personajelor, făcându-le astfel să fie privite de sus. De aceea, lipsa de grandoare a lucrării este și mai mult accentuată. Aceasta este critica ce poate fi adusă lui Sava Henția, prin opoziție cu meritul de a realiza legenda fără să recurgă la proiectări fantastice care duc indubitabil, la final, la deformarea perspectivei.
Ca o concluzie asupra modului de realizare a Legendei Meșterului Manole, se poate spune că nu scena inclusă în peisaj, ci chiar peisajul însuși pare a fi tema principală a lucrării și aceasta nu numai din cauza suprafeței dominante pe care o ocupă în calcul spațiului plastic alocat tabloului, ci datorită faptului că accentele cromatice, contrar perspectivei aeriene, sunt plasate chiar pe vârfurile înzăpezite ale munților, folosind reflexe violete și albăstrui.
Legenda Meșterului Manole este o operă semnificativă, a modului prin care Sava Henția a conceput tematica istorică și legenda. El a fost mult mai mult atras de munca oamenilor anonimi, decât de înfățișarea somptuoasă a domniței și a voievodului. Compoziția este importantă și pentru că ea nu relevă niciun amănunt biografic. Este cu totul imposibil ca figurând atâtea simboluri care descriu miturile tradiționale ale construcției de la Argeș, precum și reproducerea conformă a unui ritual, acestea să nu fi fost cunoscute artistului. De aceea, Ion Frunzetti a considerat că Henția a fost inițiat într-una din lojile masonice bucureștene din acea perioadă.

### Tematica socială
Cu ocazia Expoziției Concordiei Române care s-a deschis în anul 1880, Sava Henția a participat cu un portret executat după o fotografie a lui Ion Heliade-Rădulescu și cu un desen în tuș intitulat Trecerea Dunării. Un alt portret datat în 1880 a fost cel al unui cerșetor, portret aflat astăzi la Muzeul Național de Artă al României. Această lucrare a dat startul unei perioade în care, artistul a fost preocupat de imaginea marginală a societății. În anul 1889, a realizat în mod similar un bătrân cerșetor sprijinit într-un toiag, care întinde pălăria trecătorilor și care ține o traistă sub brațul drept. Dramatismul acestuia este cu mult mai puternic decât în tabloul din 1880, datorită folosirii mijloacelor de natură literară, astfel cum este umbra care se profilează pe zidul de fundal al imaginii.
Interesul pe care l-a manifestat pictorul după anul 1880 poate fi remarcat, în abordarea unor teme grigoresciene în portrete precum Tânără țărancă torcând. Ea este înfățișată într-un costum tradițional și cu o broboadă roșie atârnând pe umăr. Provenind de la Pinacoteca Municipală și aflată astăzi la Muzeul Național de Artă, lucrarea este argumentul care apropie tematica lui Henția de cea a lui Nicolae Grigorescu, dar rezolvată într-un cu totul alt mod, conform cu stilul realist pe care pictorul l-a practicat.

Lucrări realizate de Sava Henția cu tematică socială
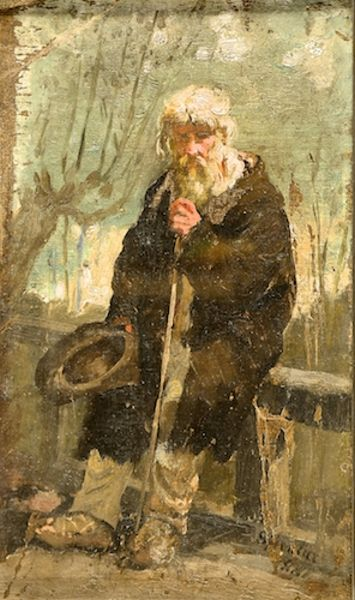
Cerșetor bătrân (1880) (1)
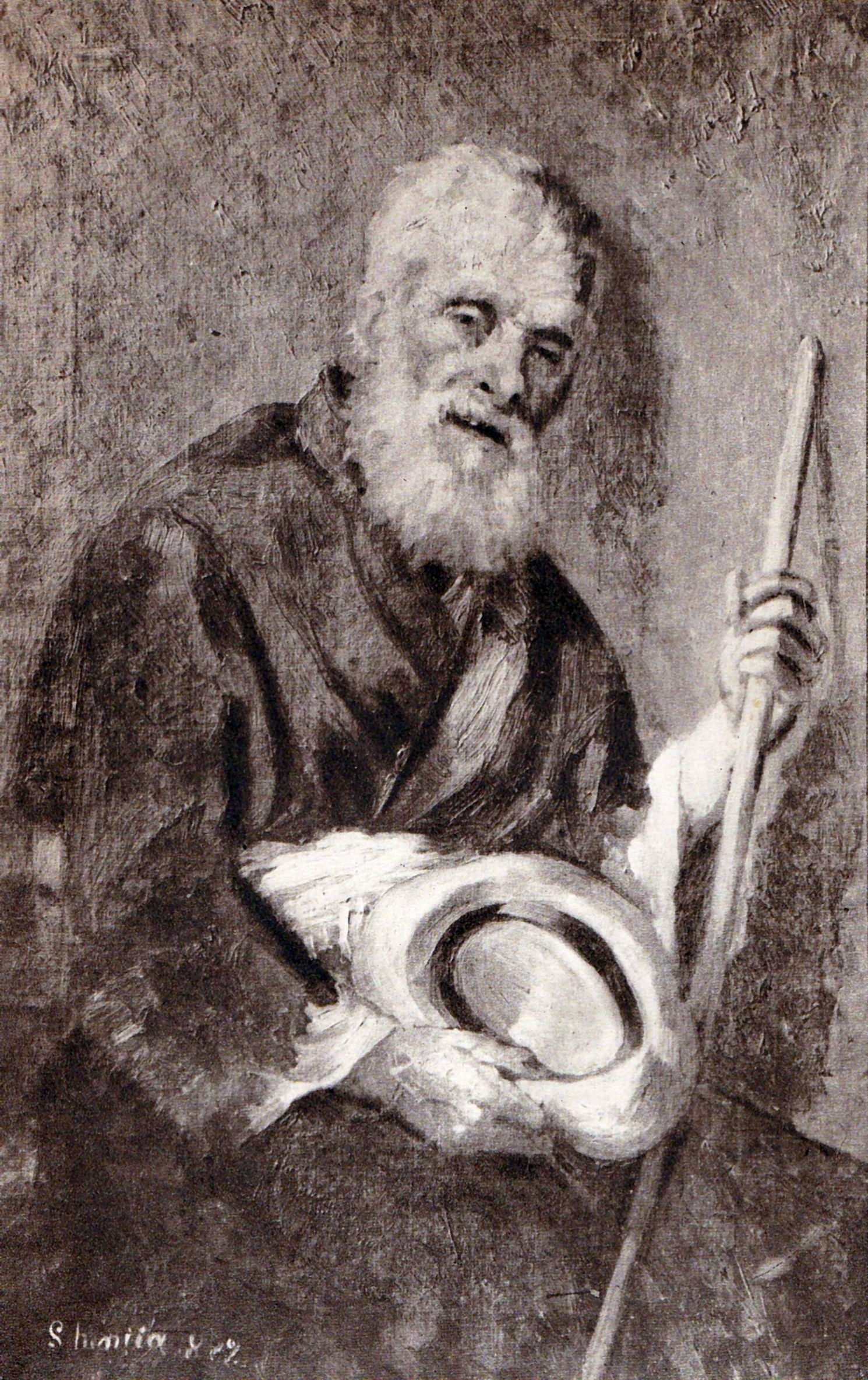
Cerșetor bătrân (1889) (2)
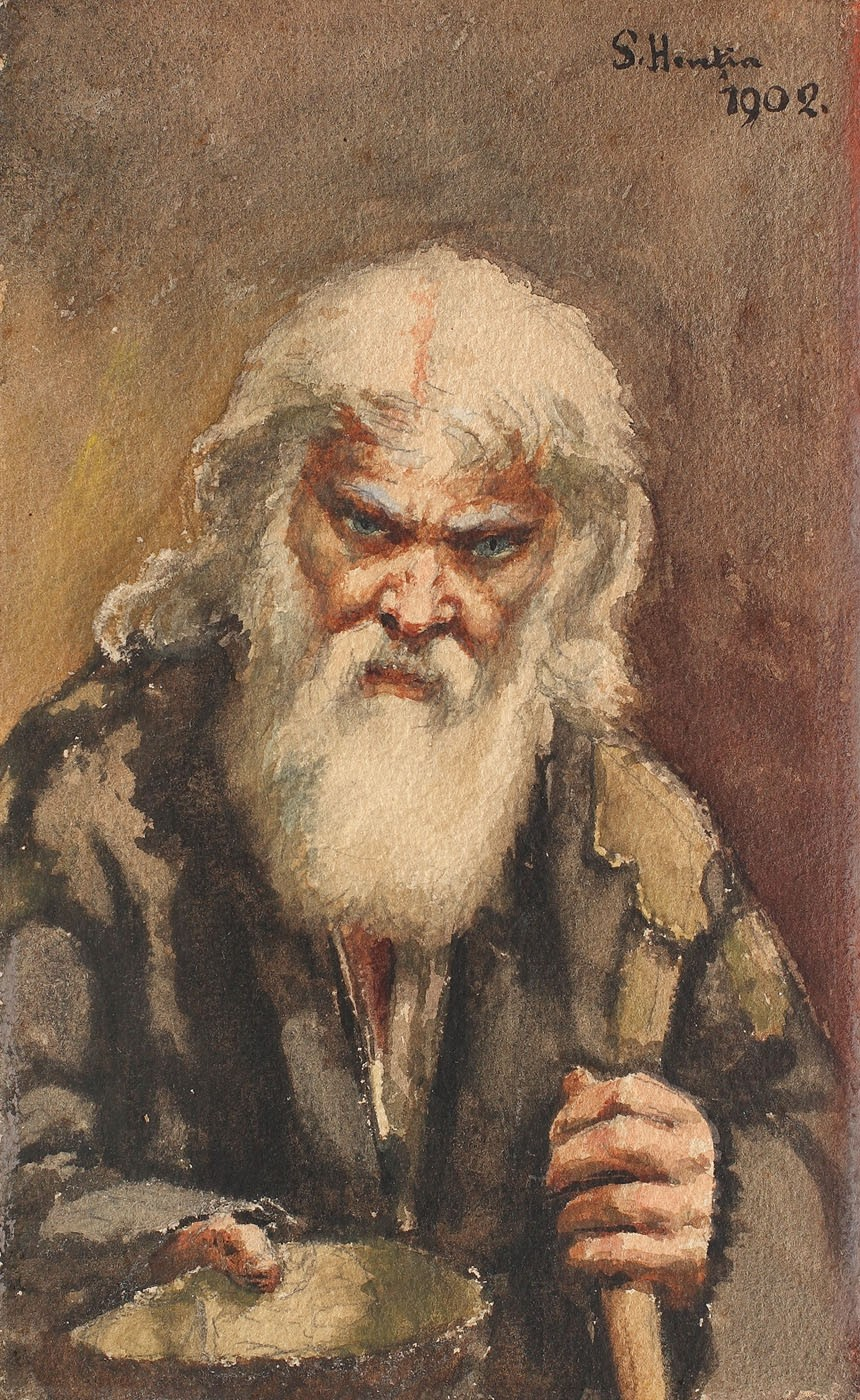
Cerșetor bătrân (3)
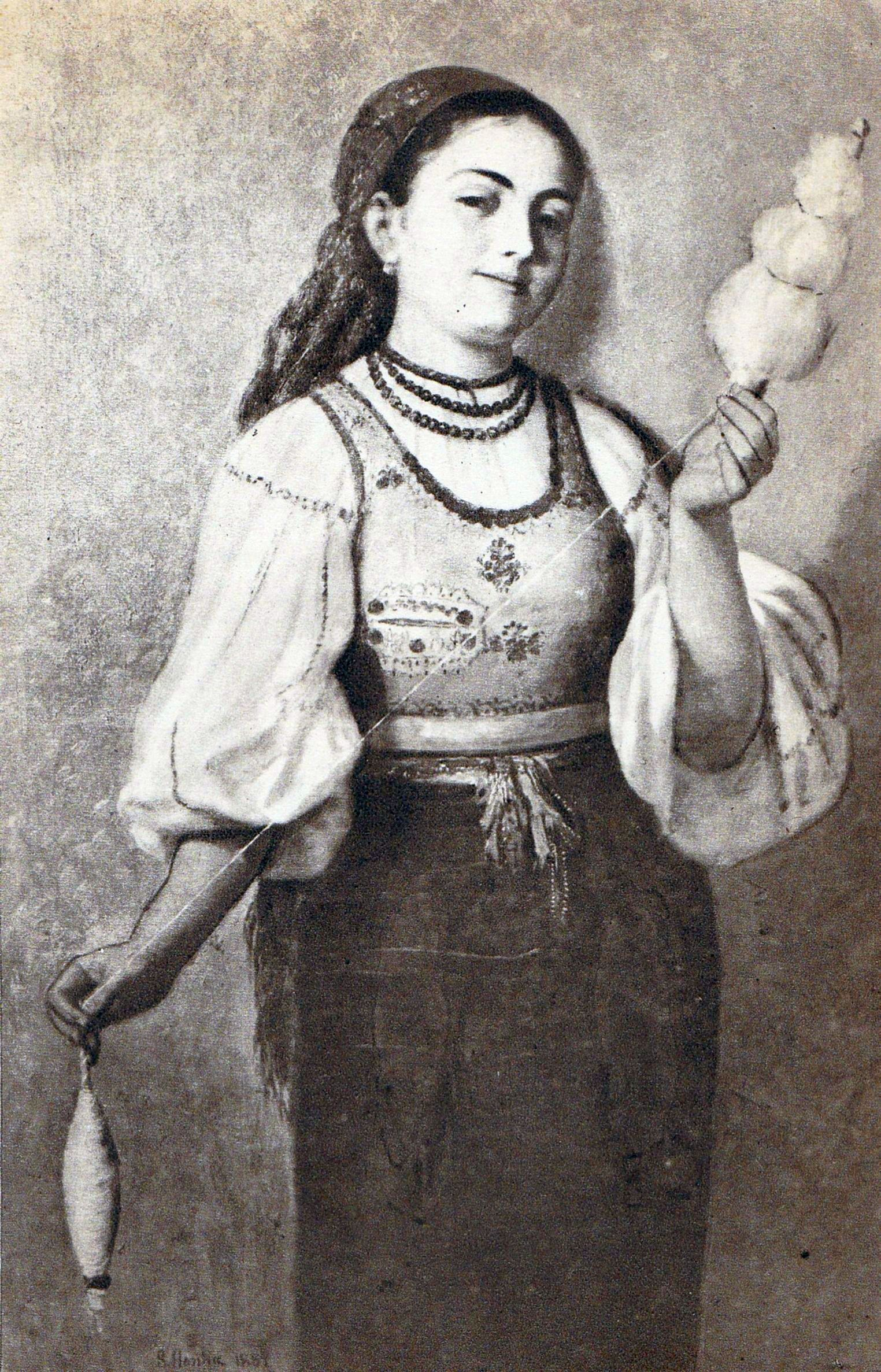
Tânără țărancă torcând
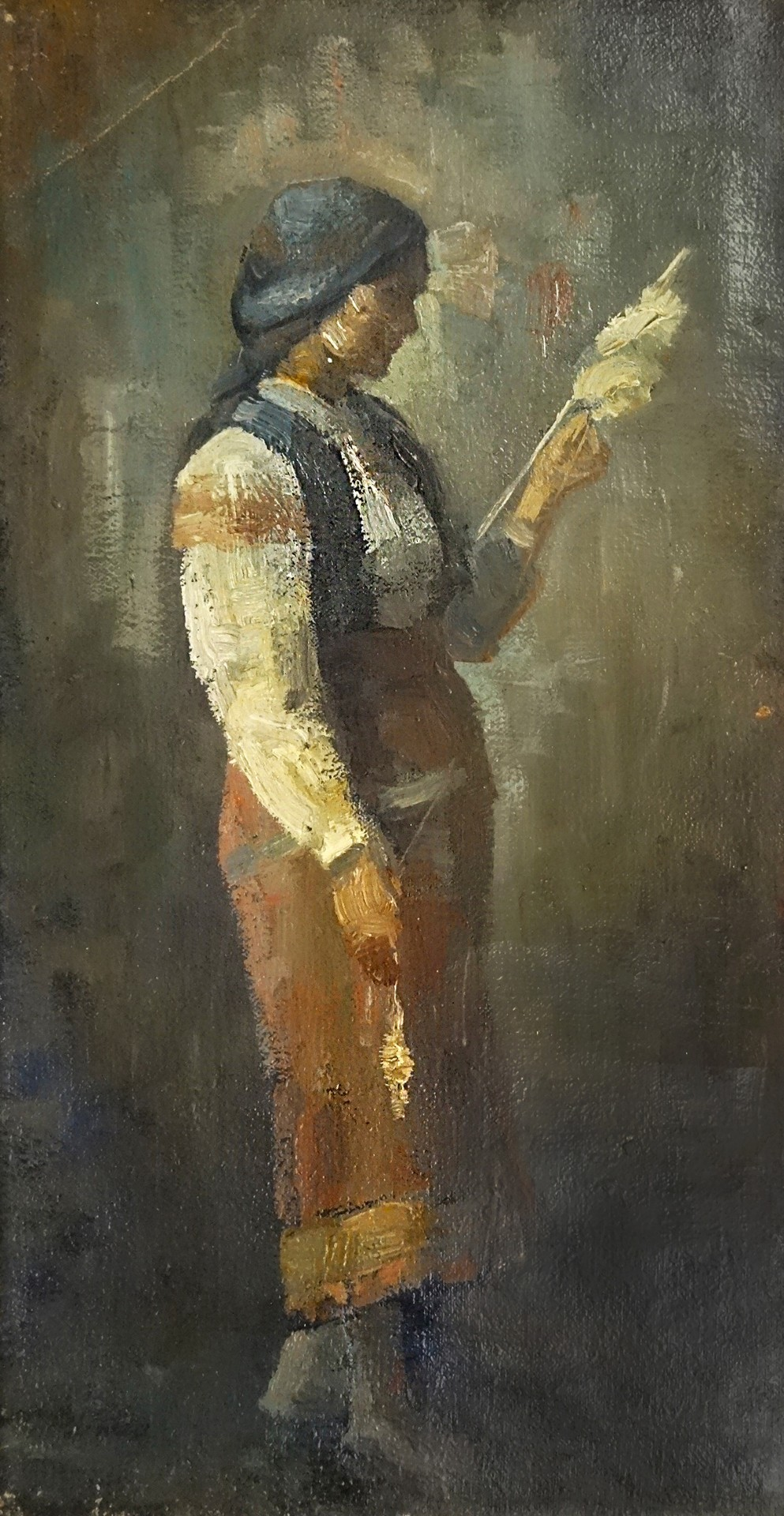
Țărăncuță cu fuior
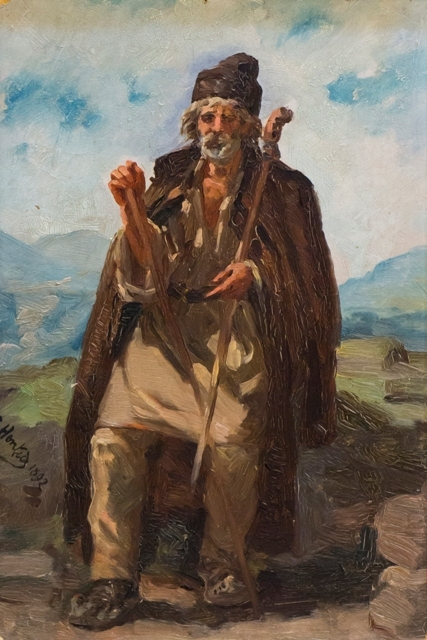
Cioban bătrân
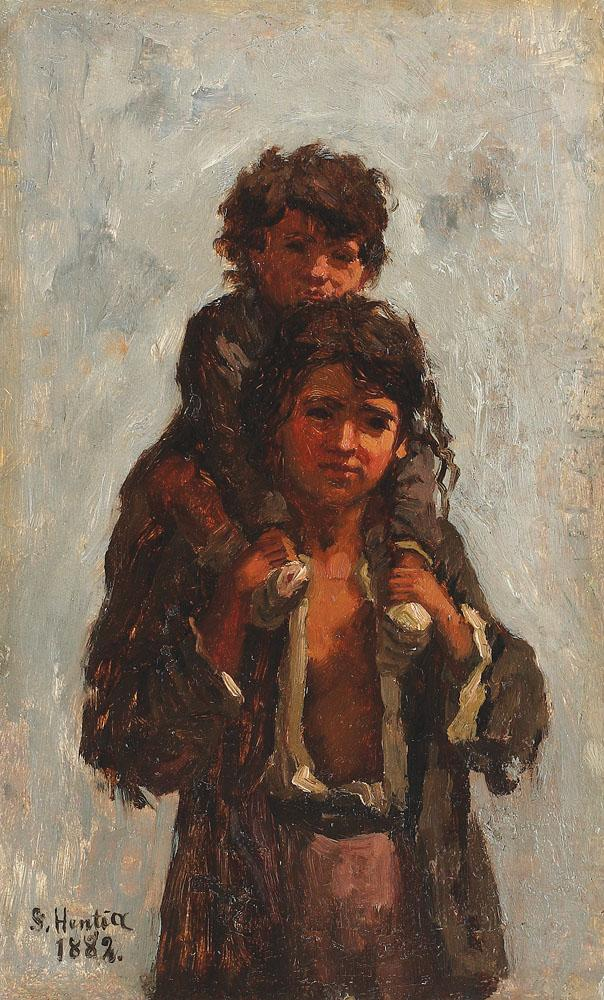
Frații

În amintirile memorialistului Iuliu Roșca, anterioare anului 1888, se menționează că interesul acordat de Henția tematicii sociale a fost o constantă pentru artist. Roșca a amintit astfel că a văzut în atelierul pe care Henția îl avea în curtea Azilului „Elena Doamna”, pe lângă naturi moarte, peisaje și flori, picturi de gen. Astfel, au rămas moștenire: Târgul Moșilor cu curiozitățile lui, (lucrare care amintește de pânzele documentare ale lui Carol Popp de Szathmári, Amedeo Preziosi, Emil Volkers ori Henric Trenk), alături de Trei băieți diavoli, sorbind ca o picătură profirul din pahare la umbra frunzarului din fața cârciumii (cu o tematică împrumutată din opera lui Theodor Aman) și de Țăranca ducând merinde la câmp.

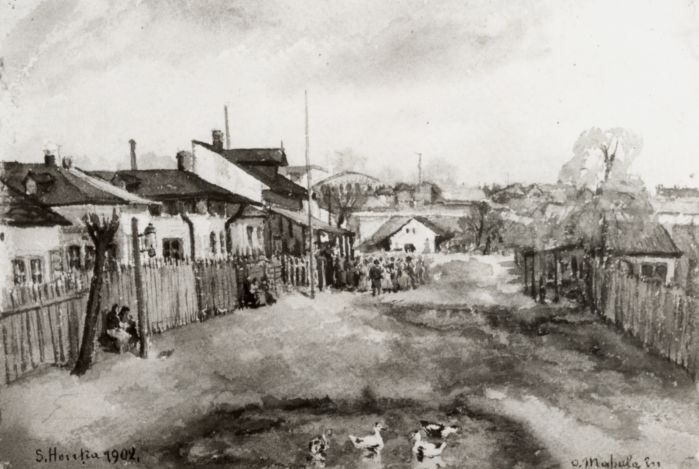
O mahala din București
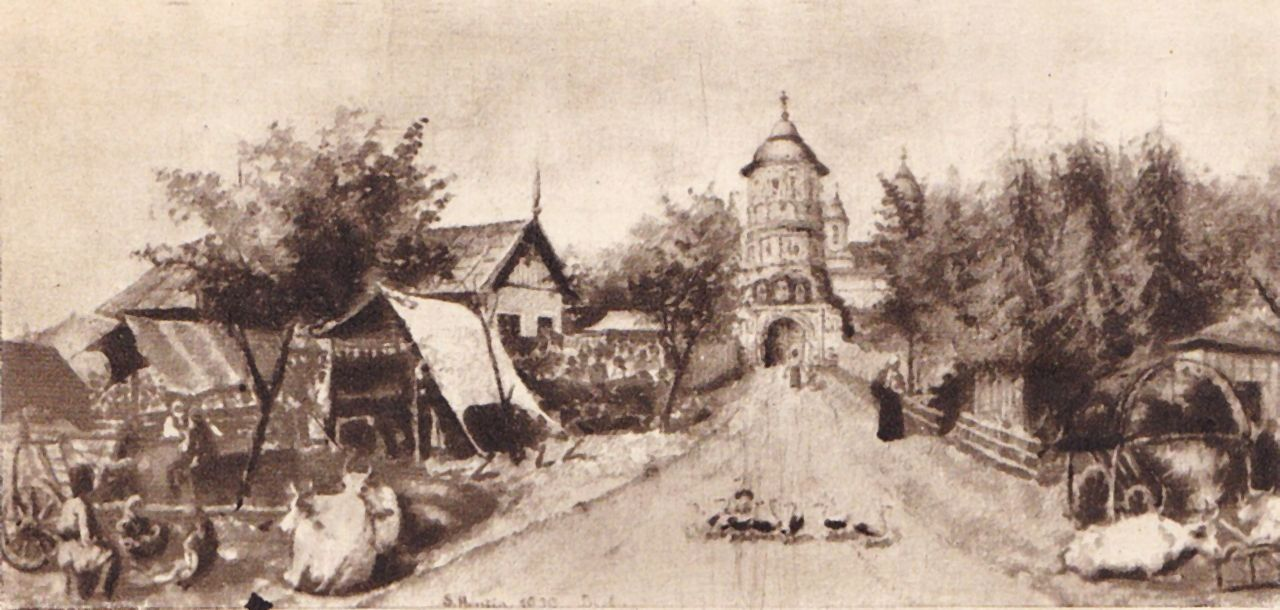
Bâlciu la Brebu
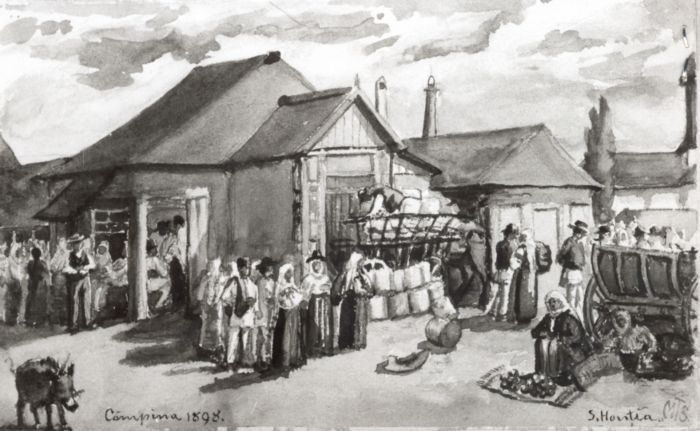
Vedere din Câmpina
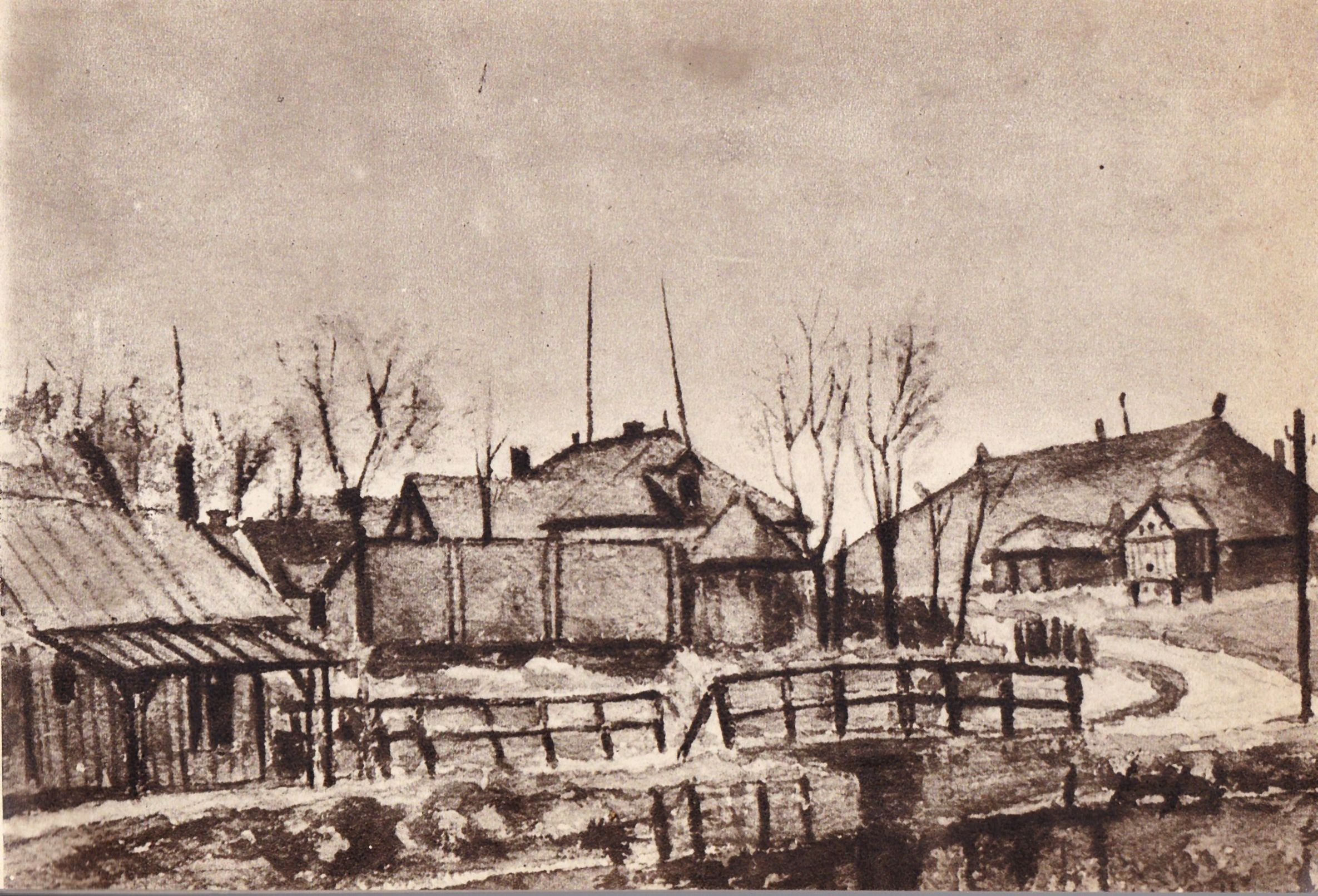
Mahala din Herăstrău

Sava Henția a realizat picturi care au statut documentar, deoarece din ele transpare pitorescul iarmaroacelor și al îngrămădirilor comerciale rurale. Acuarela Bâlciu în Brebu este o îmbinare dintre peisajul cu valoare documentară a epocii și pitorescul scenei de gen. Practic, avem de-a face cu o vedere a drumului ce ducea la clopotnița Mănăstirii Brebu, drum în care turnul este tratat cu minuțiozitate de arhitect (el nu mai există astăzi, fiind dărâmat). În stânga tabloului se văd o mulțime de țărani care, se înghesuie pe sub prelatele și foile de cort ale negustorilor. Hazliu este faptul că în prim planul compoziției este figurat un cârd de gâște zgomotoase care, aduc o notă grotescă priveliștii care se închide treptat spre dreapta, în brazii mănăstirii.

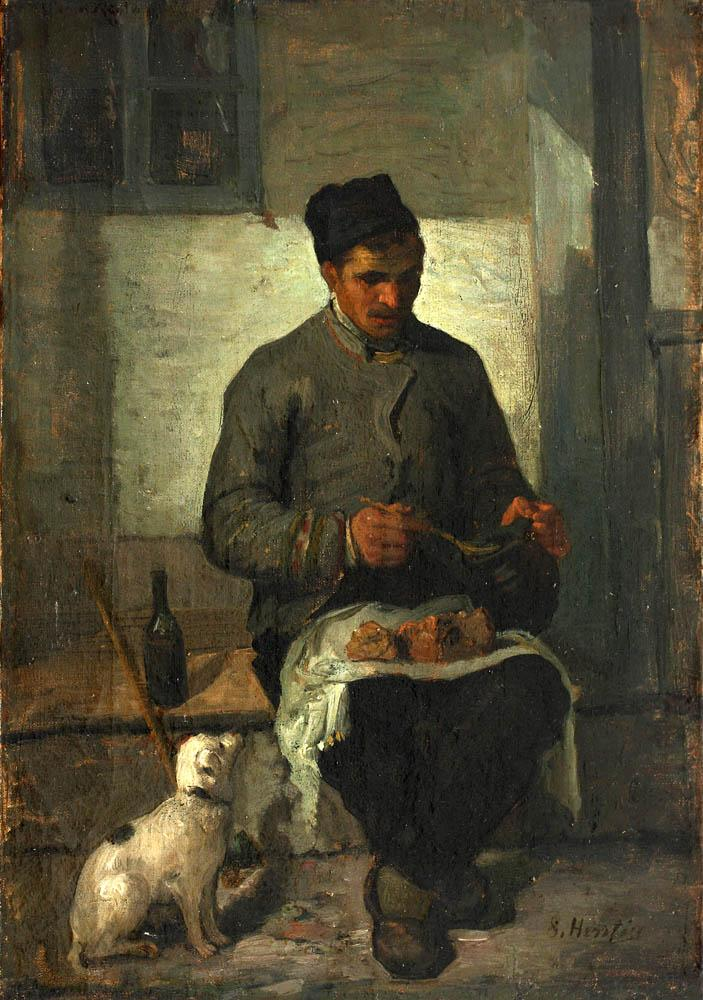
Prieteni
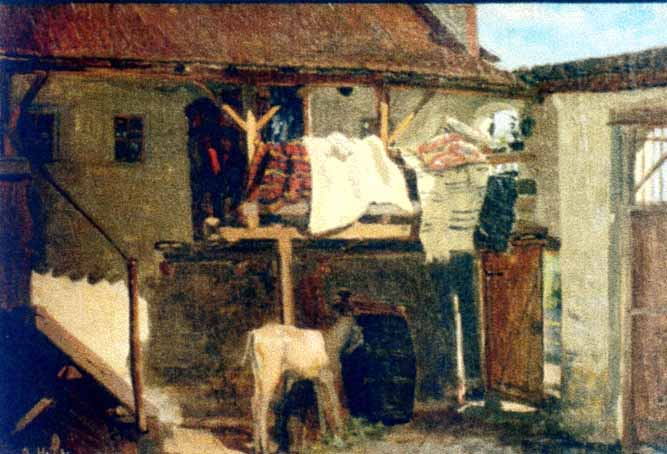
Casă la marginea orașului
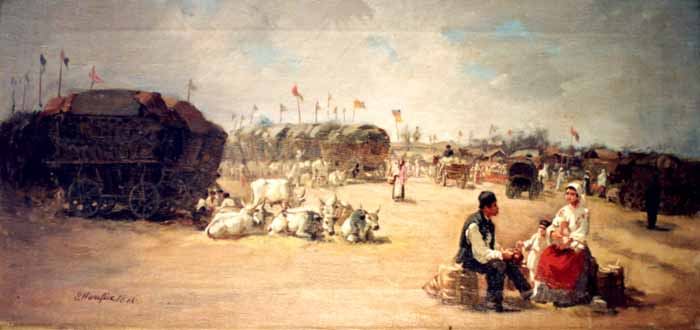
Târgul Moșilor
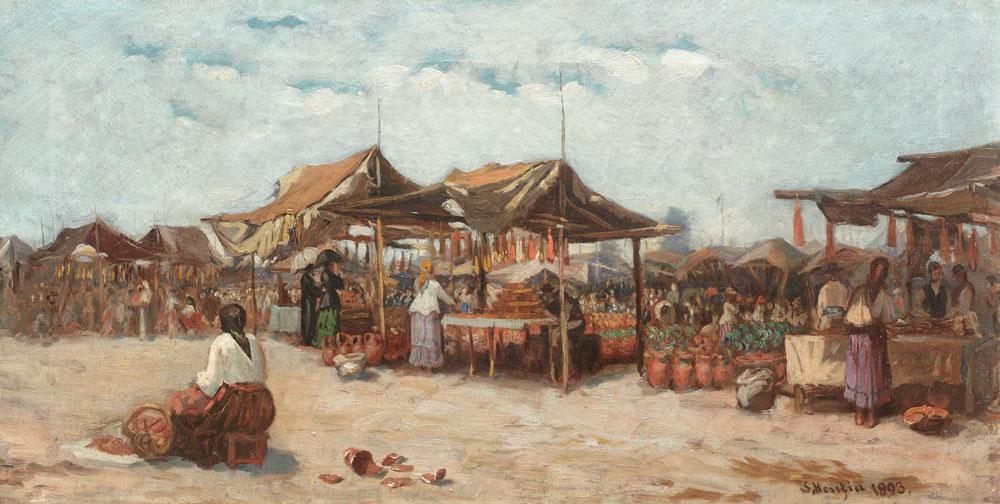
Târg la Moși
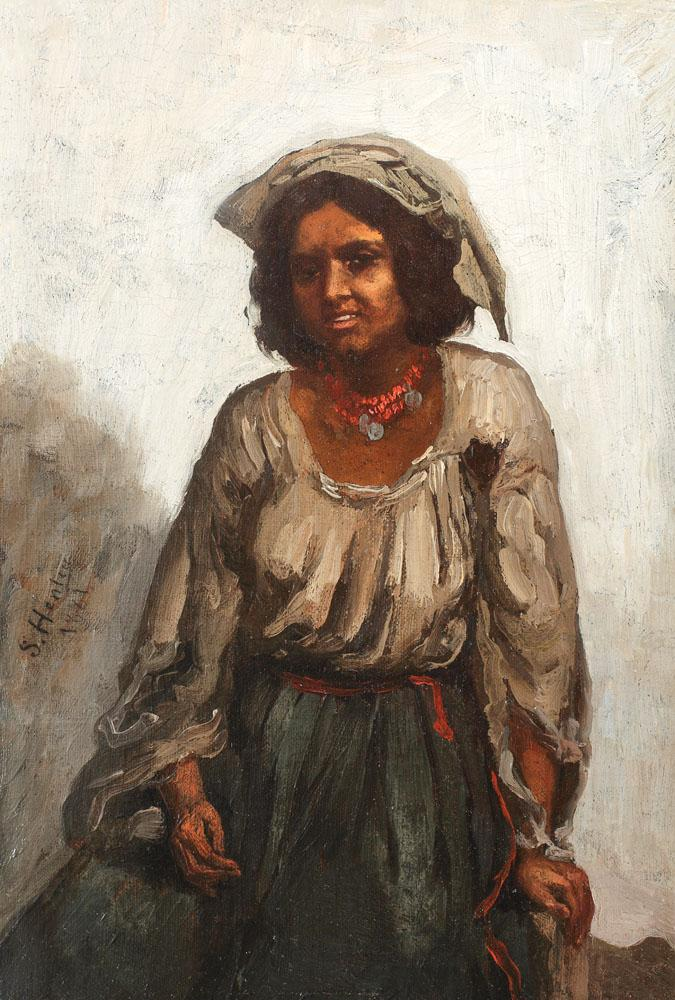
Portret de țigăncușă

De interes social au fost și peisajele de mahala. Exemplu stă mica acuarelă realizată în anul 1903, lucrare care înfățișează Mahalaua din Herăstrău și se află la Muzeul Național de Artă. S-a constatat de către critica de artă că, au existat cazuri în care interesul peisagistic a prevalat asupra interesului social, exemple în acest sens fiind lucrările intitulate Moara (aflată la Muzeul Național de Artă și datată în 1881) sau Casă la marginea orașului (nedatată), în care cromatica și pitorescul specific oriental sunt trecute în primul plan.

### Portretistică
Portretele au reprezentat pentru Sava Henția, una din direcțiile definitorii pe care a mers în desfășurarea stilului realist pe care l-a practicat. După perioada în care a fost pictor corespondent al Războiului din 1877, Henția a pictat cu preponderență portrete până la sfârșitul vieții lui. Se știe că el a debutat ca un bun portretist de factură realistă în reprezentarea omului, caracteristică pe care a menținut-o de-a lungul întreagii sale cariere. După întoarcerea din Franța a făcut o serie de portrete, cu precădere cele din perioada 1877 - 1884: portretul doctorului Marcovici, al generalului Carol Davila și cel mai reușit, al soției acestuia. D-na Davila este înfățișată în costum național, cu o maramă de borangic care pune în evidență grația și feminitatea. Aceste portrete subliniază resursele pe care artistul le avea la îndemână, pentru a înfățișa personajele atât ca fizionomii cât și ca imagini purtătoare de stări sufletești.

Portrete de copii realizate de Sava Henția
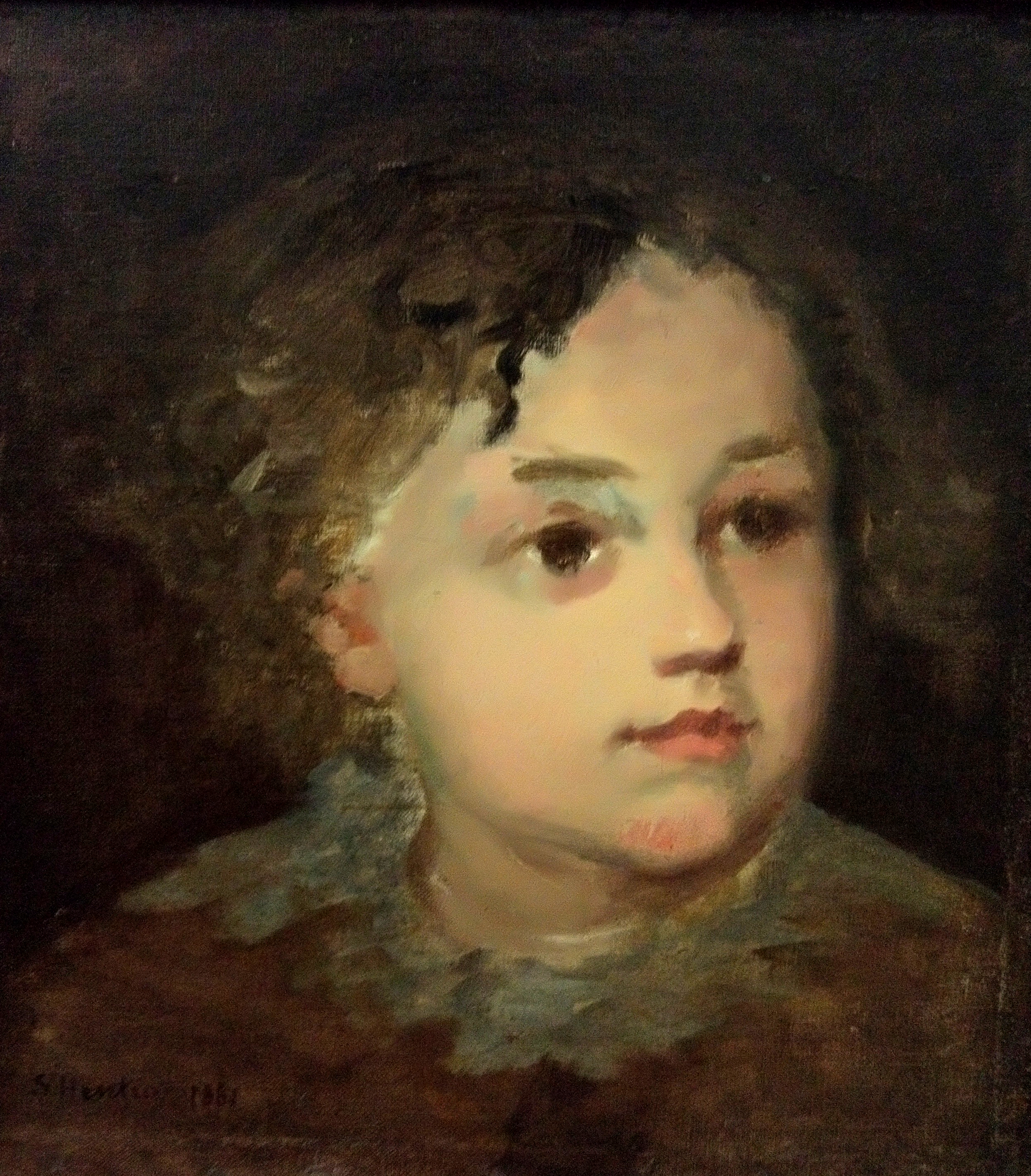
Cap de copil
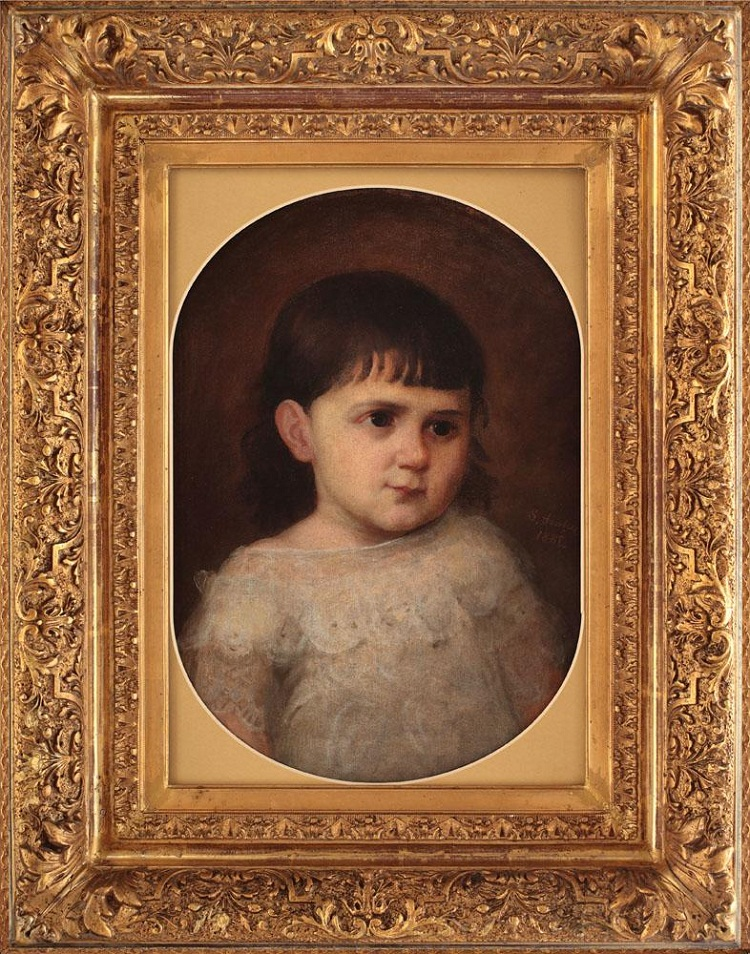
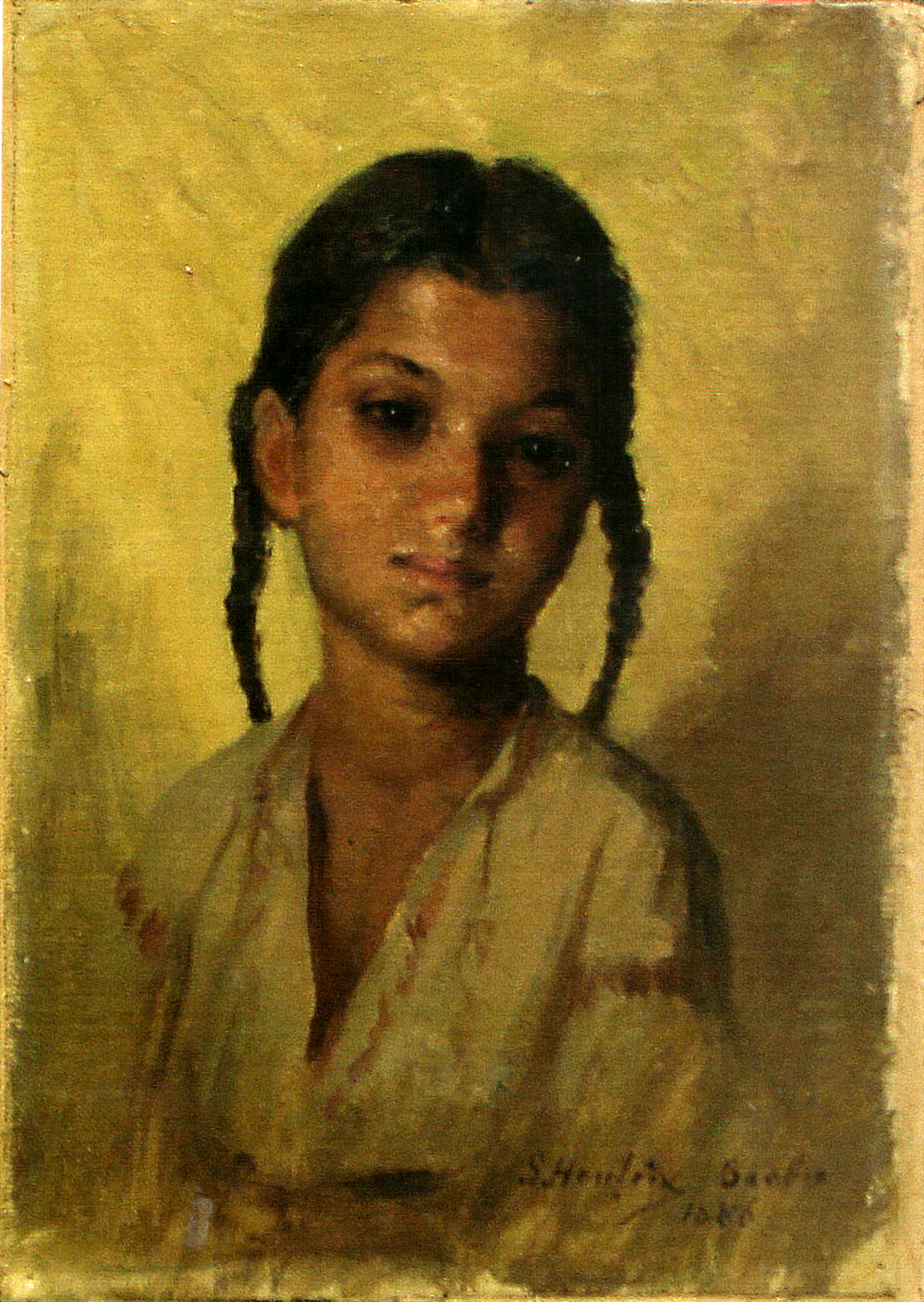
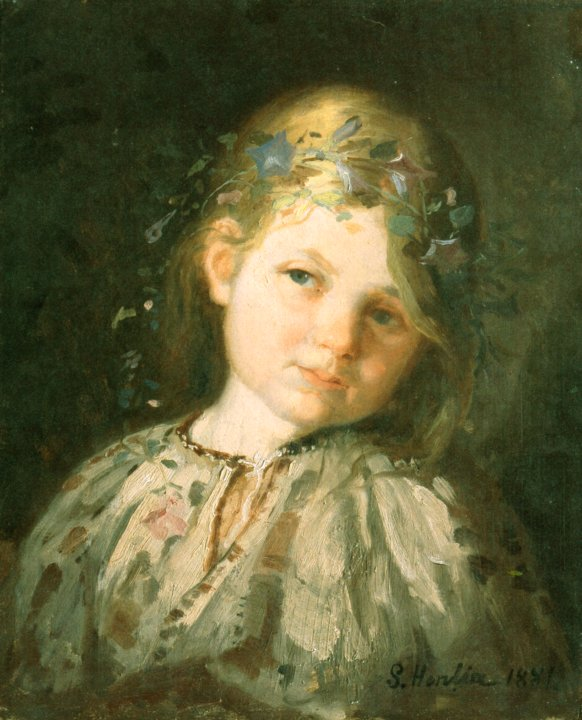
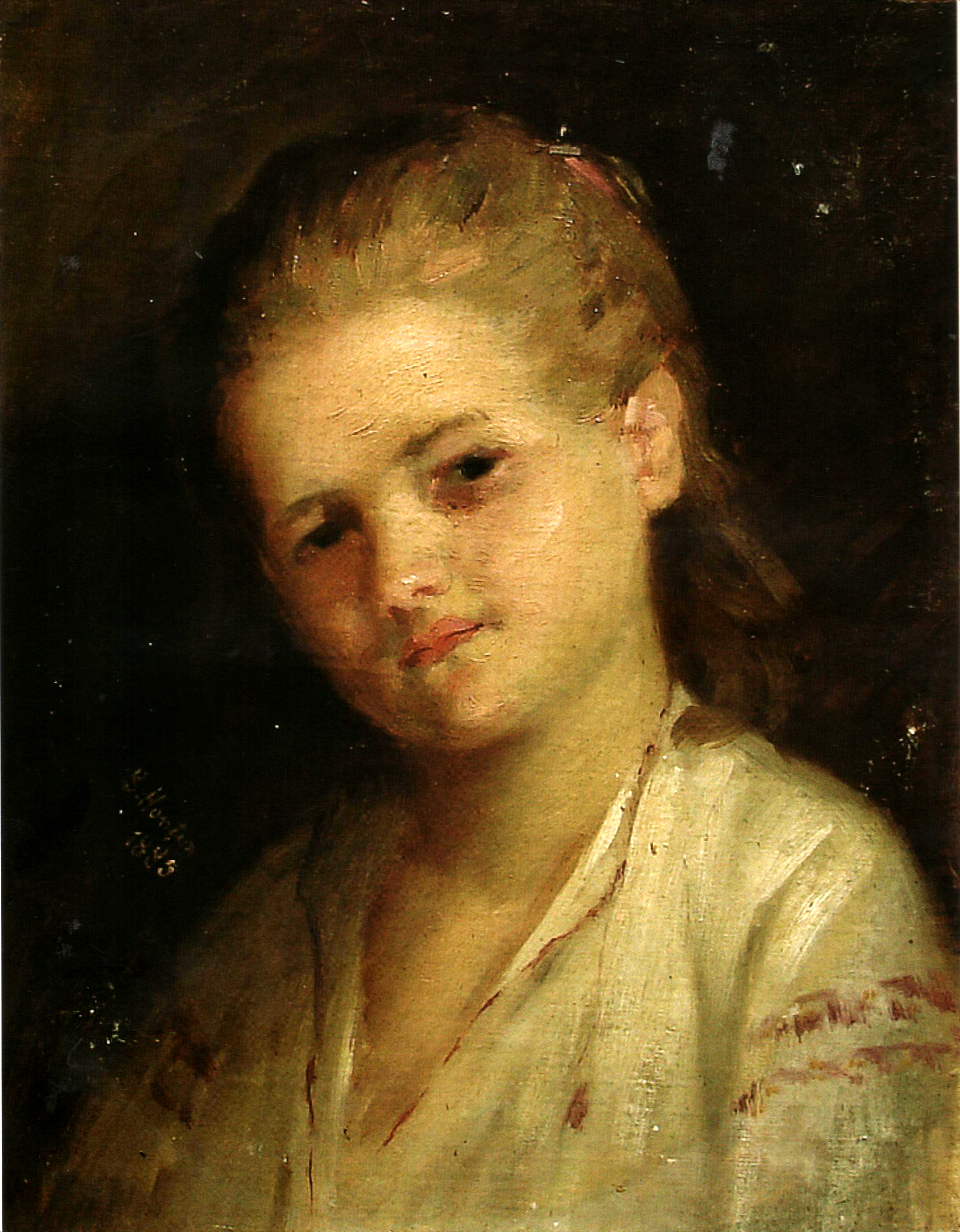
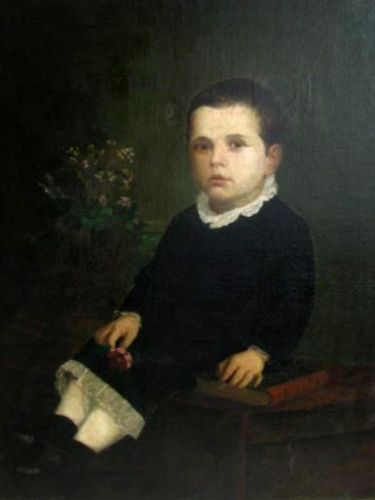
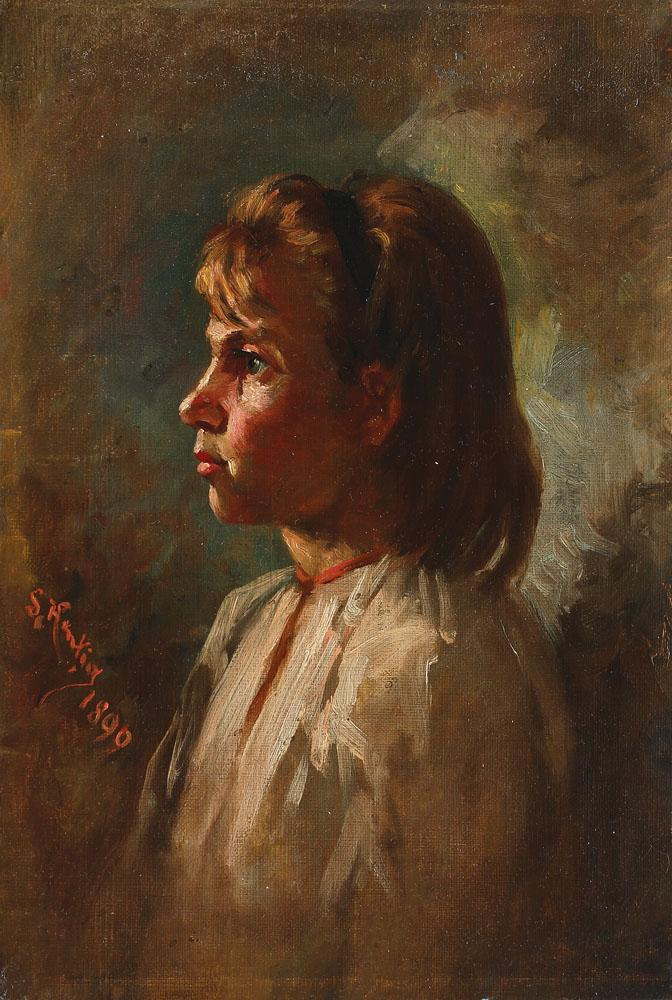

Portretul intitulat Cap de copil, din aceeași perioadă, a fost realizat într-o cromatică luminoasă și delicată, plină de gingășie și prospețime. În tablourile cu copii, Henția își exprimă o latură lirică și sensibilă, modelele fiind luate din realitatea imediată, de obicei fiind cea reprezentată de propriii copii. În ele se vede influența pe care Pierre Prud'hon a avut-o asupra sa în ce privește stilistica de reprezentare a umbrelor catifelate, modul de realizare a compoziției și apetența spre alegoriile mitologice, pe care le-a reluat sporadic după 1880.

Portrete de femei realizate de Sava Henția
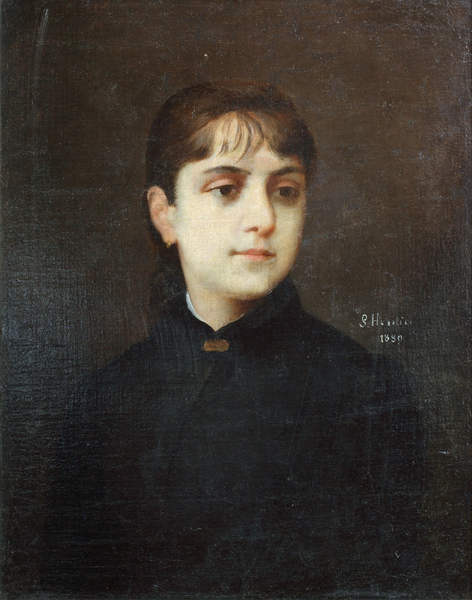
Iulia Hașdeu
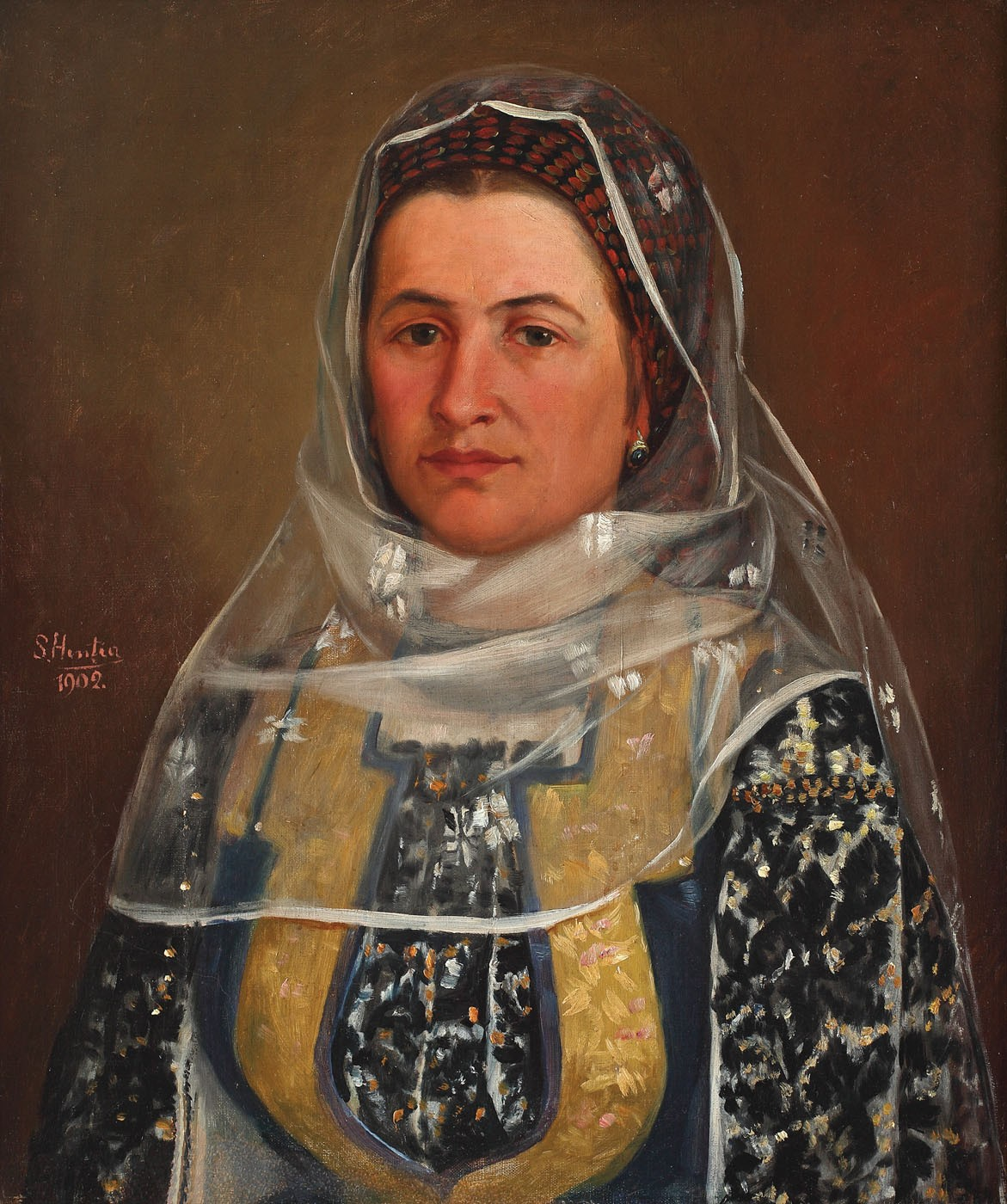
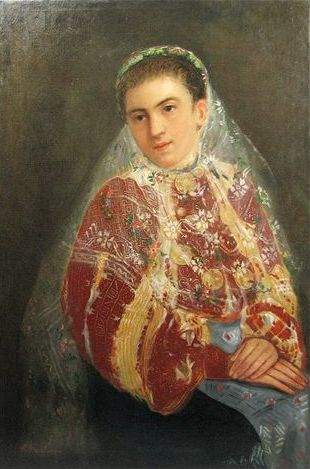
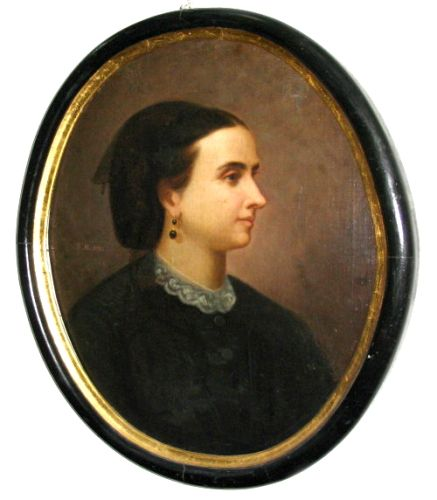
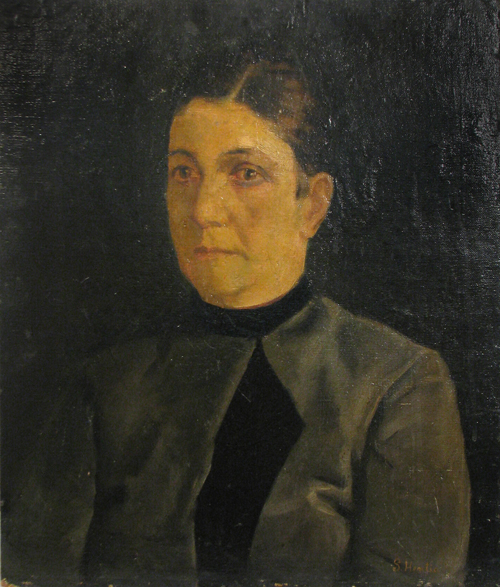
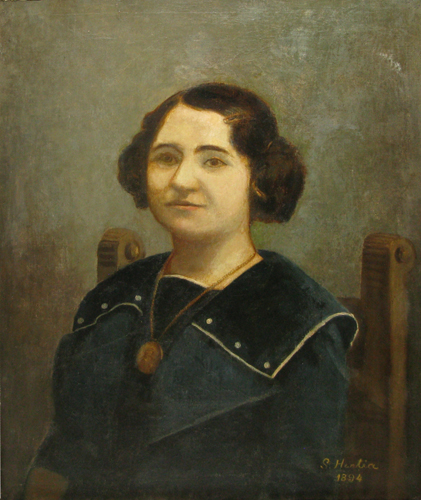
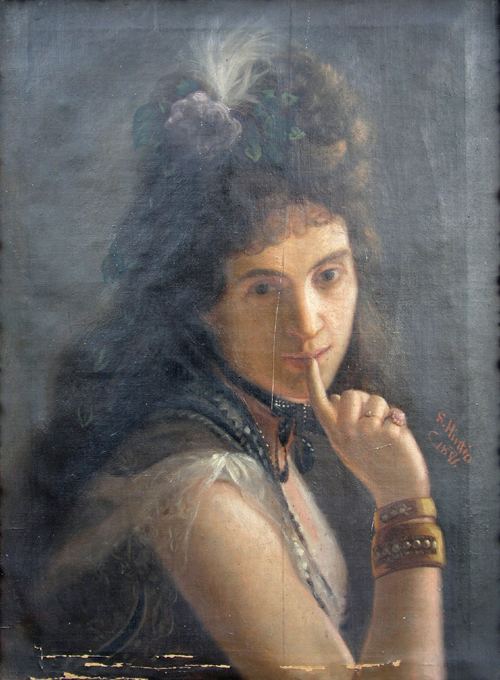

Sava Henția a realizat portrete valoroase, de fiecare dată când a pictat cu dragoste și interes vis-a-vis de modelul înfățișat. Având o familie numeroasă, nevoile financiare erau pe măsură, astfel încât lipsurile l-au împins să accepte să facă numeroase portrete după fotografii, în serie, așa cum nu cu mult înainte au făcut și Constantin Lecca sau Mișu Popp. Spre sfârșitul vieții a primit o mulțime de comenzi din partea oficialităților pentru evenimente festiviste, exemplu fiind cea intitulată Inaugurarea Podului de la Cernavodă. Academia Română i-a comandat o serie de portrete a membrilor ei, care nu mai erau în viață. Astfel, Sava Henția s-a risipit în ultima perioadă a vieții pe tot felul de activități colaterale artei adevărate. Le-a îndeplinit conștiincios, dar fără niciun elan.

Portrete de bărbați realizate de Sava Henția
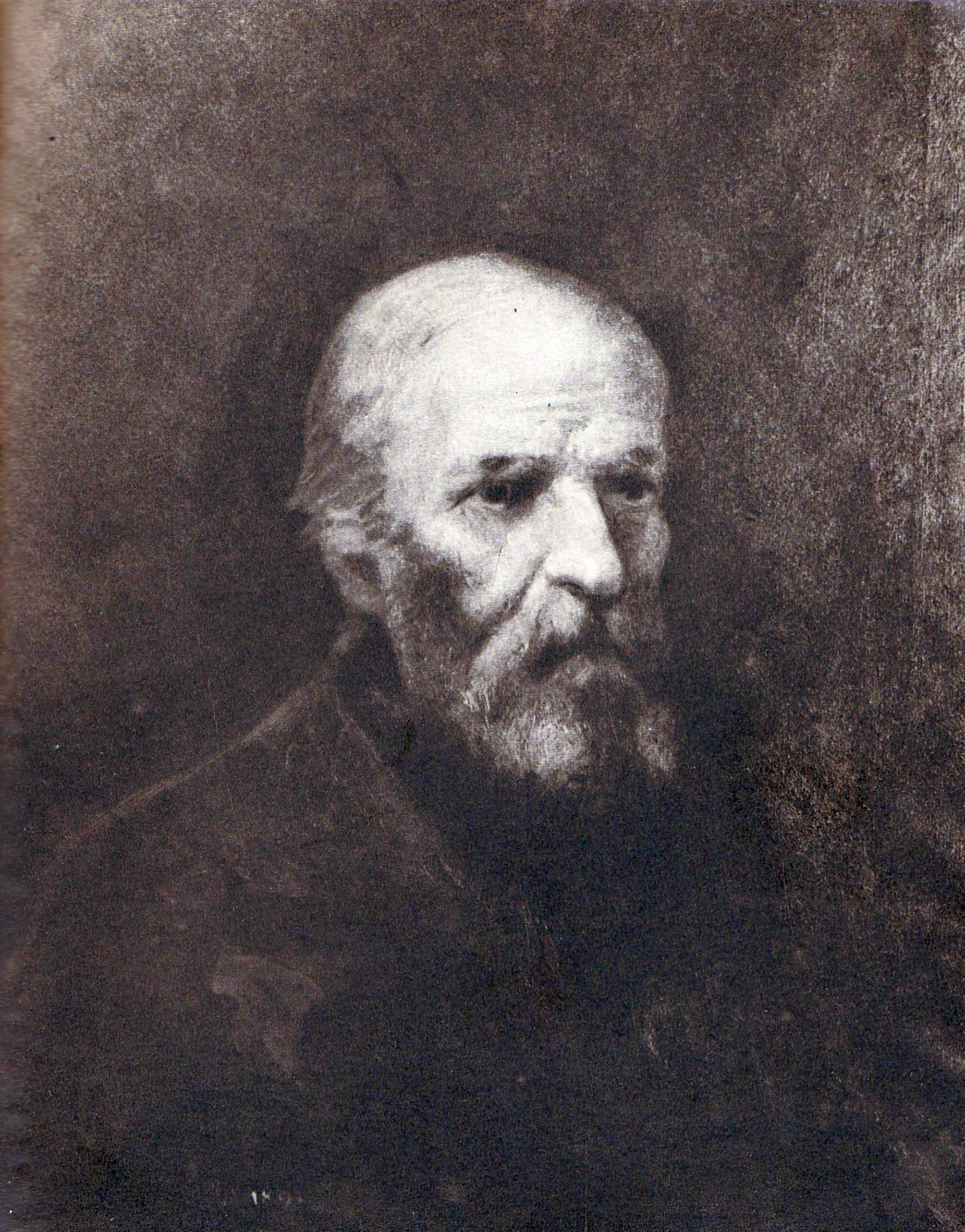
Portret de bărbat (1)
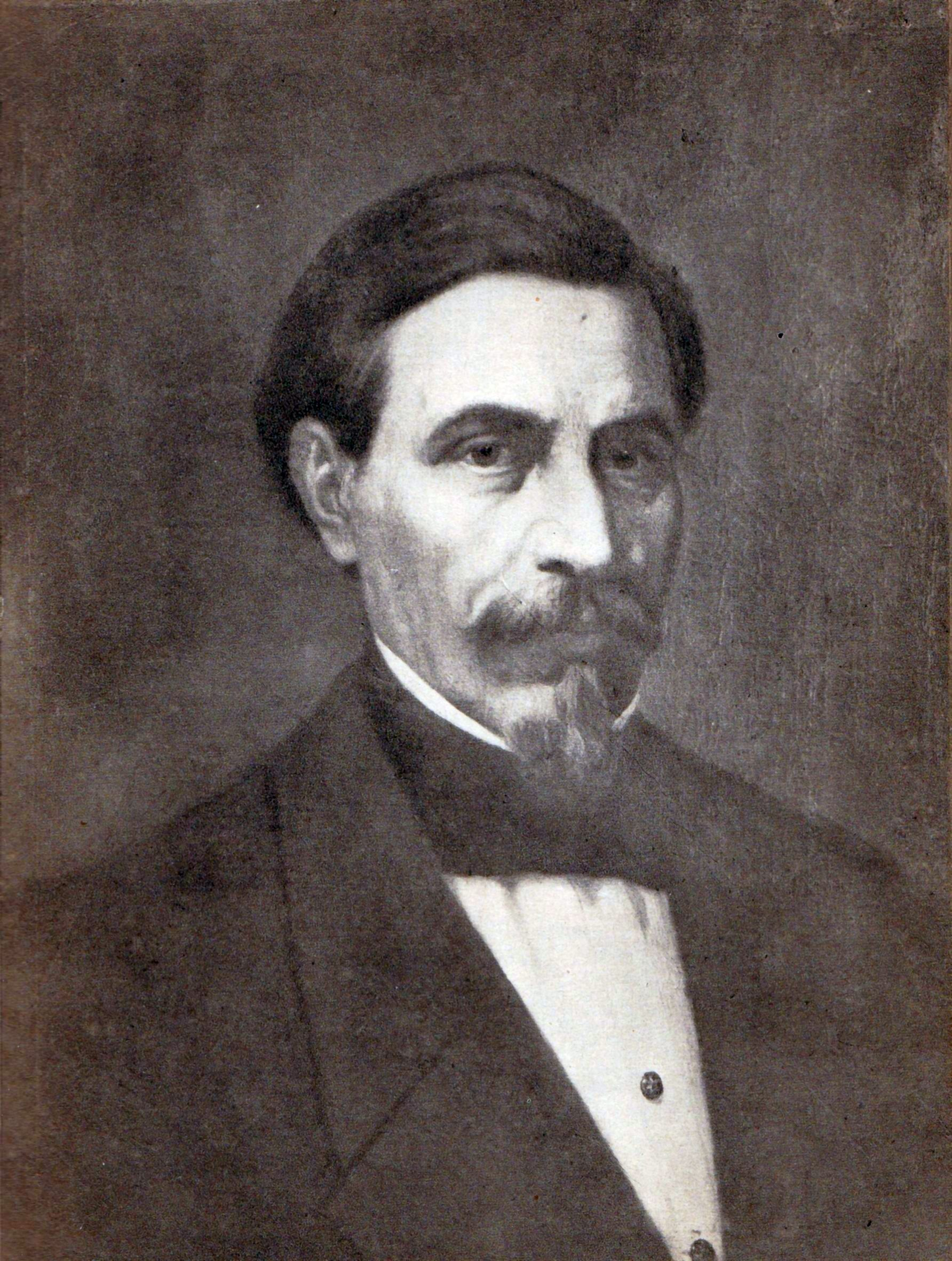
Portret de bărbat (2) [E]
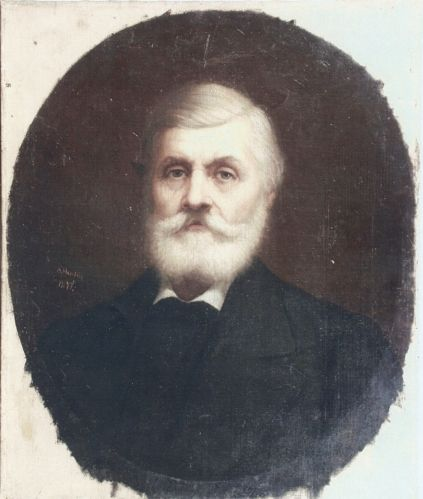
Dr. Marcovici
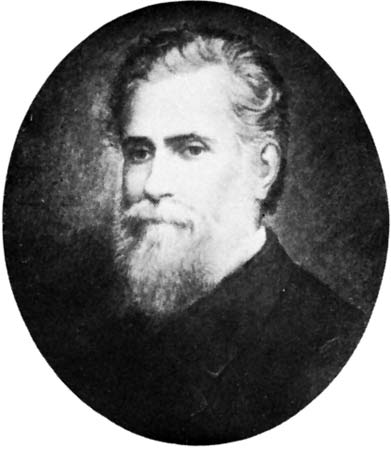
Ionel Brătianu
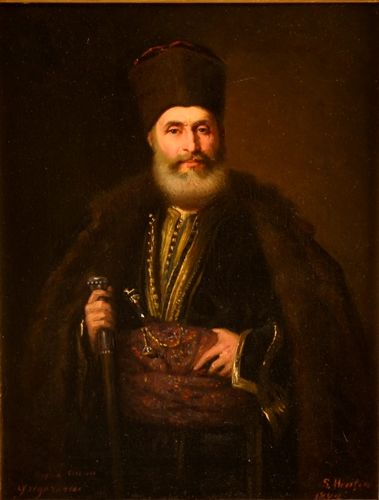
Banul Năsturel Herescu
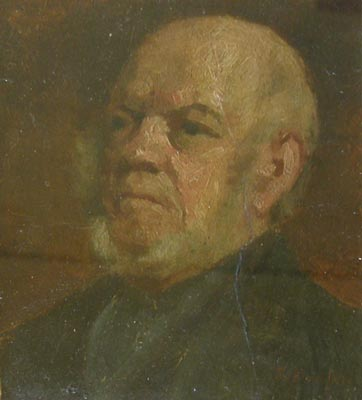
Carol Davila
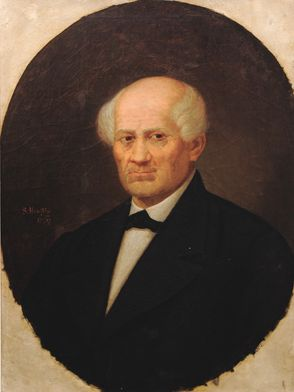
Alexandru Hâjdeu

#### Portret -Femeia cu scrisoarea

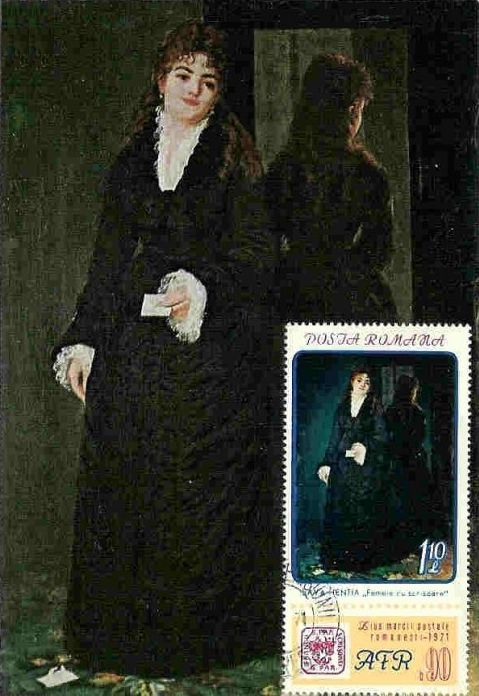
Femeia cu scrisoarea - carte poștală cu timbru

Una din lucrările în care apar cele mai bune însușiri ale pictorului este cea intitulată Femeia cu scrisoarea. Pictura a fost realizată în anul 1874, imediat după întoarcerea sa la București de la studiile pe care le-a făcut la École Nationale Supérieure des Beaux-Arts de la Paris. În opinia biografilor Mircea Popescu și Ion Frunzetti, ea este una dintre cele mai remarcabile picturi de gen din pictura românească. Lucrarea se remarcă prin armonia dintre conținutul de idei și mijloacele de expresie pe care artistul le-a folosit în realizarea lucrării. Nimic nu este inutil și toate accentele de lumină și întuneric au un singur rol, ca prin contrast să definească atmosfera și o anume stare sufletească. Îmbrăcămintea tinerei femei, atitudinea și expresia feței, ca și oricare alt detaliu compozițional prezent în imagine - plicul căzut pe podea, dulapul și oglinda care dau distincție siluetei, descriu un limbaj clar în care elementele compoziționale par să trăiască cu adevărat. Astfel, imaginea este creată să ajute privitorul în înțelegerea fenomenului reprezentat - efemeritatea vieții sentimentale unei tinere burgheze, stilul ei de viață și psihologia clasei din care face parte.
Femeia a fost reprezentată în picioare, din față, îmbrăcată într-o rochie de mătase neagră cu trenă și cu un decolteu înalt, care are o broderie de dantelă albă similară mânecilor. Ea este o blondă în plinătatea tinereții și ține o scrisoare în mâna stângă, plicul scrisorii fiind căzut pe podea. Tânăra are o poziție rezemată de un dulap, din oglinda căruia se desprinde o siluetă feminină plină de eleganță.
Femeia cu scrisoarea este în sine de o concepție neobișnuită și îndrăzneață, pentru vremea în care a fost pictată. Cromatica folosită cu reflexe de mătase sugerează efecte de lumină discrete, care au determinat artistul să nu recurgă la o analiză coloristică, ci numai la o tehnică a degradării tonurilor. Recunoscută de critica de artă ca fiind o capodoperă, lucrarea aparține prin implicațiile de natură ideologică genului picturii sentimentale, tipică clasei burgheze. Acest mod de reprezentare a fost folosit în aceeași perioadă în Moldova, de către pictorul Emanoil Panaiteanu-Bardasare și ea amintește vag de stilul folosit de Carolus-Duran, care era în acel timp un pictor la modă. Lucrarea aparținea, în ultimul deceniu al secolului al XX-lea, Pinacotecii Municipale din București și mai târziu a fost împrumutată Galeriei Muzeului Național de Artă din România.

#### Portret -Ana Davila
- Vezi și Monumentul Anei Davila.

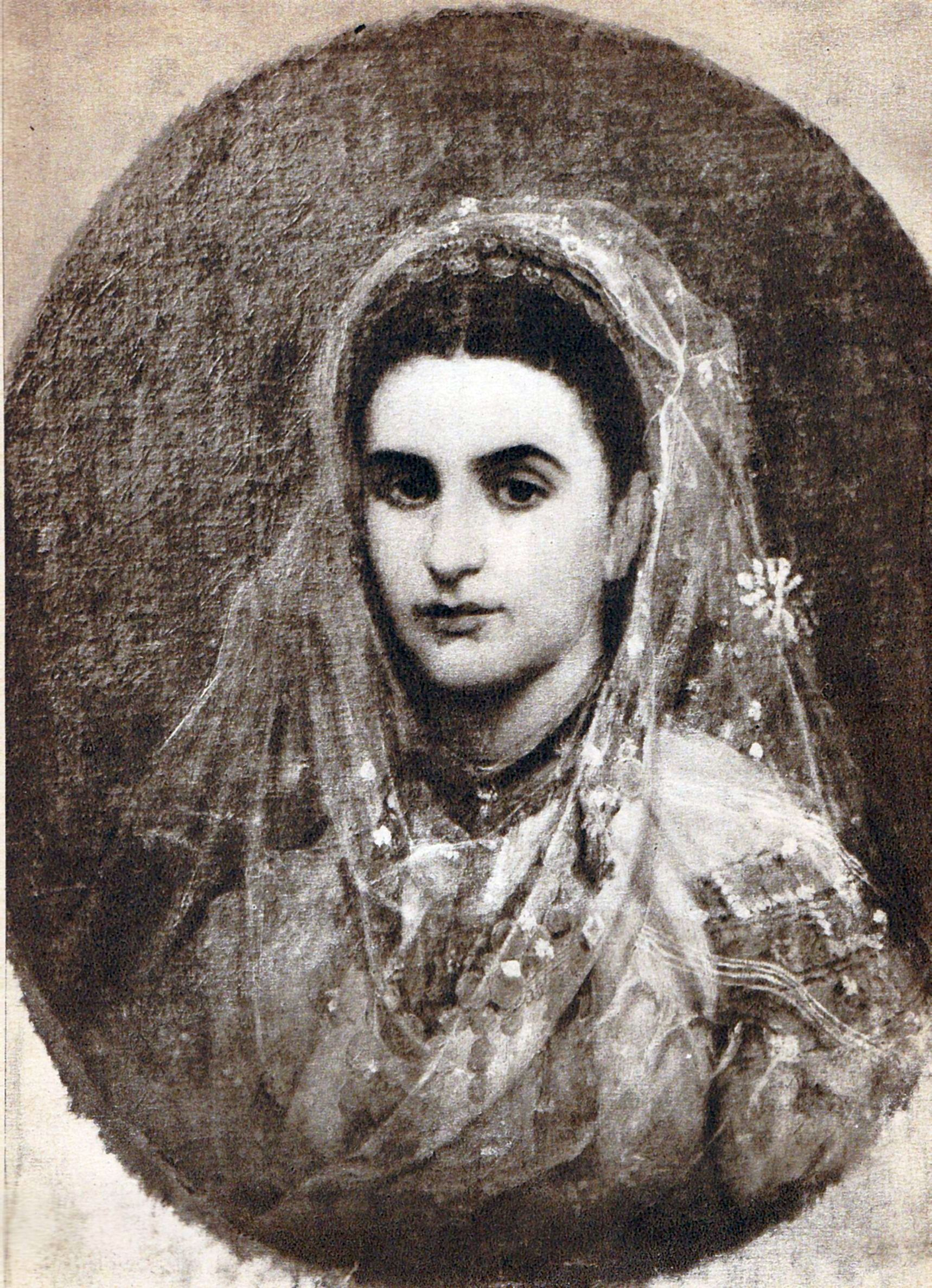
Portretul Anei Davila

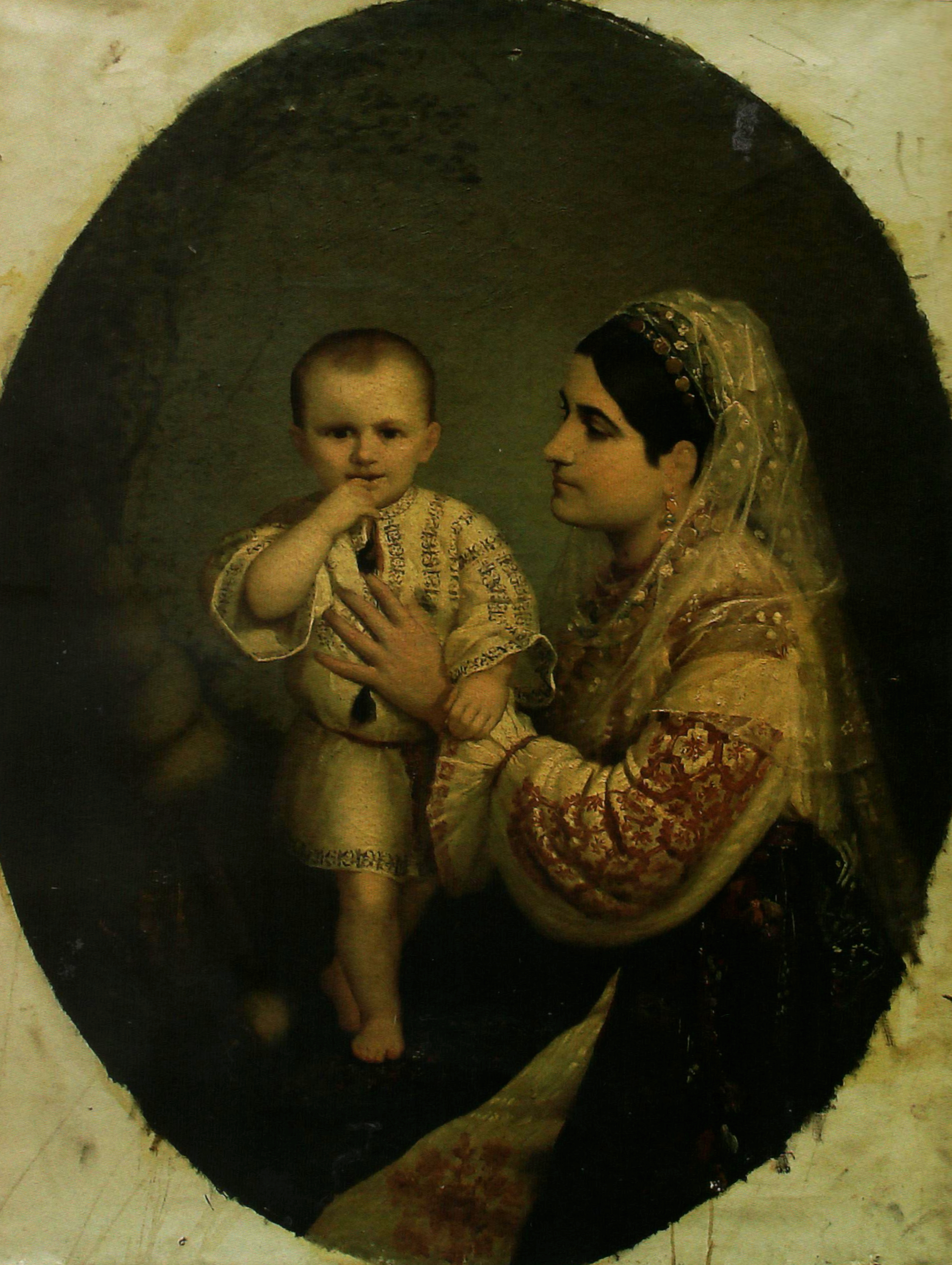
Ana Davila cu copilul

La Muzeul de Artă din Timișoara se află unul dintre cele mai bune portrete pe care Sava Henția le-a realizat în întreaga sa carieră. Lucrarea este nedatată și nesemnată și reprezintă portretul Anei Davila născută Racoviță, care a fost soția generalului Carol Davila. Henția a pictat și portretul lui Carol Davila în anul 1884, astăzi lucrarea aflându-se la Muzeul de Artă din Ploiești.
Pictura înfățișează o femeie brună îmbrăcată în port național românesc, care are o maramă albă de borangic pe cap și poartă la gât o salbă de galbeni. Tabloul a participat la Expoziția Română din Sibiu din anul 1881, unde a obținut ca premiu Diploma de onoare. Critica de artă a considerat lucrarea ca fiind cea mai bună pictură făcută de Sava Henția, datorită atracției pe care pictorul a avut-o față de model, argument care reiese în mod evident din sensibilitatea cu care a fost realizat tabloul.
Chipul tinerei femei a fost tratat cu simpatie caldă și cu înțelegere, fiind studiat în profunzime psihologică, profesionist și fără a fi abordat cu o mare determinare în a crea o asemănare a fizionomiei plastice cu modelul real. Dimpotrivă, boarea lirică specifică lucrărilor lui Pierre-Paul Prud'hon, precum și grația inefabilă învăluie în mod evident atmosfera, plină de o irealitate vaporoasă chipul portretizat. Toate aceste calități stilistice și de compoziție au fost prezente cu siguranță și în Venera, precum și în celelalte pânze pe care Henția le-a expus la Expoziția din Sibiu din anul 1881 și a căror soartă ulterioară nu este cunoscută. Ion Frunzetti a considerat că toate acestea au mers pe linia mitologică a lucrărilor Psyche și Aurora, cele care au făcut epocă, ulterior. Portretul Ana Davila a fost probabil ultimul portret pe care Sava Henția l-a realizat fără a fi constrâns, de banalitatea comenzilor de portrete pe care le-a făcut ulterior, ca efect al nevoilor financiare presante.

### Pictură murală
În anul 1894, Sava Henția a primit o comandă pentru realizarea de panouri decorative și de pictură murală la Casa Vernescu, de pe strada Sfinții Apostoli nr.2 din București. El a decorat cele două etaje ale holului clădirii care conține scara centrală. A pictat direct pe zid folosind o preparație de mastic și ulei. Picturile sale de aici au fost create nu numai pe perete, ci și pe panouri mari de pânză, aplicate pe zid. Compozițiile amintesc de perioada pariziană, ele fiind de fapt, niște reluări ale temelor mitologice de tipul Psyche-ei sau Aurorei din 1871.
După aproape douăzeci de ani de când picta în stilul lui Pierre-Paul Prud'hon, Henția a revenit la execuția de lucrări pe suprafețe mari. Casa Berceanu, care a fost sediul Institutului de Arhivistică și Muzeografie și care în anii 1990 era sediul Policlinicii de copii nr.2, a fost decorată în întregime cu personaje alegorice, zefiri și amorași și nuduri de femei în prim plan. Picturile murale ale lui Henția au contribuit la sporirea gustului publicului pentru astfel de decorațiuni interioare, gust care a devenit din ce în ce mai frecvent în capitala României.

Picturi murale realizate de Sava Henția la Mănăstirea Cernica
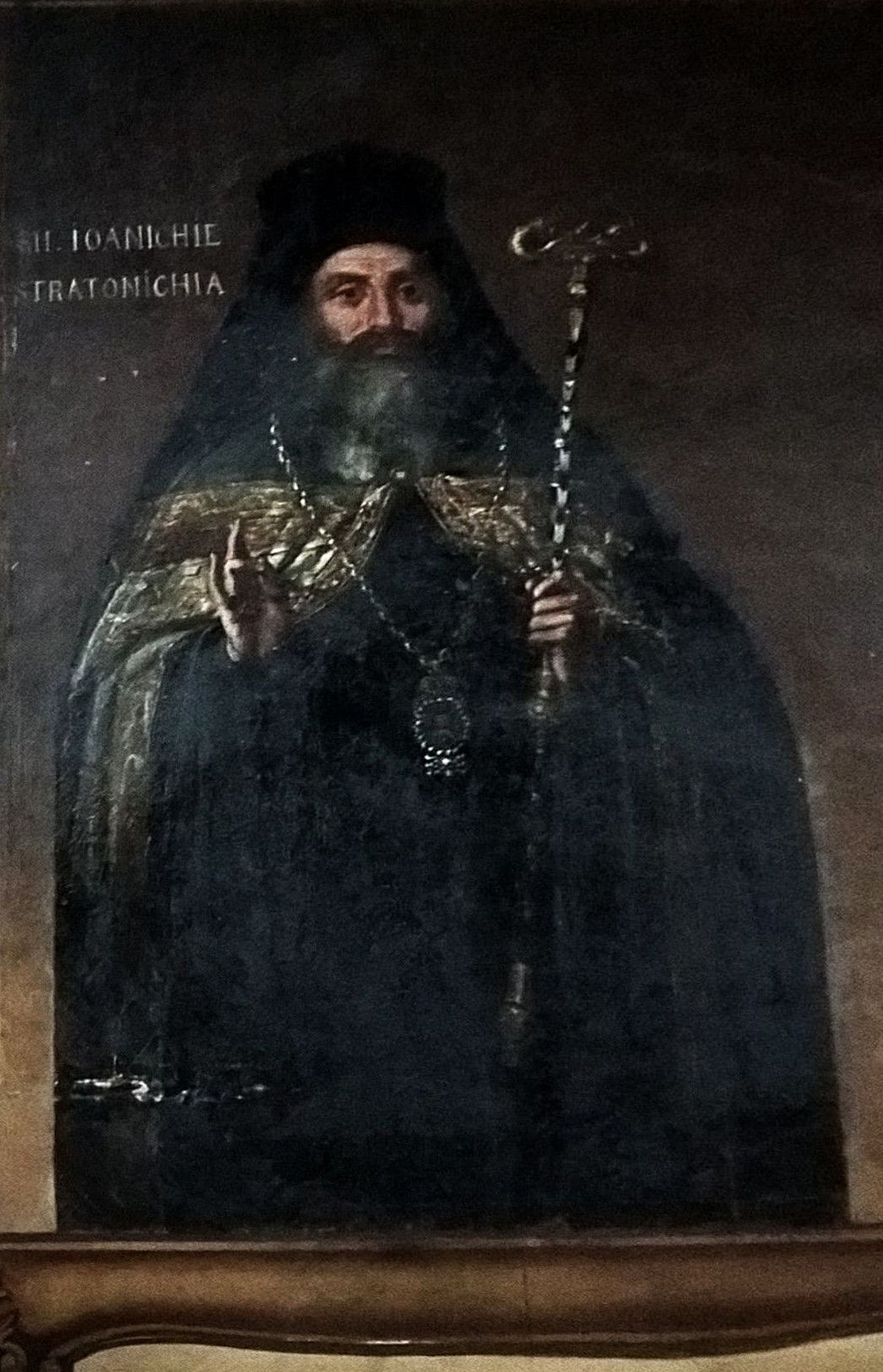
Ioanichie Stratonichios
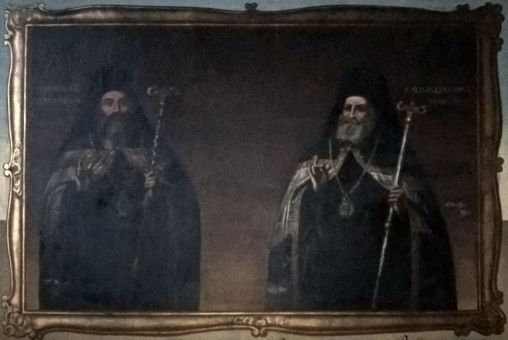
Ctitorii de la Cernica
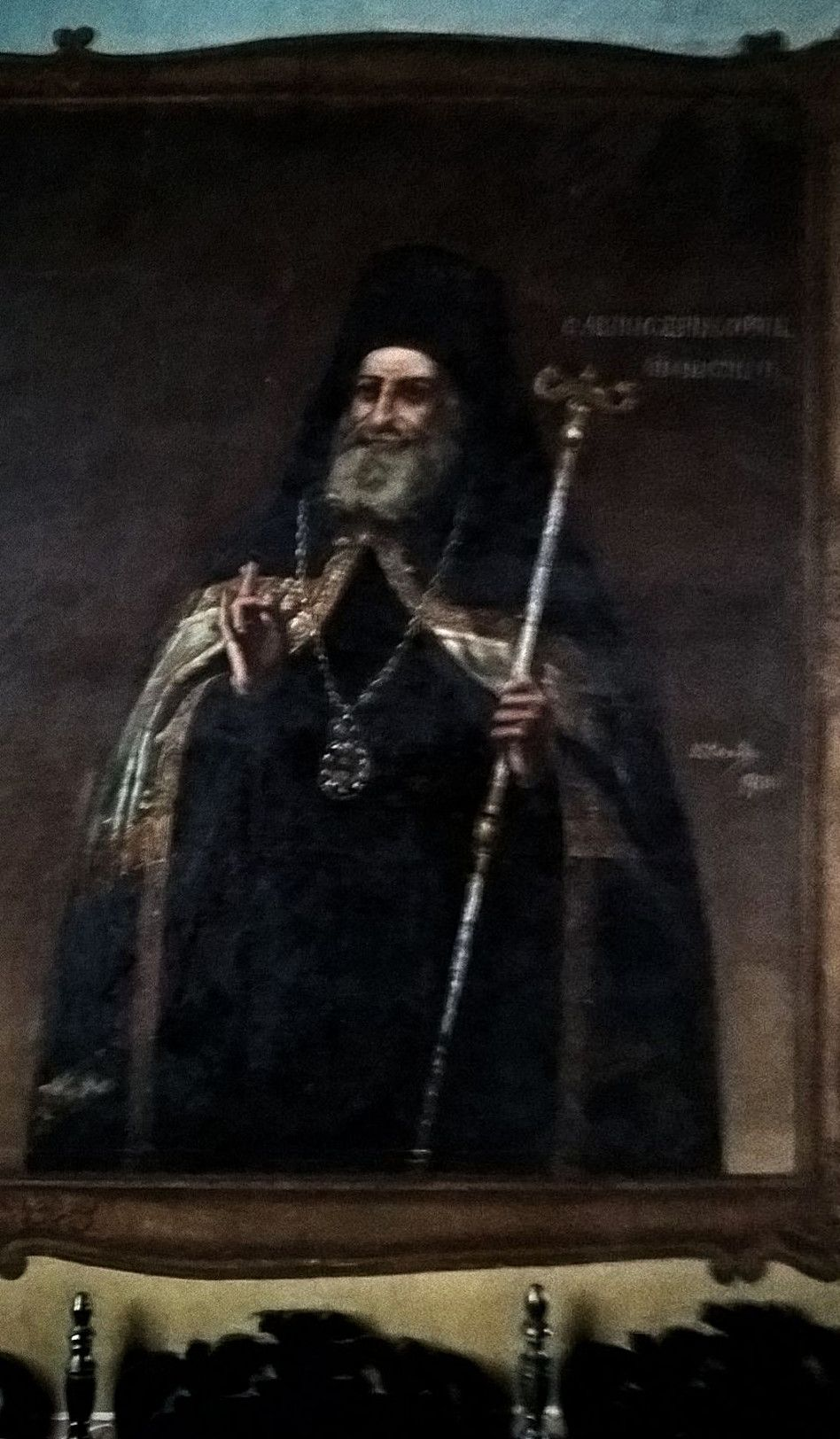
Calinic de la Cernica

În domeniul picturii murale, Sava Henția a mai realizat decorațiuni la platforma Teatrului Național din București, precum și la bisericile din Brebu și Milcov. În ultimii ani de viață a realizat iconostase pentru bisericile din Răhău și Vințu de Jos și a pictat biserica ortodoxă din cimitirul din Sebeș - Alba. A decorat de asemenea peretele de nord al bisericii Sfânta Treime din Săsciori și a donat acestei biserici icoana de hram și un epitaf cu scena Punerea în mormânt. La Mănăstirea Cernica, a realizat mural în pronaosul bisericii portretele ctitorilor: Sfantul Ierarh Calinic și episcopul Ioanichie Stratonichios.  Sava Henția a realizat împreună cu fiul său Alexandru Henția, pictura murală a bisericii din Alexandria.

### Naturi moarte
Ca rezultat al peregrinărilor pictorului în mijlocul naturii, cele mai valoroase reușite au fost naturile moarte, mai mult decât peisajele pe care le-a realizat. Cele mai bune rezultate le-a obținut cu lucrările executate în perioada anilor 1870 - 1900. În ele se poate vedea redarea luminii și diferențele de calitate aproape tactilă ale blănurilor diferitelor specii de vânat, sau al penajului păsărilor pictate.
Capacitatea lui Henția de a descrie în mod plastic materialitatea obiectelor nu numai prin dozarea luminii, ci și prin organizarea compozițiilor, poate fi observată în tabloul cu pești realizat în anul 1876. Această lucrare este una din cele mai bune compoziții, din genul naturilor moarte din pictura românească. Din epoca în care a pictat lucrarea Femeia cu scrisoarea, datează și Natura moartă cu vânat aflat la Galeria Muzeului Național de Artă al României, provenind de la Muzeul Toma Stelian din colecția lui Krikor Zambaccian.

Naturi moarte realizate de Sava Henția
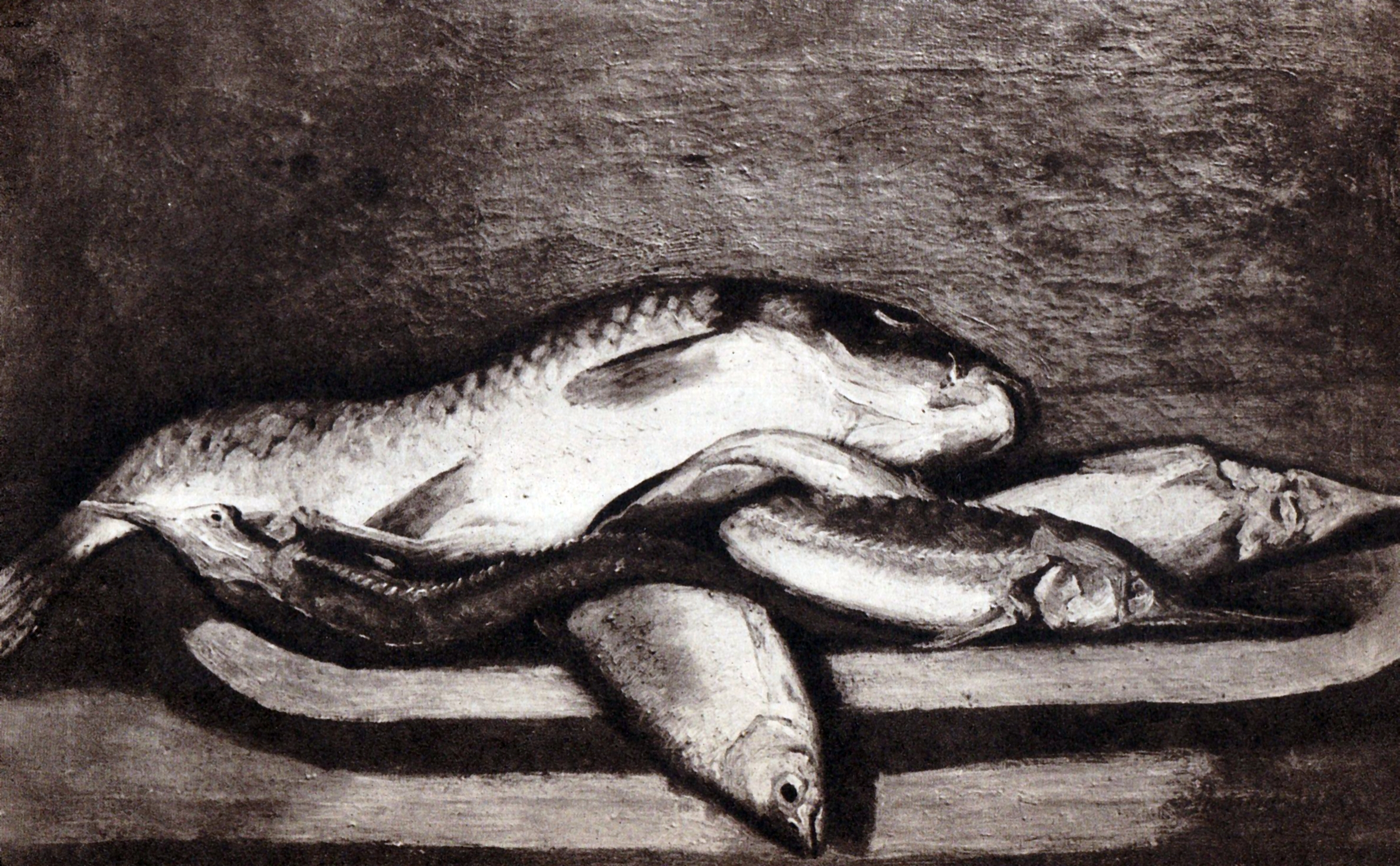
Natură moartă cu pești
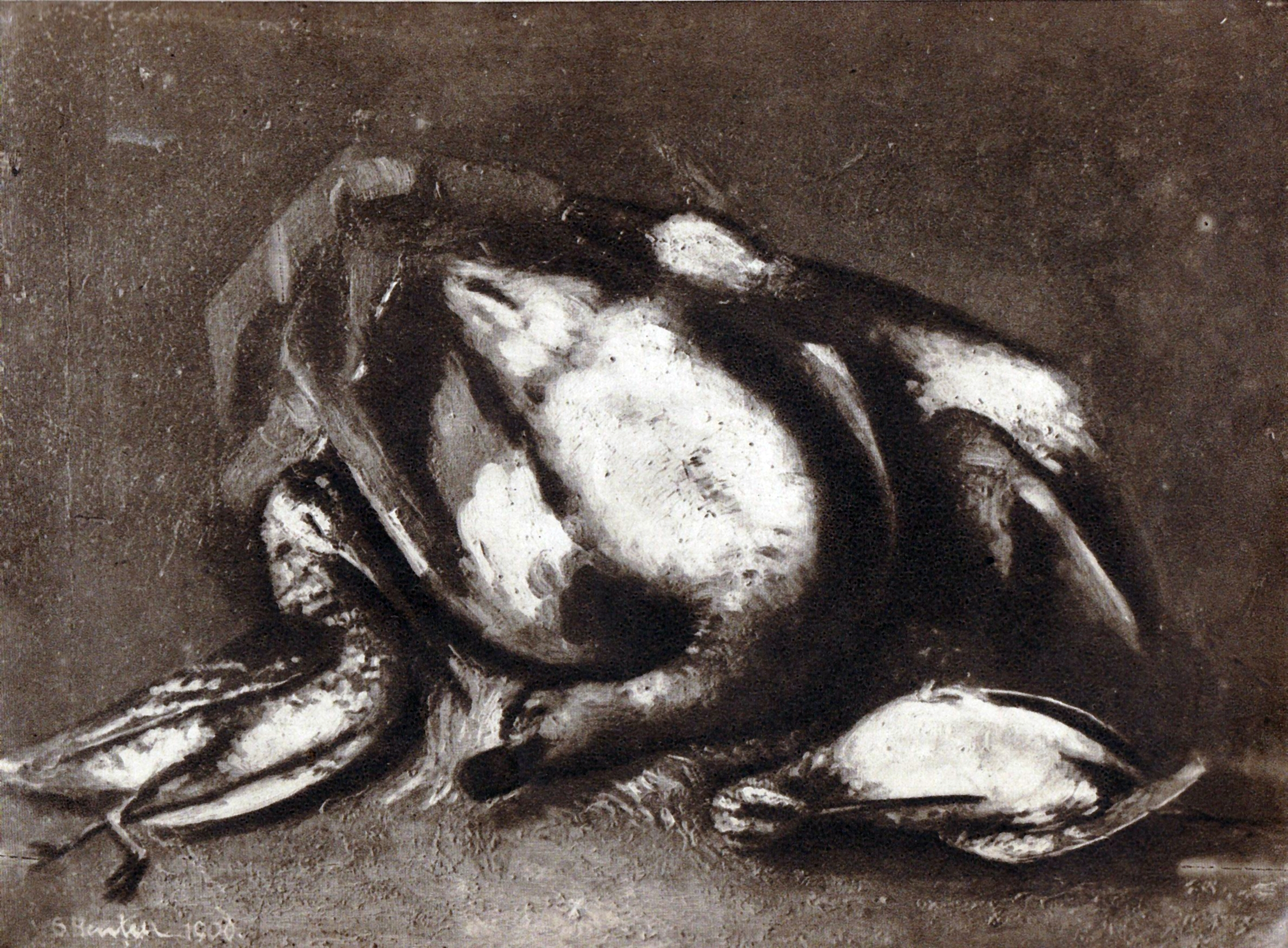
Natură moartă cu vânat
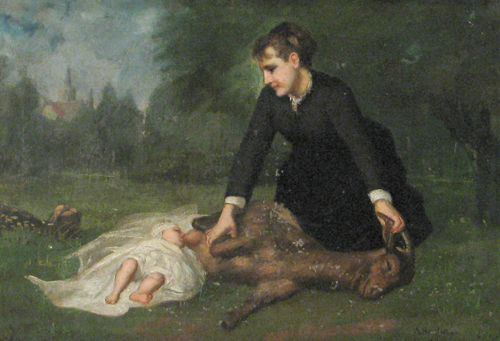
Mama adoptivă
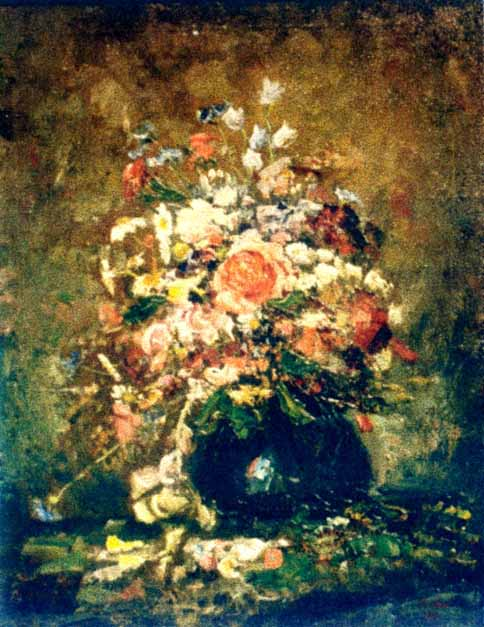
Flori (1)
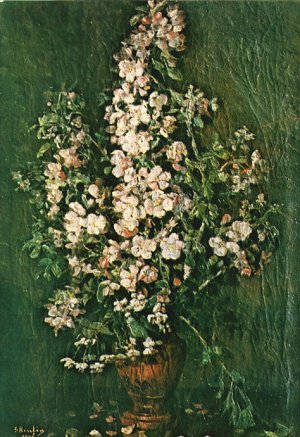
Flori (2)

Prin stilul său realist, Henția a fost pregătit pentru surprinderea realității tactile a lucrurilor și Natura moartă cu pești poate sta cu mare cinste alături de cele mai reușite creații ale lui Ion Andreescu. Genul naturilor moarte a rezultat în mod firesc din pasiunea pe care artistul o avea pentru vânătoare și pescuit, sporturi care-i ofereau cu predilecție astfel de teme.

### Peisagistică
Sava Henția a realizat peisaje dintr-un profund atașament pentru natură și în majoritatea lor, prezența omului se face simțită într-un cadru firesc al vieții lui. Există lucrări în care preocuparea artistului a fost cu predilecție peisagistică, așa cum este cea intitulată Moara, pictată în anul 1881. Cu toate că pictorul a practicat mai ales o pictură de atelier, s-a dovedit în stare să realizeze scene din natură pline de prospețime și în același timp a evocat perspective vaste, ca cea din tabloul Cheile Doftanei.

Peisaje realizate de Sava Henția
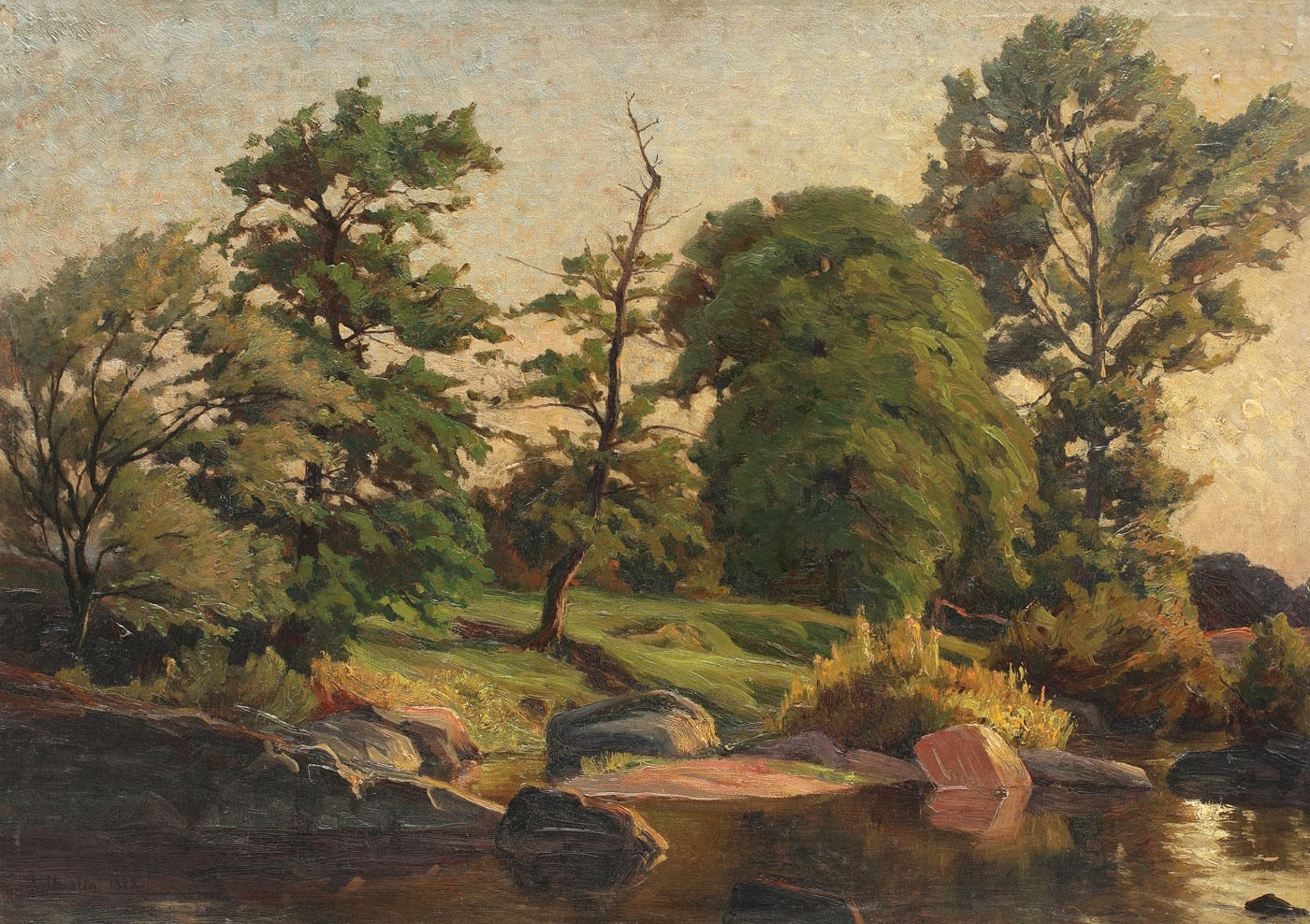
Asfințit pe malul râului
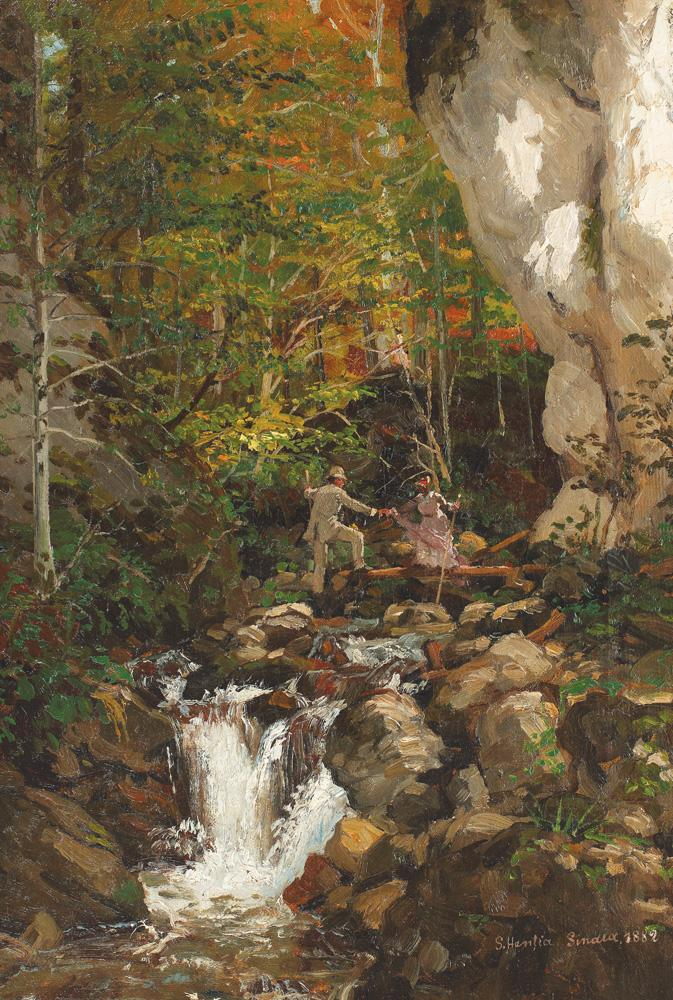
Iszvorul
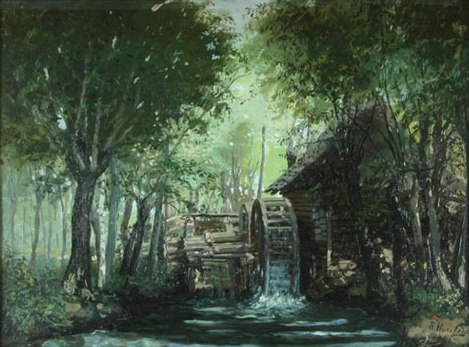
Moara (1881) (1)
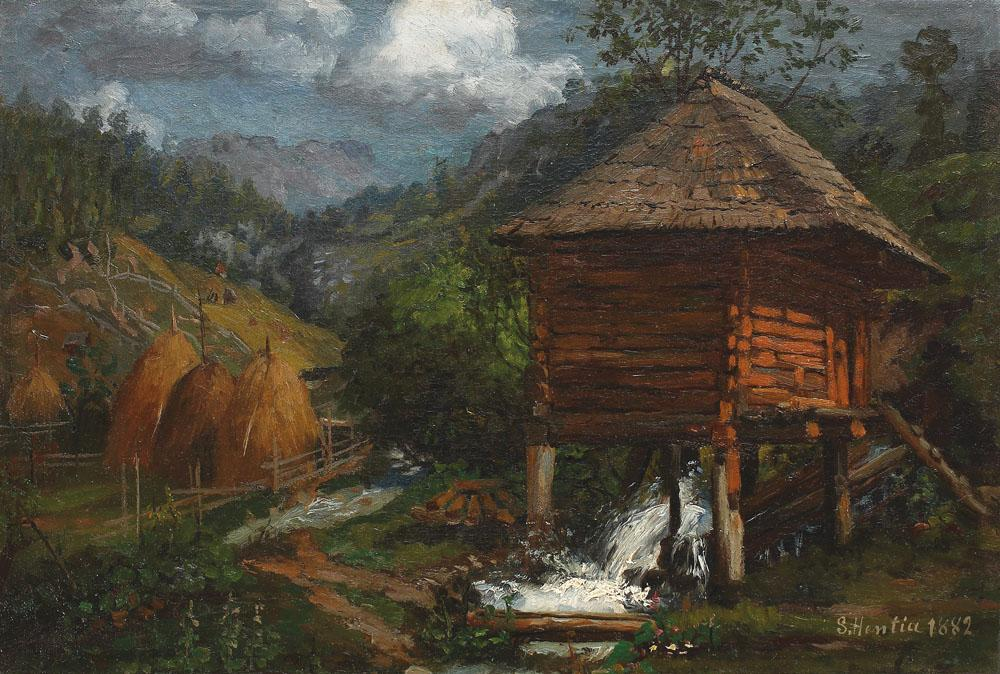
Moara (2)
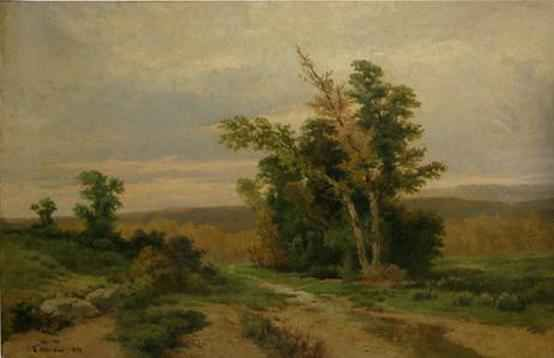
Peisaj
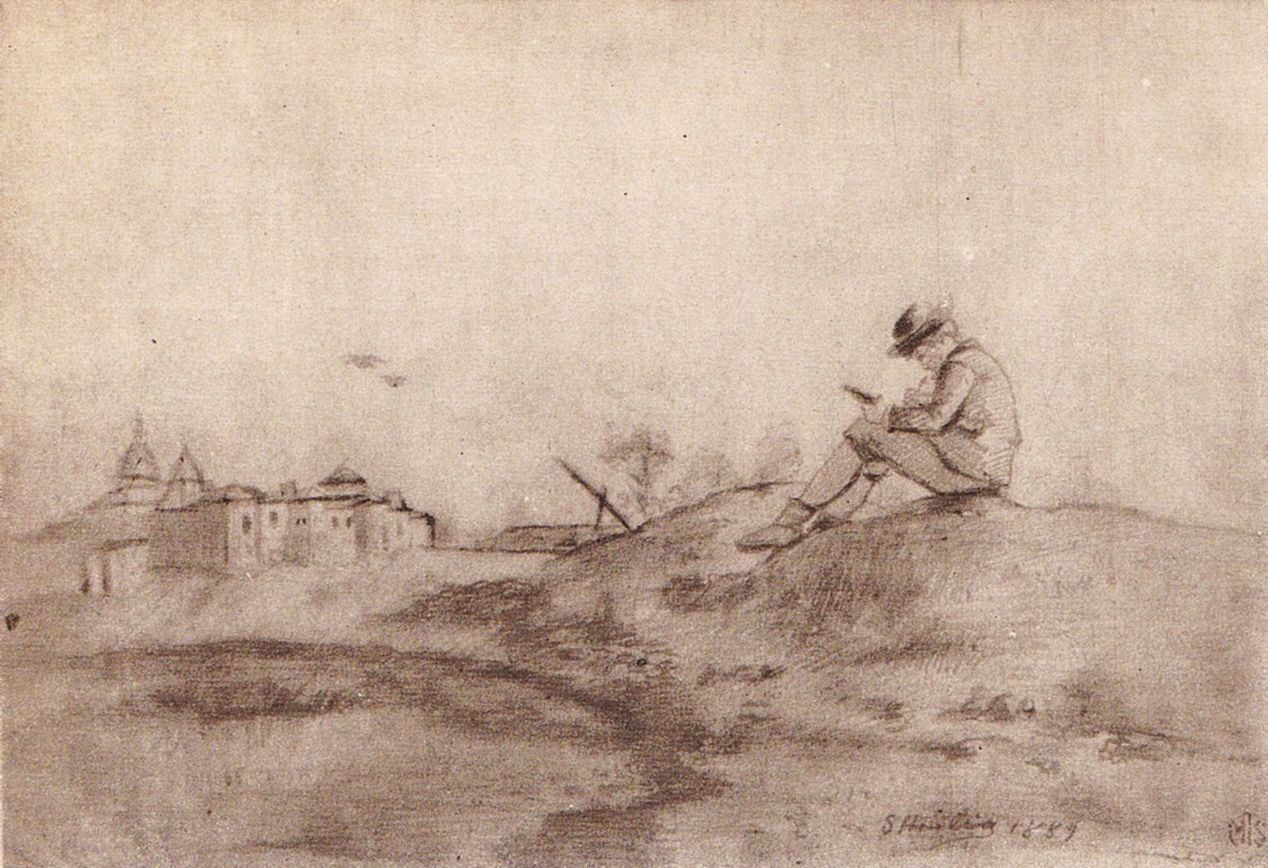
Tânăr desenând
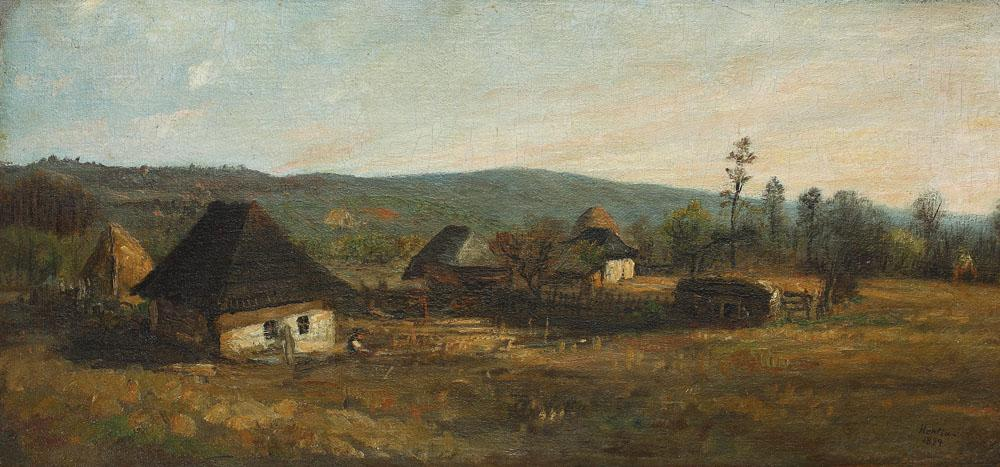
Peisaj de amiază
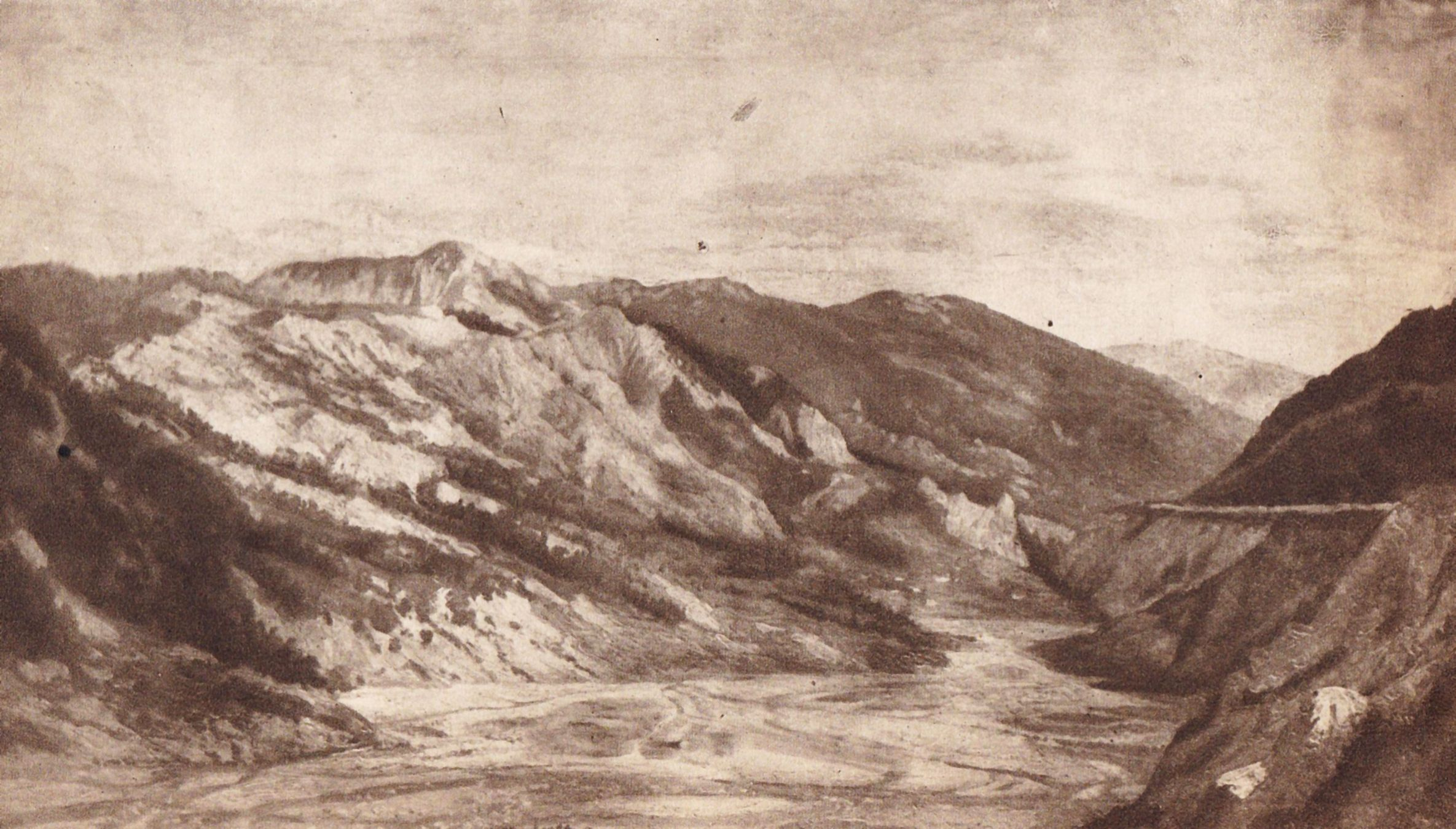
Cheile Doftanei
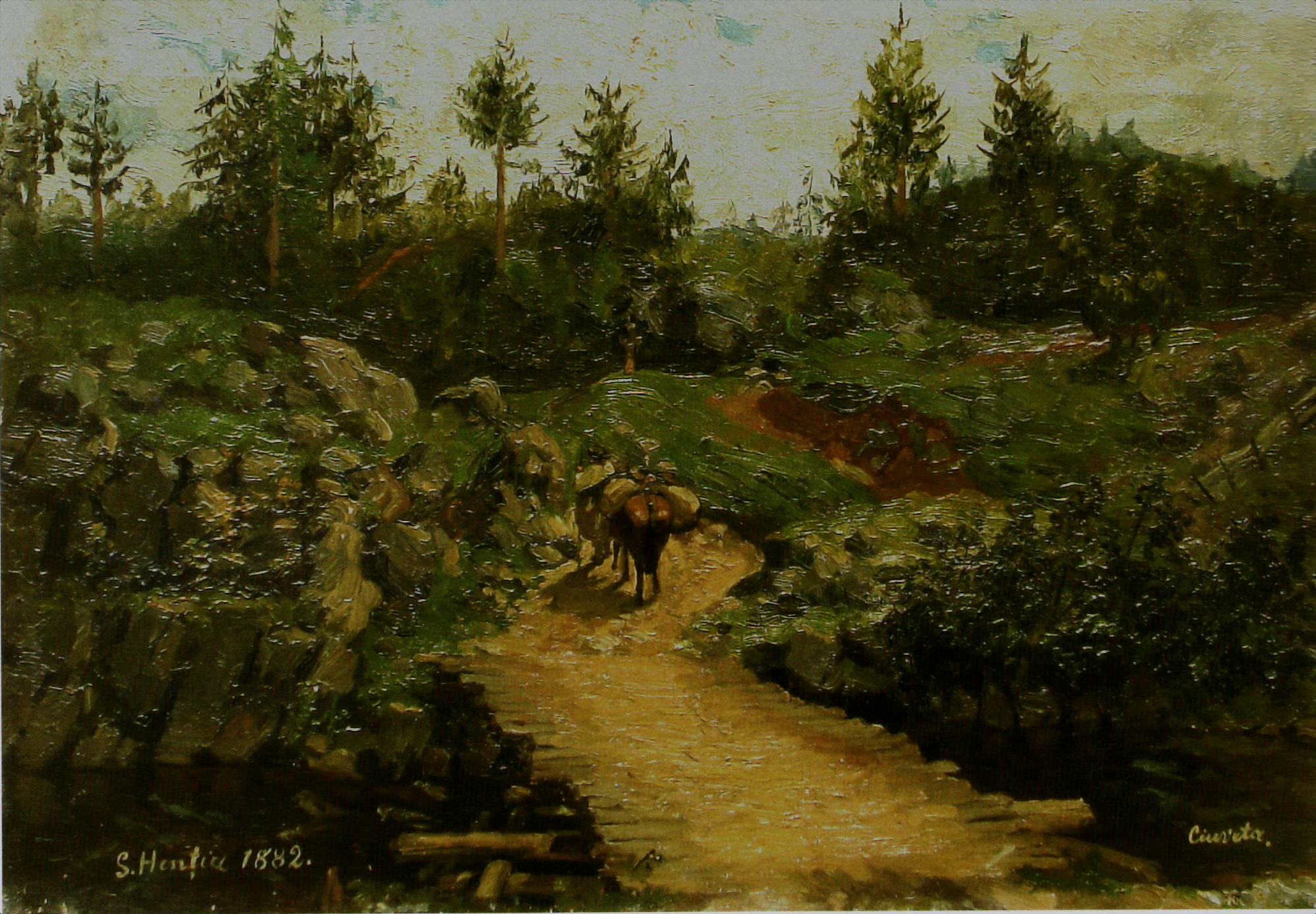
Oltul

Din categoria tablourilor cu peisaje pure fac parte lucrările Asfințit pe malul râului, Iszvorul, Moara, Peisaj și Peisaj în amiază.

## Varia

### Opera în muzeele din România

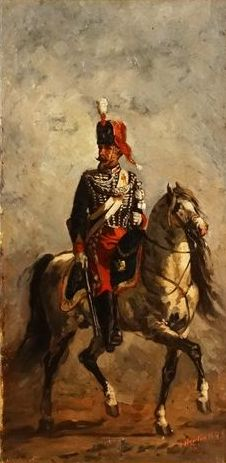
Soldat călare

La sfârșitul războiului din 1877, cea mai mare parte a picturilor realizate în acestă campanie militară au fost achiziționate pentru colecția Domnitorului Carol I și artistului i s-a conferit Medalia Bene Merenti clasa a II-a. În anul 1941, colecția regală a fost trecută la Muzeul Național de Artă al României. 
În România, muzeele care au în colecțiile lor lucrări de Sava Henția sunt:
- Muzeul de Artă din București:[67] Românii sosind pe malul drept al Dunării la Corabia (grafică); Soldații români jucând hora la Corabia (1877); Car cu boi la Turnu-Măgurele; Catâr; Baterie de artilerie la Calafat; Gară de mărfuri; Ruinele de pe malul Dunării; În tabără; Statul Major al Domnitorului; Italianca (1872, lucrat la Paris); Femeia cu scrisoarea; Natură moartă cu vânat; Natură moartă cu pești; Cerșetor (datat 1880); Tânără țărancă torcând; Nud bărbătesc; Moara (datat 1881); Casă la marginea orașului;
- Muzeul Militar din București:[67] Turc cu narghilea (desenat în creion și cretă albă pe hârtie ocră - datat Nicopole, 1877. Desenul a fost în colecția Muzeului Toma Stelian); Telegraf de campanie (datat la Calafat, 1877, desenat cu creion pe hârtie); Românii trecând Dunărea la Corabia (1877, prima trecere); Repaos al ostașilor în lagărul Calafat (1877); Luarea Sarmisegetuzei; Sacrificiul lui Traian la construirea podului de peste Dunăre la Drobeta; Trecerea trupelor române pe podul de peste Dunăre la Corabia (acuarelă);
- Muzeul de Istorie al României:[67] Lângă lagărul de la Calafat; Transportul de provizii de pe front (cunoscut și ca Aprovizionarea dorobanților români în Bulgaria);
- Muzeul de Artă din Iași:[67] Lagărul (Bivuac);
- Muzeul Municipiului București:[67] Lagărul (Bivuac) - versiune; Cai și corturi (ulei/pânză);
- Muzeul Brukenthal din Sibiu:[67] Psyche părăsită de Amor; Din lagărul de la Calafat, un grajd de cai;
- Colecția de artă plastică a Muzeului Municipal „Ion Raica” din Sebeș:[67] Turc fumând narghilea (lucrare în ulei);
- Muzeul de Artă din Brăila[67] (devenit Secția de Artă a Muzeului Brăilei)[68] Cai la conovăț; Herghelie (datat Poiana 1877);
- Muzeul de Artă din Ploiești:[67] Peisaj cu ruine din Plevna; Cortul părinților țărani vizitându-și copii; Țăranca, portret de tânără femeie în costum popular; Legenda meșterului Manole; Portretul lui Carol Davila; Bâlciu la Brebu;
- Muzeul de Artă din Timișoara:[67] Portretul Anei Davila;
- Muzeul Hasdeu din Câmpina: Portretul Iuliei Hasdeu, Iulia Hasdeu pe catafalc;
- Muzeul de Artă „Casa Simian” din Râmnicu Vâlcea, Muzeul de Artă din Constanța, Muzeul „Teohari Antonescu” din Giurgiu, Muzeul de Artă din Brașov.

### Opera versus piața de artă
Majoritatea lucrărilor realizate de Sava Henția se regăsesc în muzeele din România. Sporadic, unii colecționari pun spre vânzare la casele de licitații de artă portrete și peisaje cu semnătura acestuia. Exemple sunt Fata cu desăgi (2012), Intimitate, Asfințit peste malul râului, Iszvorul, dar și altele. Au existat și suspiciuni de comercializare pe internet a unor lucrări ale artistului falsificate, așa cum a fost cazul mediatizat al procurorului Emilian Eva, de la Parchetul de pe lângă Tribunalul București, în anul 2015.

### Controverse, incertitudini

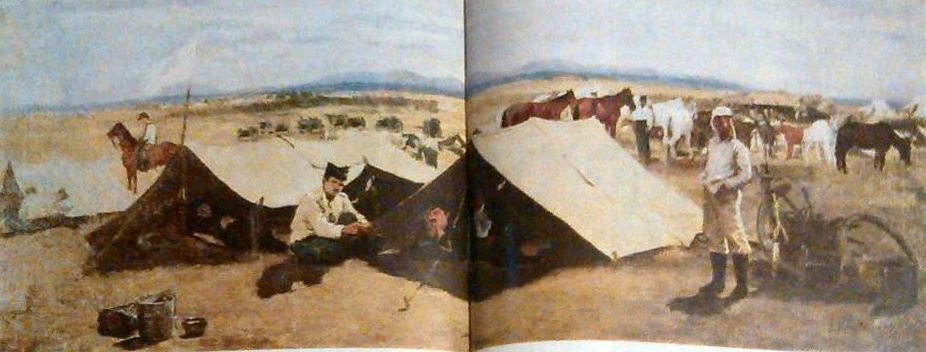
Bivuac - versiune la Muzeul Municipiului București

- Numele de Henția cu care este cunoscut artistul pare după anumiți autori care au analizat viața pictorului, că nu a fost cel autentic. În timp ce Iuliu Roșca, Mircea Popescu, Ion Frunzetti și Iulia Ramona Dan au folosit ca nume al tatălui pe cel de Ilie Henția (vezi bibliografia), Ioana Raica a precizat că acesta nu se numea Henția ci  Hintza.[29] Ea presupune că numele de Hintza al tatălui său ar fi o metamorfoză a numelui de Henția într-un nume german de Hentz, pe care Sava l-ar fi folosit pentru a putea intra la gimnaziul săsesc pe care l-a urmat în copilărie.[29] În plus, ea a amintit că ceilalți frați ai săi au urmat cariera preoțească.[29] O altă formă a numelui a reieșit dintr-o emisiune televizată care a apărut la NeptunTV în anul 2015, al cărei subiect a fost opera lui Sava Henția. În aceasta a fost precizat că numele pictorului era Hinza. Informația apare consemnată și în site-ul online a localității Sebeș la pagina personalităților locale, unde se specifică și faptul că Sava Henția era cel de al cincilea copil al lui Ilie Hinza.[14]
- Referitor la datele biografice din tinerețea artistului, ca de altfel și la cele personale din întreaga sa viața, informațiile menționate în principalele biografii scrise în secolul al XX-lea sunt lacunare (principalii biografii care s-au ocupat de studierea operei lui Sava Henția au fost Mircea Popescu, Ion Frunzetti și Livia Drăgoi). Deocamdată nu se cunoaște mai nimic despre copilăria sa, de ce se numea mama sa Dăncilă și de ce s-a căsătorit în 1896 cu Ilie Henția, câți copii a avut Sava Henția, unde a murit pictorul, unde a fost înmormântat, etc. În principal studiile s-au rezumat la studierea operei sale, însă nu au reușit să acopere întreag moștenire artistică pe care pictorul a lăsat-o posterității. Cel mai mult a fost analizată perioada în care a creat, ca urmare a participării sale la Războiul de Independență al României, precum și principalele portrete pe care le-a făcut.[64]

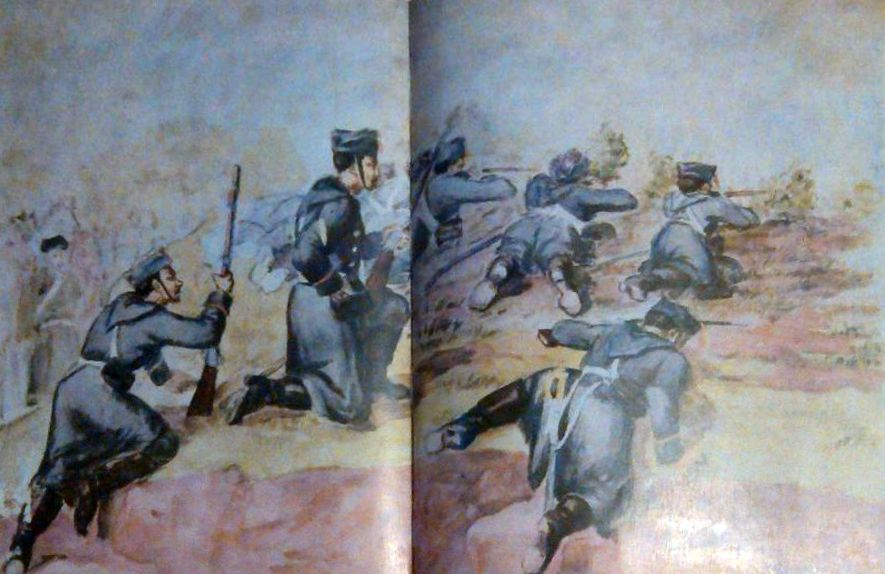
Scenă de luptă

- Referitor la localitatea unde a decedat artistul, s-a perpetuat de-a lungul timpului o incertitudine care a rămas nerezolvată până în anul 2014. Astfel, atât necrologul apărut cu ocazia decesului său din 1904,[71] cât și biografii pictorului Iuliu Roșca, Mircea Popescu sau Ion Frunzetti nu au precizat nimic în acest sens (vezi biografiile de la Bibliografie) și nici Ioana Raica în articolul comemorativ din 2014 nu a făcut vreo mențiune.[29]
- Într-un articol din anul 2016, Ioana Raica a menționat totuși că artistul ar fi avut 6 copii, aceștia fiind însă rezultatul căsătoriei lui Henția cu fiica – numită Irma, a unui membru al familiei Potoscky, în anul 1873.[29]
- Din cauză că unele lucrări realizate de Sava Henția nu au fost semnate și datate de către acesta, Muzeul Brukenthal din Sibiu a făcut cercetări în vederea atribuirii portretului protopopului profesor Ioan Hannia, primul director al Institutului seminarial pedagogic-teologic „Andreian” din Sibiu. Ioan Ovidiu Abrudan și muzeul din Sibiu au confruntat imaginea pictată cu portretele fotografice ale lui Hannia care se găseau pe tablourile vechi cu absolvenții institutului. Una din fotografii se pare că l-a inspirat pe Henția în executarea portretului. Acest portret al lui Ioan Hannia se găsește la Facultatea de Teologie din Sibiu.[29]
- Conform lui Cristian Ioan Popa (2018) de la Universitatea „1 Decembrie 1918” din Alba Iulia, Intrarea triumfală a lui Traian în Sarmizegetusa ar fi fost realizată în cel puțin două versiuni, prima fiind din anul 1870. Acesta menționează astfel o pânză pictată cu același subiect, de dimensiuni mai mari, anume 5 x 4 m. Despre ea a informat revistă Familia în 1882, care a scris că pictorul a scos tabloul la loterie.[54]
- Conform unei surse online de tip blog, tabloul rămas din 1881 al lui Sava Henția intitulat Intrarea triumfală a lui Traian în Sarmisegetuza ar fi stat o lungă perioadă de timp la Mănăstirea Căldărușani, până ar fi fost fotografiat cu ocazia publicării unui articol într-o revistă din colecția Magazin Istoric din anul 1969.[72] În articolul din Magazin Istoric ar fi fost consemnate următoarele:

„Este o piesă rară, la care ținem foarte mult. A trecut prin multe… P-aici a fost cutremur… Cutremurul cel mare din ’40 l-a năruit, împreună cu un perete pe care era fixat, și atunci s-a prăpădit rău de tot. Dar noi l-am scos de sub dărîmături și a rămas…” Și rănile sunt multe… Pânza, sfâșiată pe alocuri, vopseaua scorojită, cârpăcelile primitive dau tabloului o înfățișare dezolantă.
Este vorba, citind inscripția pe care tabloul o poartă în dreapta, jos, de o pânză cu subiect istoric a lui Sava Henția. Tabloul poartă data 1880; a fost executat deci la numai doi ani după războiul pentru cucerirea independenței de stat, la care autorul participase, împreună cu Grigorescu, ca pictor de campanie, dar tema sa este dintr-o epocă mult anterioară, oglindind un moment important legat de nașterea poporului nostru.
Multă vreme, tabloul “Intrarea triumfală a lui Traian în Sarmizegetusa” a fost socotit pierdut. Așa era menționat chiar în lucrările de specialitate consacrate lui Sava Henția. În ultimii ani, s-a constatat însă că tabloul nu dispăruse, ci exista la Căldărușani. Nu este cazul aici să facem o discuție amplă privind calitățile artistice ale acestei lucrări. Este o problemă a specialiștilor în istoria artei românești. Faptul însă că o asemenea lucrare, purtând semnătura unui mare artist, se află într-o stare jalnică, ne-a îndemnat să așternem aceste rânduri, fiind convinși că cei în drept vor interveni. Și acest lucru e foarte necesar, căci pictura românească cu subiect istoric nu este atît de bogată încât să fie îngăduită risipa.”—Revista Magazin Istoric publicată în anul 1969
După cum se vede în imagine, pânza prezintă deteriorări importante, fiind ruptă pe alocuri. Din comentariile aferente articolului, care par credibile prin conținutul lor, se pare că pe lângă multe obiecte de cult religios care sunt expuse la Pinacoteca mănăstirii în cadrul Colecției de obiecte bisericești de la Căldărușani în trei săli de expoziție, lucrarea lui Henția, care face obiectul discuției de față, s-ar afla pe lângă alte lucrări semnate de Sava Henția, Gheorghe Tattarescu, Evghenie Lazăr, Nicolae Grigorescu și mulți alții.
Toate obiectele de artă din Pinacotecă au fost adunate și donate mănăstirii de către fostul mitropolit Primat al României Ghenadie Petrescu. Pinacoteca cuprinde 25 de portrete de ierarhi și călugări care au viețuit în mănăstire: starețul Gheorghe, urmașii Dositei, Dorotei, Meletie, Efimie, mitropolitul Grigore Dascălul. Portretul fostului mitropolit Ghenadie Petrescu, realizat de Sava Henția, are dimensiuni de 60 x 75 cm și datează din 1894. Același autor semnează Iisus grădinar, lucrare cu dimensiuni de 2,50 x 1,50 m și Intrarea triumfală a lui Traian în Sarmizegetuza, una din cele mai mari pânze expuse în muzeu, având dimensiuni de 3,80 x 2,80 metri (cu o suprafață de aproape 11 m2). Gheorghe Tattarescu este prezent cu multe pânze cu teme religioase, între care se evidențiază Răstignirea lui Iisus, cu dimensiuni de 1,50 x 0,95 m.
Într-un interviu, P.S Gherasim, arhiepiscop al Râmnicului, a precizat că pe timpul stăreției sale din anul 1952, a renovat mănăstirea și a organizat un muzeu. A făcut de asemenea demersurile necesare restaurării picturii monumentale a lui Sava Henția. Gherasim a îndeplinit funcția de stareț până în anul 1969 și restaurarea picturii trebuia să se facă după ce el a plecat de la mănăstire.

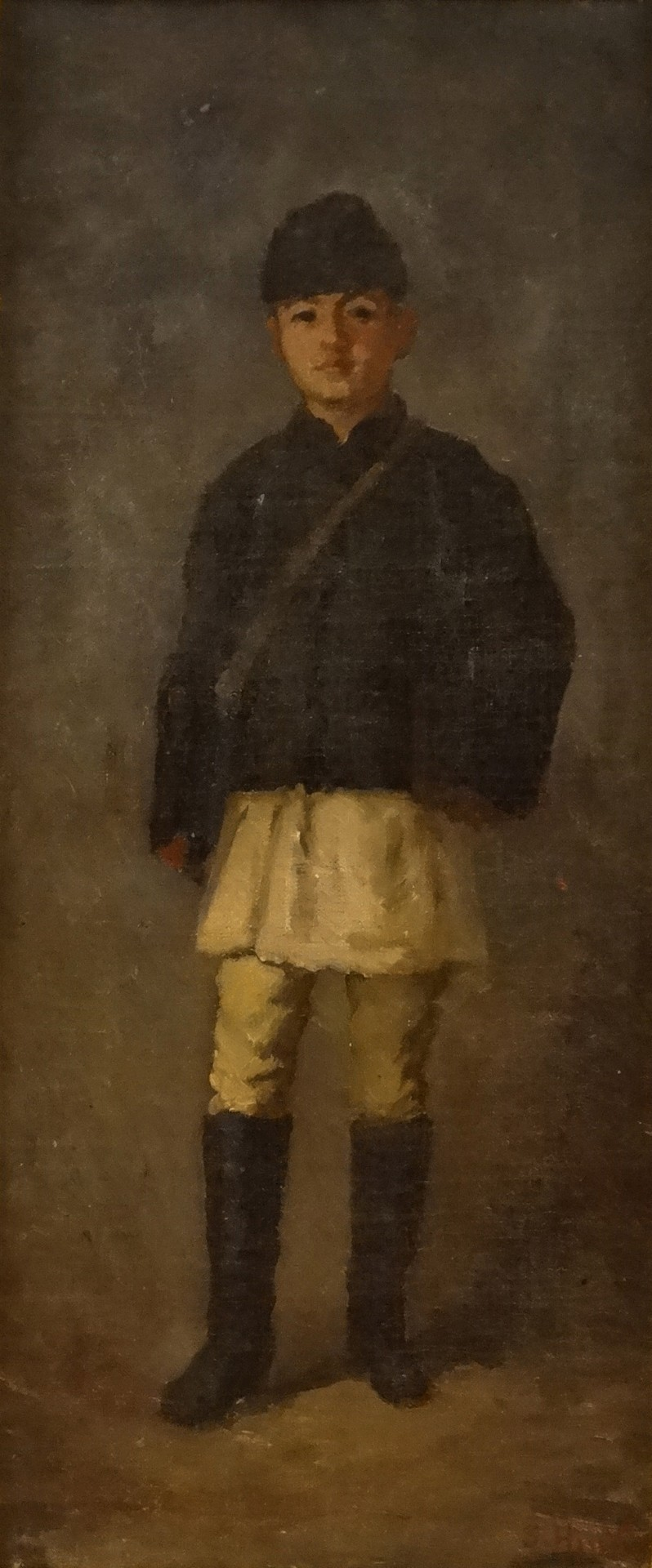
Elevul

- Dacă Mircea Popescu și Ion Frunzetti au indicat faptul că, Sava Henția ar fi urmat cursurile școlii École Nationale Supérieure des Beaux-Arts de la Paris sub îndrumarea pictorului Alexandre Cabanel, ca urmare a câștigării bursei de studii de la Școala de Belle Arte din București din anul 1870, altfel stau lucrurile în opinia Ioanei Raica. Ea a susținut teza precum că Henția ar fi câștigat bursa de studii în vederea înscrierii la cursurile Academiei Julian, obținând un cuantum nesatisfăcător de circa 1500 de lei. Desemnat câștigător în anul 1870, Sava Henția ar fi plecat la Paris, se înțelege la Academia Julian, dar a frecventat (doar) atelierul profesorului Alexandre Cabanel, care era profesor la École Nationale Supérieure des Beaux-Arts. Raica nu a adus surse pentru susținerea pe baze documentare, a afirmațiilor pe care le-a făcut.[29]

### Lucrări dispărute
- Herghelia rusească la Cotroceni - a dispărut într-un incendiu în anul 1932.[74]
- Orfeu și Euridice este astăzi pierdută, din cauza incendiului din anul 1885 de la Școala de Belle Arte.[8]

### In memoriam
- În localitatea Sebeșel din județul Alba se găsește un monument dedicat pictorului, cu un bust sculptat în piatră inaugurat în anul 1975, operă a sculptorului Tiberiu Panait.[75]
- În sectorul 1 din București se află strada „Pictor Sava Henția”.[76]
- În satul Sebeșel a existat Casa memorială „Sava Henția”, înscrisă pe lista monumentelor istorice. Casa s-a degradat continuu, iar în noaptea de 23/24 septembrie 2001 s-a dărâmat acoperișul acesteia.[77] Când din casă nu a mai rămas decât o parte din zidul exterior cu frontalul vechi și o groapă, care fusese fundația, casa respectivă a fost scoasă de pe lista monumentelor istorice din județul Alba.[75]

## Note

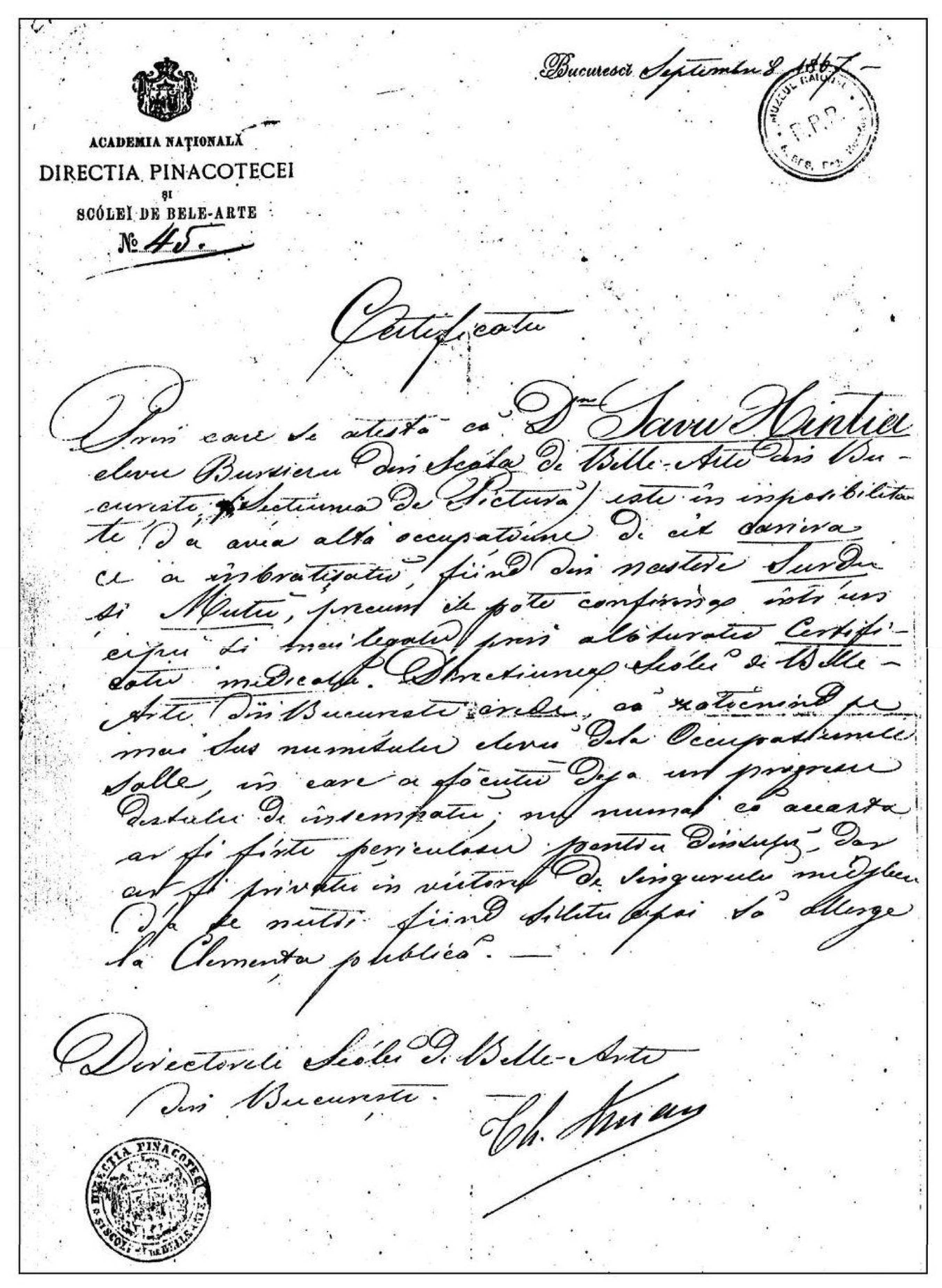
Certificat medical - 8 septembrie 1867